# Ceratosaurus
Ceratosaurus is een geslacht van uitgestorven vleesetende theropode dinosauriërs, behorend tot de groep van de Neoceratosauria, dat tijdens het Laat-Jura, zo'n 150 miljoen jaar geleden, leefde in het gebied van de huidige Verenigde Staten van Amerika.
Het eerste fossiel van Ceratosaurus werd in 1883 gevonden. Het geslacht kreeg in 1884 zijn naam die zoiets als 'hoornsauriër' betekent toen de befaamde professor Othniel Charles Marsh de typesoort Ceratosaurus nasicornis benoemde. Later werden nog eens zes soorten benoemd in het geslacht. Daarvan weten we tegenwoordig dat het ook om C. nasicornis gaat of om heel andere dinosauriërs. Dat maakt Ceratosaurus nasicornis tot de enige echte soort van het geslacht. Van C. nasicornis zijn vijf vrij volledige skeletten gevonden. Hierdoor kregen de wetenschappers een goed beeld van de bouw van het dier.
Ceratosaurus werd ongeveer zes meter lang en zeshonderd kilogram zwaar. Hij liep op alleen zijn achterpoten. Daarbij hielden een horizontaal gehouden romp en staart elkaar in evenwicht. De voorpoten waren erg kort. De kop was groot en droeg heel lange tanden. Daarmee konden grote prooidieren worden aangevallen, zoals Sauropoda. Voor in de snuit stonden per zijde maar drie tanden in plaats van vier. Daarin week Ceratosaurus af van de meeste theropoden. De kop droeg drie opvallende hoorns. Eén hoorn stond voor op de neus. De andere twee stonden boven de ogen. Met de hoorns maakte het dier indruk op soortgenoten. Midden op de nek, rug en staart liep een rij beenschubben. Bij andere theropoden is zoiets nooit aangetroffen.
Ceratosaurus heeft zijn naam gegeven aan de groep van de Ceratosauria. Vroeger werd wel gedacht dat Ceratosaurus al in zijn tijd een soort 'levend fossiel' was, een laatste vertegenwoordiger van 'primitieve' roofsauriërs. Later werd echter duidelijk dat de ceratosauriërs een tot het eind van het Krijt zeer succesvolle groep bleven. Ceratosaurus vormde daarin een eigen tak, de Ceratosauridae. Een mogelijke andere ceratosauride is Genyodectes.
Ceratosaurus is een van de bekendere dinosauriërs omdat hij vaak vermeld en geïllustreerd werd in populair-wetenschappelijke boeken. Hij is ook opgevoerd in romans, speelfilms en documentaires.

## Vondst en naamgeving

### Ceratosaurus nasicornis

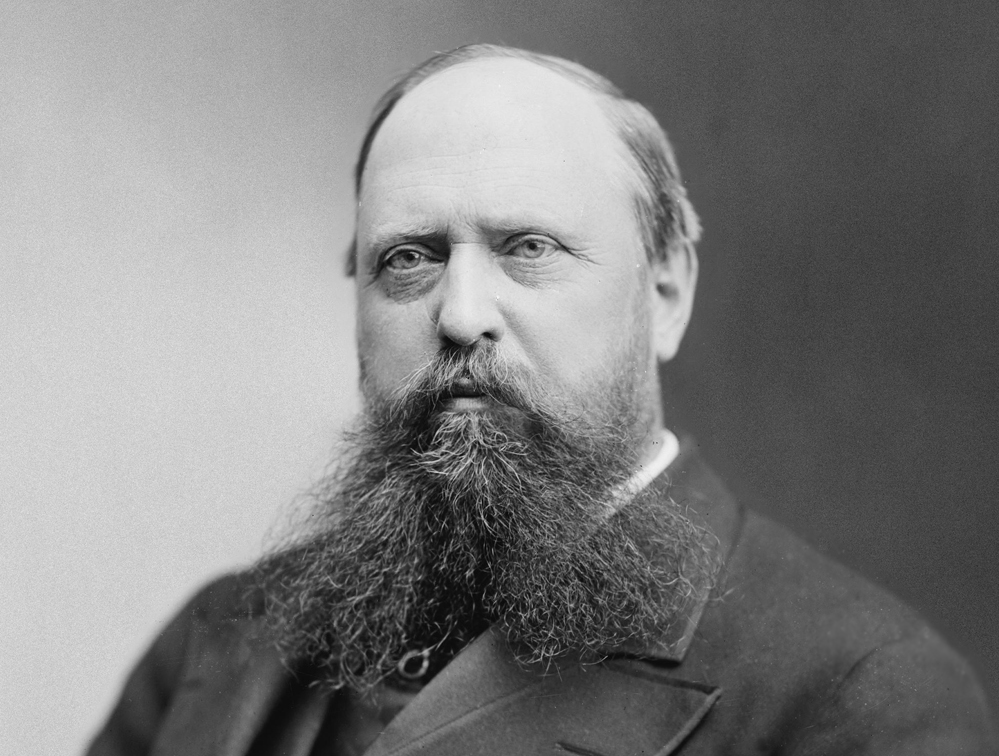
Ceratosaurus was een van de vele dinosauriërs die door Charles Marsh benoemd werden

Vanaf het voorjaar van 1882 groef Marshall Parker Felch in opdracht van professor Othniel Charles Marsh in de buurt van zijn ranch in Fremont County, Colorado, bij de Old Creek nabij de ingang van het Garden Park, opnieuw een groeve uit die al eerder, in 1876/1877, fossielen had opgeleverd en die nu bekend staat als de Marsh-Felch Quarry of de Felch Quarry 1. In 1883 ontdekte hij daarbij, direct naast en evenwijdig aan het fossiel van Stegosaurus stenops, het skelet van een grote theropode. Beide dieren waren vermoedelijk tijdens een droogteperiode omgekomen in de modder van een opdrogende poel. De theropode had zijn staart naar links over de heup van de planteneter gekromd. Het theropode skelet, 'numero vier', werd dat jaar en in 1884 geborgen en per spoor naar Marsh gezonden. De typesoort Ceratosaurus nasicornis werd in 1884 door Marsh benoemd en beschreven. De geslachtsnaam is afgeleid van het Oudgriekse κέρας, keras, 'hoorn', een verwijzing naar de opvallende hoorn op de snuit. Dezelfde structuur inspireerde de soortaanduiding: nasus betekent 'neus' in het Latijn en cornu 'hoorn'.

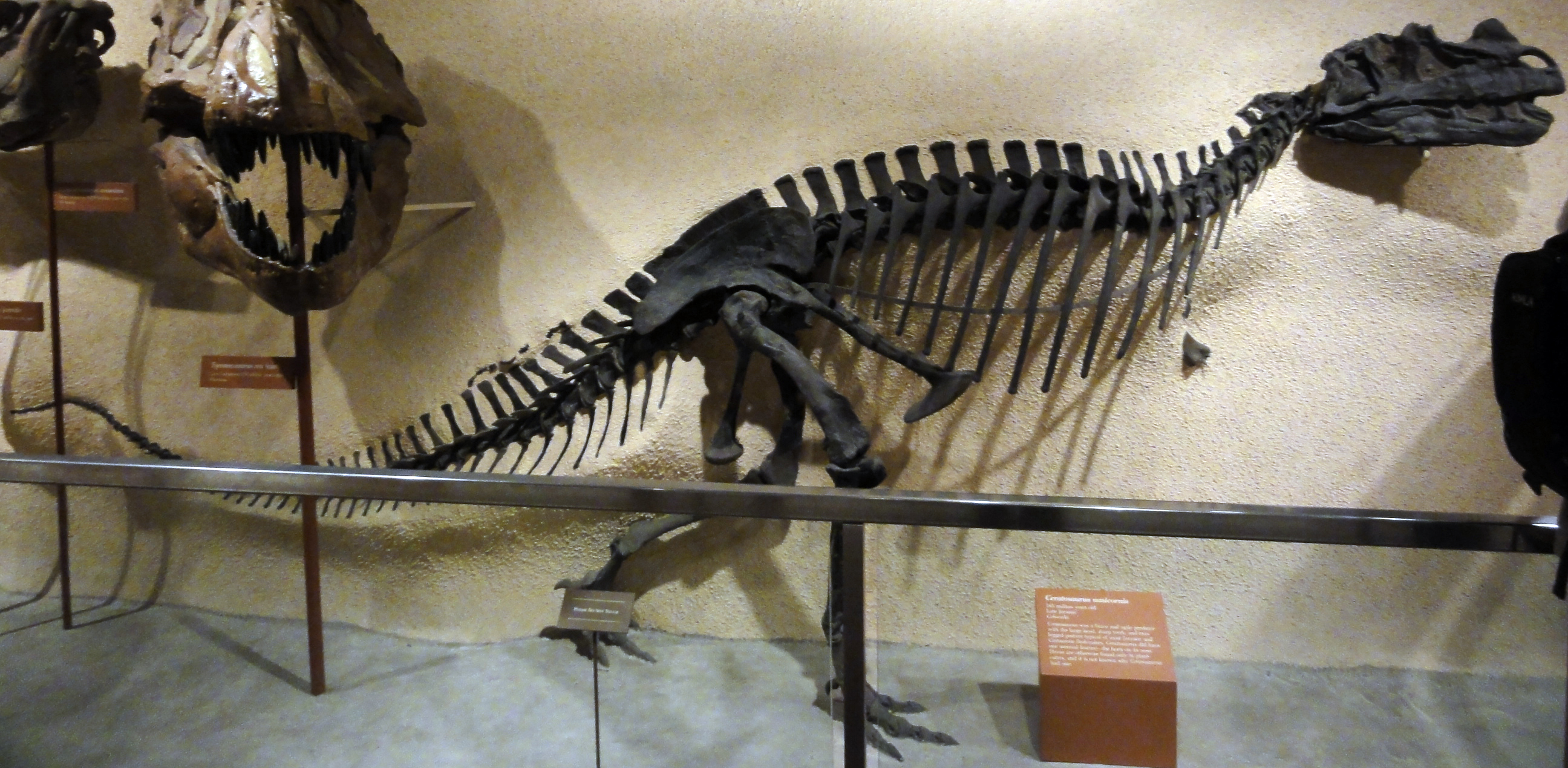
Het gerestaureerde holotype zoals tussen 1963 en 2015 opgesteld in het Smithsonian

Het holotype USNM 4735 is gevonden in een zeer harde laag zandsteen van de Brushy Basin Member van de Morrisonformatie die dateert uit het Laat-Kimmeridgien, ongeveer 151 miljoen jaar oud. Het bestaat uit een uitzonderlijk compleet skelet met schedel. Het lag grotendeels in anatomisch verband. De schedel en de wervelkolom waren sterk zijdelings samengedrukt. De belangrijkste elementen die ontbreken, zijn de tanden in de voorste bovenkaken en onderkaken, een aantal ruggenwervels, de meeste ribben, de rechterschoudergordel, beide opperarmbeenderen, de rechteronderarm behalve de eerste, tweede en vierde middenhandsbeenderen en het eerste kootje van de derde vinger, beide duimen, het linkerscheenbeen, het linkerkuitbeen en de tenen behalve de vierde linkervoetklauw. Het specimen omvat huidafdrukken en osteodermen. Het gaat vermoedelijk om een volwassen individu. Marsh was erg trots op het exemplaar en liet het in 1892 gerestaureerd opstellen in het Yale Peabody Museum, gezien vanaf de rechterzijde; later was hij wegens geldgebrek gedwongen het te verkopen aan het Smithsonian Institution dat het nog steeds tentoonstelt. In 1892 publiceerde Marsh ook een verbeterde beschrijving met afbeelding. Deze tekening geeft een wat te optimistisch beeld van de compleetheid van de vondst doordat ontbrekende elementen werden aangevuld door hun tegenhangers van de andere zijde van het lichaam te spiegelen of door Allosaurus als model te nemen. Daarnaast zijn sinds de opgraving verschillende botten tijdens het vervoer beschadigd geraakt. Opmerkelijk bij de eerste skeletopstelling was dat het dier met een vrij horizontale rug en een van de grond geheven staart stappend werd getoond. Dat was geïnspireerd door de positie van het linkerdijbeen bij het fossiel dat zover naar achteren was teruggetrokken dat het kennelijk de normale loopbeweging liet zien, waarbij de staart het lichaam in balans bracht. In 1896 publiceerde Marsh echter een afbeelding met een meer opgerichte lichaamshouding waarbij de staart op de grond rust; later zou vaak ten onrechte worden aangenomen dat zo ook gelopen werd en de houding geldt daarom tegenwoordig als ouderwets.

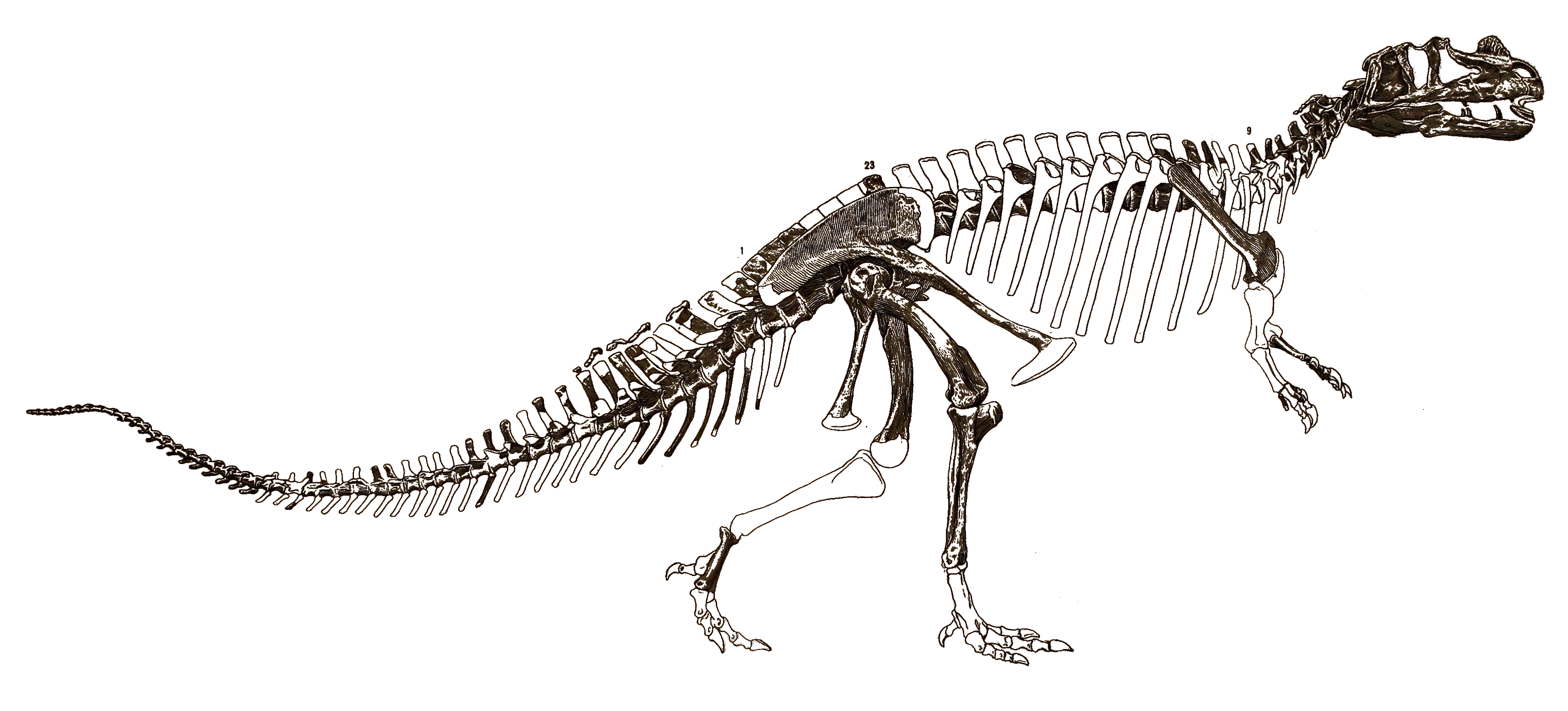
De bewaarde delen van het holotype

In 1908 wijdde Oliver Perry Hay nadere beschouwingen aan de anatomie van Ceratosaurus in een artikel over theropoden. Hierin wist hij Marsh op bepaalde punten te verbeteren.

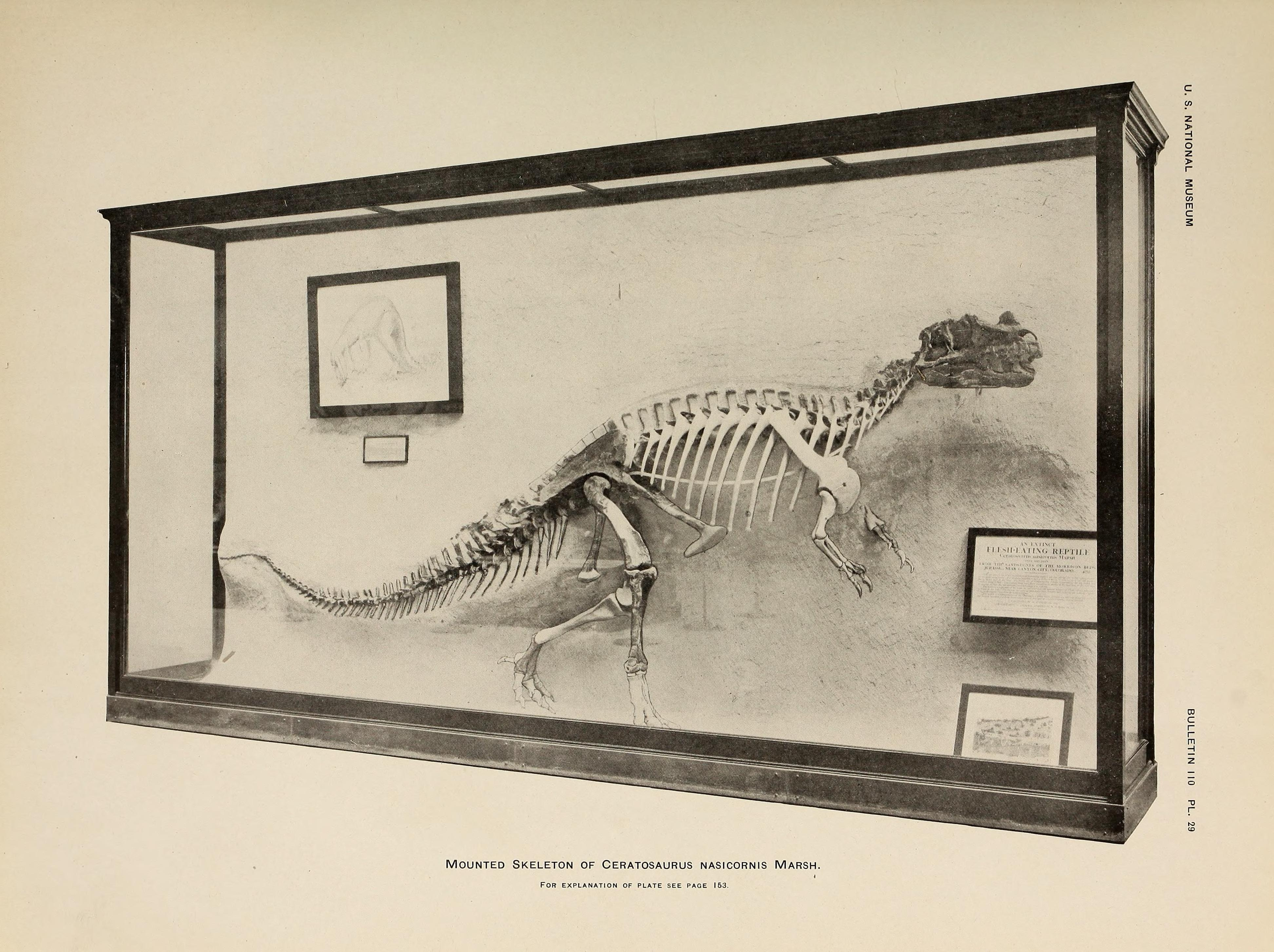
De meer oorspronkelijke opstelling, vóór 1963

In 1920 verscheen een gedetailleerdere beschrijving door Charles Whitney Gilmore. Na een nieuwe restauratie in 1910 en 1911 door assistent-preparateur Norman H. Boss onder leiding van Gilmore werd het specimen door het Smithsonian getoond in een glazen vitrine. Daartoe werden de botten die Marsh, op de schedel en achterpoten na, slechts gedeeltelijk uit hun zandsteenblokken had laten beitelen, grotendeels helemaal blootgelegd. De romp werd ingekort. Aanvullende elementen in gips kregen een onderscheidende kleur. In 1963 werd dat gewijzigd in een open opstelling waarbij de linkerhelft van het skelet verzonken was in een laag gips. Later werd de schedel vervangen door een afgietsel. In 2015 werd het skelet geheel ontmanteld ter restauratie en verbeterde beschrijving. Het doel was het in 2019 door een compleet afgietsel te vervangen. Dat zal dan niet-verzonken tentoongesteld worden. Dit maakt de authentieke botten beschikbaar voor studie. In 2016 werd een moderne beschrijving gegeven van de onderarm.
In Colorado zijn later, uit even oude lagen, in de Dry Mesa Dinosaur Quarry beenderen gevonden die aan Ceratosaurus zijn toegewezen. In 1981 wees John Stanton McIntosh een onderkaak toe die hij in een museumcollectie had aangetroffen, specimen CM 21706. Het gaat verder voornamelijk om losse beenderen zoals wervels en middenvoetsbeenderen, waarvan Brooks Britt er in 1991 een aantal toewees. Het betrof toen zeventien staartwervels, de specimina BYUVP 4838, BYUVP 4853, BYUVP 4908, BYUVP 5092, BYUVP 5103, BYUVP 5254, BYUVP 8910, BYUVP 8937, BYUVP 8938, BYUVP 8974, BYUVP 8982, BYUVP 9108, BYUVP 9136, BYUVP 9141, BYUVP 9152, BYUVP 9161, BYUVP 9162 en BYUVP 9163; zes ruggenwervels, de specimina BYUVP 4951, BYUVP 4952, BYUVP 8907, BYUVP 9142, BYUVP 9143, BYUVP 9144; en twee derde middenvoetsbeenderen, BYUVP 5008 en BYUVP 5010.
In Utah is in 1992 specimen BYUVP 12893 gevonden (onderste Brushy Basin Member van de bovenste Morrison-formatie, San Rafael Swell, Emery County), een gedeeltelijk skelet met schedel van een groter exemplaar dan het holotype. Van deze vindplaats, die kleiner is dan twee meter diameter, werd door Richmond en Stadtman (1996) een sedimentologische studie gemaakt die uitwees dat de dunne zandsteenlaag waarin BYUVP 12893 zich bevond gevormd werd door sedimenten van een rivier die ten gevolge van een overstroming door de oevers braken en de beenderen bedekten. Het skelet lag deels in natuurlijk verband en is een van de meest volledige C. nasicornis specimina ooit gevonden (onder meer Britt, 1991). De schedel werd gedeeltelijk in natuurlijk verband aangetroffen en is niet samengedrukt, wat heel uitzonderlijk is. Tezamen met de bewaard gebleven beenderen achter de schedel wierp het nieuw licht op enkele voorheen onbekende en belangrijke kenmerken van de soort. Volgens Richmond en Stadtman stierf specimen BYUVP 12893 mogelijk tamelijk dichtbij de vindplaats op de toenmalige overstromingsvlakte. Nadat het skelet gedeeltelijk uit verband raakte, werden de meer mobiele delen ervan door water en sediment van een rivier meegesleept, verplaatst en ingebed. Ontbrekende delen van het specimen kunnen ten westen van de vindplaats terechtgekomen zijn en ingebed, nu bedekt door een dikke laag moddersteen en alluvium. Het is natuurlijk ook mogelijk dat de ontbrekende delen van het skelet vóór de inbedding door de activiteiten van predatoren en/of aaseters verloren gingen, of dat ze door verwering vernietigd werden. Uit Wyoming, de Bone Cabin Quarry West in Albany County, is in 1999 een specimen van een jong dier gemeld, een gedeeltelijk skelet met schedel in 1996 opgegraven door het commerciële Western Paleontological Laboratories en na aankoop tentoongesteld in het North American Museum of Ancient Life, dat echter gevonden is in de oudere Salt Wash Member en waarvan het verband met C. nasicornis daarom onzeker is. Behalve delen van de schedel omvat het ongeveer dertig procent van het postcraniaal skelet waaronder het hele bekken. De schedel is vierendertig procent korter dan bij het holotype. Het Bone Cabinspecimen werd in 2024 doorverkocht aan Fossilogic LLC van Brock Sisson die het verder prepareerde en monteerde; en op 16 juli 2025 veilde bij Sotheby's voor een bedrag van $30 510 000, op dat moment het op twee na duurste fossiel, na de stegosaurus Apex en de tyrannosaurus Stan. Sisson zag af van het geven van een bijnaam. Voorwaarde voor de verkoop was dat het specimen wetenschappelijk bestudeerd zou worden.
De onzekerheid geldt nog sterker voor losse tanden die uit de lagen van Guimarota in Portugal beschreven zijn. Het gebied van Portugal maakte in het late Jura deel uit van de plaat van Iberia die met de Noord-Amerikaanse plaat verbonden was. Het valt dus te verwachten dat de fauna van beide gebieden overeenkomsten vertoont. Dat werd bevestigd in 2000 door de melding van een ceratosaurusspecimen, ML 352. Het was gevonden op het strand van Valmitão. De rotsen daar behoren tot de Lourinhãformatie die ongeveer even oud is als de Morrison. De zandsteen die de fossielen bevat, behoort tot de Porto Novo-afzetting, die dateert uit het late Kimmeridgien. Het specimen bestaat slechts uit een rechterdijbeen, een linkerscheenbeen en wat tanden. In 2006 volgde een aanvullende beschrijving. Later bleken er door een amateurpaleontoloog nog meer botten van hetzelfde exemplaar gevonden te zijn. Die werden door deze geschonken aan de Sociedade de História Natural in Torres Vedras. Ze kregen daar het inventarisnummer SHN(JJS)-65. Dit omvat het linkerdijbeen, het rechterscheenbeen en het linkerkuitbeen. In 2015 werden alle botten van het exemplaar gezamenlijk in detail beschreven. In 2006 werd het toegewezen aan Ceratosaurus dentisulcatus. Latere onderzoekers meenden echter dat een determinatie op soortniveau onmogelijk was. Daarbij werd C. dentisulcatus meestal gezien als een jonger synoniem van Ceratosaurus nasicornis. In 2015 hield men het op een Ceratosaurus aff. Ceratosaurus nasicornis. Daarmee bedoelde men dat er geen relevante verschillen met C. nasicornis ontdekt konden worden, maar dat er wegens de beperkte resten slechts een affinitas met die soort te bewezen viel.
In 2020 werden losse tanden uit de Tacuarembóformatie van Uruguay aan een Ceratosaurus sp. toegewezen. Het waren de specimina FC-DPV 1950, FC-DPV 2980, FC-DPV 3033 en MGT1169.

### Andere soorten

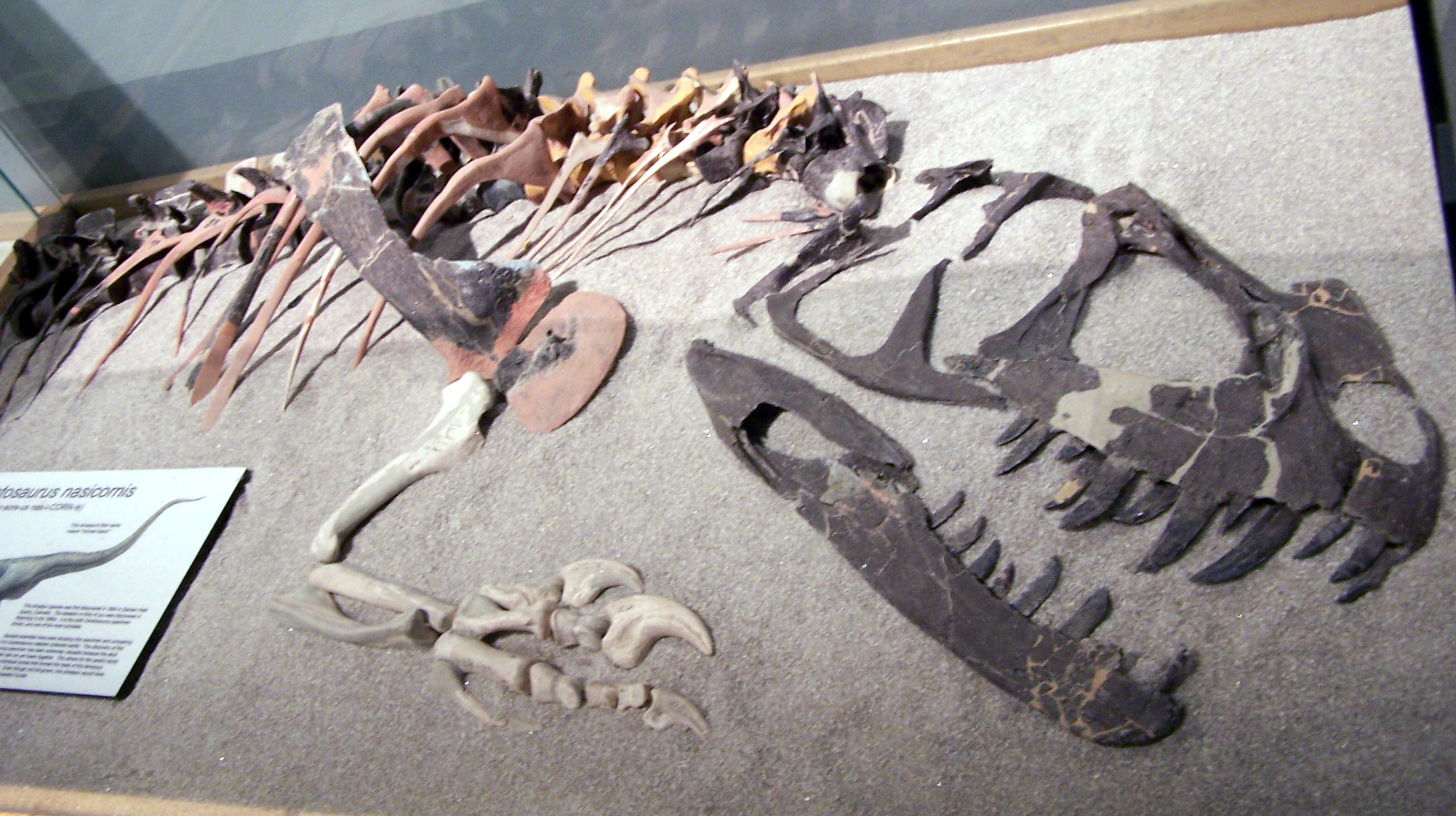
Het juveniel skelet tentoongesteld in het North American Museum of Ancient Life

Behalve de typesoort zijn nog verschillende andere soorten benoemd.
In 1925 benoemde Werner Janensch enkele botten als de soort Ceratosaurus roechlingi. De soortaanduiding eert de staalmagnaat August Roechling die in 1912 twaalfduizend goudmark had gedoneerd aan de Tendaguruexpedities naar Duits-Oost-Afrika, tijdens welke de fossielen werden gevonden. Hij had als voorwaarde gesteld dat er een soort naar hem vernoemd zou worden. Het materiaal bestaat uit een quadratum, drie staartwervels, een stuk kuitbeen, een sprongbeen en een calcaneum waarvan Janensch dacht dat ze van één enkel individu afkomstig waren. Latere onderzoekers dachten daar anders over, wat ze voor de taak stelde een van de botten te kiezen om daaraan de naam te verbinden. James Henry Madsen probeerde in 2000 het quadratum tot lectotype te maken, maar faalde daar hij alleen het woord 'type' gebruikte terwijl de regels van de ICZN voorschrijven dat een lectotype expliciet als zodanig wordt aangeduid. In 2011 maakte Oliver Rauhut een wervelcentrum, specimen MB R 2162, het lectotype. Andere fossielen wees hij niet aan de soort toe; van de beenderen van de achterpoot meende hij te kunnen vaststellen dat ze aan een groter individu toebehoorden dan het lectotype. Twee apart gevonden staartwervels MB R 1938 en MB R 2166 die Janensch onder C. roechlingi had beschreven, benoemde Rauhut als het aparte geslacht Veterupristisaurus. De status van C. roechlingi is onduidelijk. Het gaat vermoedelijk om een ceratosauriër, maar er is geen reden een direct verband met C. nasicornis aan te nemen. Men spreekt daarom wel van een Ceratosaurus? roechlingi.
In 1920 benoemde Janensch een aantal tanden uit de Tendaguru als Megalosaurus ingens. In 1988 werden die door Gregory S. Paul hernoemd tot Ceratosaurus ingens. In 2011 meende Rauhut echter dat de tanden aan Megalosaurus noch Ceratosaurus bijzonder verwant waren, maar toebehoorden aan een verder onbekend lid van de Carcharodontosauridae. Rauhut hernoemde wel Labrosaurus? stechowi Janensch 1920 tot een Ceratosaurus? stechowi.
In 1975 en 1976 werd bij Fruita in Colorado door een team van het Museum of Western Colorado onder leiding van Lance Ericksen het skelet met schedel opgegraven van een nog onvolgroeid exemplaar, specimen MWC 1, nadat diens zoon Thor Ericksen daarvan een scheenbeen gevonden had. Toegewezen aan Ceratosaurus, werd er later van gedacht dat het een nieuwe soort zou kunnen vertegenwoordigen. In 1995 bracht de excentriekeling Stephan Pickering dit tot uiting door op basis van het exemplaar de soort Ceratosaurus willisobrienorum te benoemen. De soortaanduiding eert de beroemde pionier op het gebied van de stop-motion Willis O'Brien die de special effects verzorgde in de versie uit 1933 van de film King Kong waarin veel dinosauriërs voorkomen. Het genitief meervoud werd bij vergissing toegepast; Pickering kent geen Latijn. Ook zijn kennis van de anatomie van de theropoden was dermate beperkt dat de naam wegens een ontoereikende beschrijving algemeen geacht werd een ongeldige nomen nudum te zijn; daarbij werd de naam gebruikt in een nieuwsbrief waardoor het twijfelachtig is of zij als gepubliceerd beschouwd kan worden. In 2000 echter benoemde Madsen hetzelfde specimen tot de soort Ceratosaurus magnicornis, 'met de grote hoorn'. In dezelfde publicatie benoemde Madsen nog een soort: Ceratosaurus dentisulcatus. Dit was gebaseerd op een exemplaar uit de Cleveland-Lloyd Dinosaur Quarry, specimen UMNH 5278, een gedeeltelijk skelet met schedel van een groot individu dat mede onder het beheer van Madsen zelf geprepareerd was. De soortaanduiding is afgeleid van het Latijn dens, 'tand', en sulcus, 'groeve', en verwijst naar de parallelle verticale groeven aan de binnenkant van de voorste tanden. In 2005 werd de hersenpan van MWC 1 apart beschreven.
Madsen wees verder geen fossielen aan de twee nieuwe soorten toe. De geldigheid van de soorten is niet algemeen aanvaard. Veel onderzoekers zien ze als jongere synoniemen van C. nasicornis. C. magnicornis en C. dentisulcatus zijn ongeveer even oud als de typesoort. Madsen stelde veel detailverschillen vast, maar omdat het unieke exemplaren betreft, kan lastig worden vastgesteld of het echt gaat om drie verschillende populaties of daarentegen om individuele variatie binnen een enkele soort. C. dentisulcatus is ongeveer een kwart langer, maar omdat basale dinosauriërs typisch nooit ophielden met groeien kan het ook om een groot individu van C. nasicornis gaan.
Madsens publicatie zou ook nog speciale naamgevingsproblemen veroorzaken. In 1896 benoemde Marsh een losse voorste onderkaakstand, specimen YPM 1936, als de soort Labrosaurus sulcatus. Madsen wees de tand in 2000 toe aan een Ceratosaurus sp. Megalosaurus meriani, in 1870 benoemd door Jean Baptiste Greppin op basis van specimen MH 350 uit Zwitserland, eveneens een gegroefde tand, werd aan een andere onbepaalde Ceratosaurus sp. toegewezen. George Olshevsky wees er in 2000 echter op dat deze species dan formeel de naam Ceratosaurus sulcatus respectievelijk Ceratosaurus meriani zouden moeten dragen en kondigde aan deze namen te zullen publiceren in een nieuwe editie van zijn Mesozoic Meanderings 3. In feite zou deze echter nooit in druk verschijnen — Olshevsky paste slechts zijn elektronische databestanden aan — zodat de namen nooit formeel gepubliceerd zijn. Desalniettemin duiken ze vaak in namenlijsten op het internet op. Overigens beschouwt Olshevsky ze zelf als nomina dubia. Een volgend probleem in dit verband is dat de tanden niet van die van C. dentisulcatus, zoals door Madsen gediagnosticeerd, kunnen worden onderscheiden. Als ze geen nomina dubia geacht worden te zijn, moeten de drie taxa als één soort beschouwd worden met als naam Ceratosaurus meriani.

### Soortenlijst
De wat complexe naamgevingsgeschiedenis kan worden samengevat in een soortenlijst die meteen aangeeft dat Ceratosaurus in 1893 door Richard Lydekker bij Megalosaurus werd ingedeeld.
- Megalosaurus meriani Greppin 1870: wellicht Ceratosaurus sp., wellicht nomen dubium; = Labrosaurus meriani (Greppin 1870) Janensch 1920; = Antrodemus meriani (Greppin 1870) Steel 1970; = Allosaurus meriani (Greppin 1870) Olshevsky 1978
- Ceratosaurus nasicornis Marsh 1884: geldige typesoort van Ceratosaurus; = Megalosaurus nasicornis (Marsh 1884) Lydekker 1893
- Labrosaurus sulcatus Marsh 1896: wellicht Ceratosaurus sp., wellicht nomen dubium
- Ceratosaurus ingens (Janensch 1920) Paul 1988: = Megalosaurus ingens Janensch 1920
- Labrosaurus? stechowi Janensch 1920: nomen dubium, = Antrodemus stechowi (Janensch 1920) Chabli 1985, = Ceratosaurus? stechowi (Janensch 1920) Rauhut 2011
- Ceratosaurus roechlingi Janensch 1925: nomen dubium, non Ceratosaurus
- Ceratosaurus willisobrienorum Welles, Powell & Pickering vide Pickering 1995: wellicht nomen nudum, wellicht nomen non rite publicatum; ongeldig ouder synoniem Ceratosaurus magnicornis
- Ceratosaurus dentisulcatus Madsen & Welles 2000: wellicht geldige soort, wellicht jonger synoniem Ceratosaurus nasicornis
- Ceratosaurus magnicornis Madsen & Welles 2000: wellicht geldige soort, wellicht jonger synoniem Ceratosaurus nasicornis

## Beschrijving

### Algemene bouw, grootte en onderscheidende kenmerken

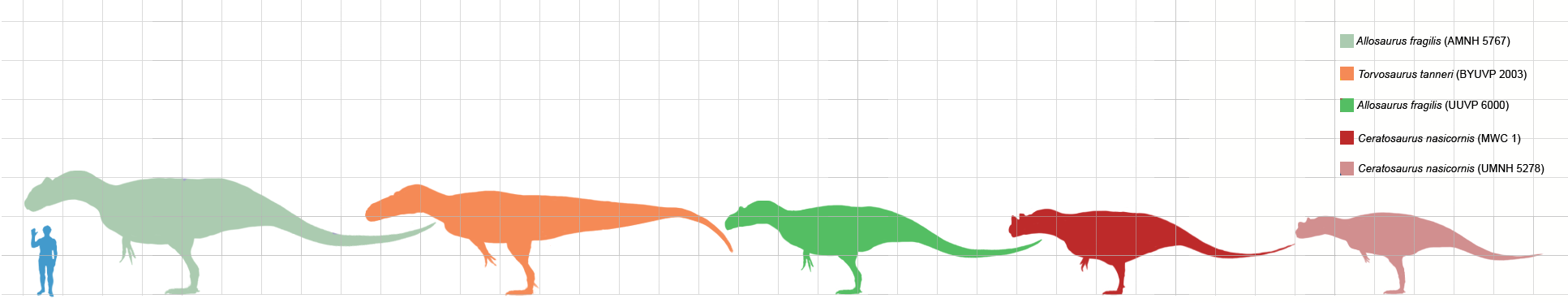
Twee exemplaren van Ceratosaurus vergeleken met andere theropoden

Ceratosaurus is een middelgrote roofsauriër. Hij liep op zijn achterpoten, waarbij de romp in evenwicht gehouden werd door de staart. De kop is tamelijk groot en hoog. De bouw is wat gedrongen: de staart loopt niet erg ver door en zowel de voorpoten als de achterpoten zijn nogal kort. De robuuste indruk die het dier maakt, wordt versterkt door de schedelhoorns en een rugkam.

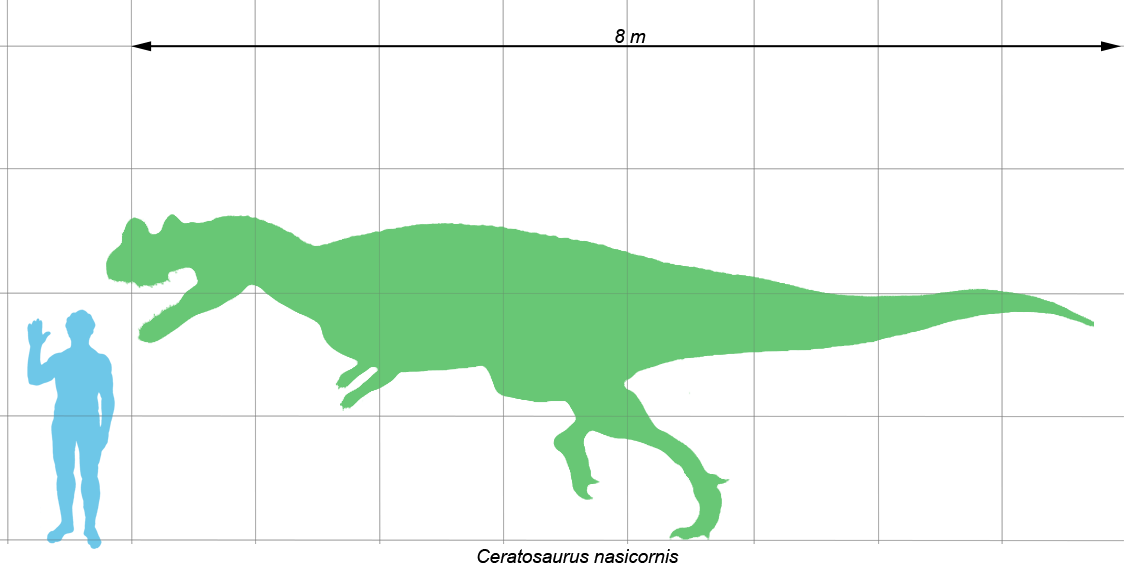
Een groottevergelijking tussen een ceratosaurus van ruim zeven meter en een mens

De absolute omvang van Ceratosaurus is relatief beperkt. Gregory S. Paul gaf in 2010 een lichaamslengte voor C. nasicornis van zes meter en een gewicht van zeshonderd kilogram. Het genoholotype is daarbij nog eens tamelijk klein. Marsh sprak in 1884 van 'ruim zeventien voet' en een volume dat de helft bedroeg van dat van Allosaurus. Michael Mortimer schatte in 2010 de lengte ervan op 546 centimeter en het gewicht op 524 kilogram. Specimen MWC 1 schatte hij op 5,6 meter en UMNH 5278 zou het grootst geweest zijn met een lengte van 6,7 meter; Paul schatte het gewicht hiervan op zevenhonderd kilogram, uitgaande van een ruwe lengteschatting van zeven meter. Het in 1999 gemelde juveniele exemplaar heeft een lengte van 3,6 meter bij een schedellengte van 413 millimeter.

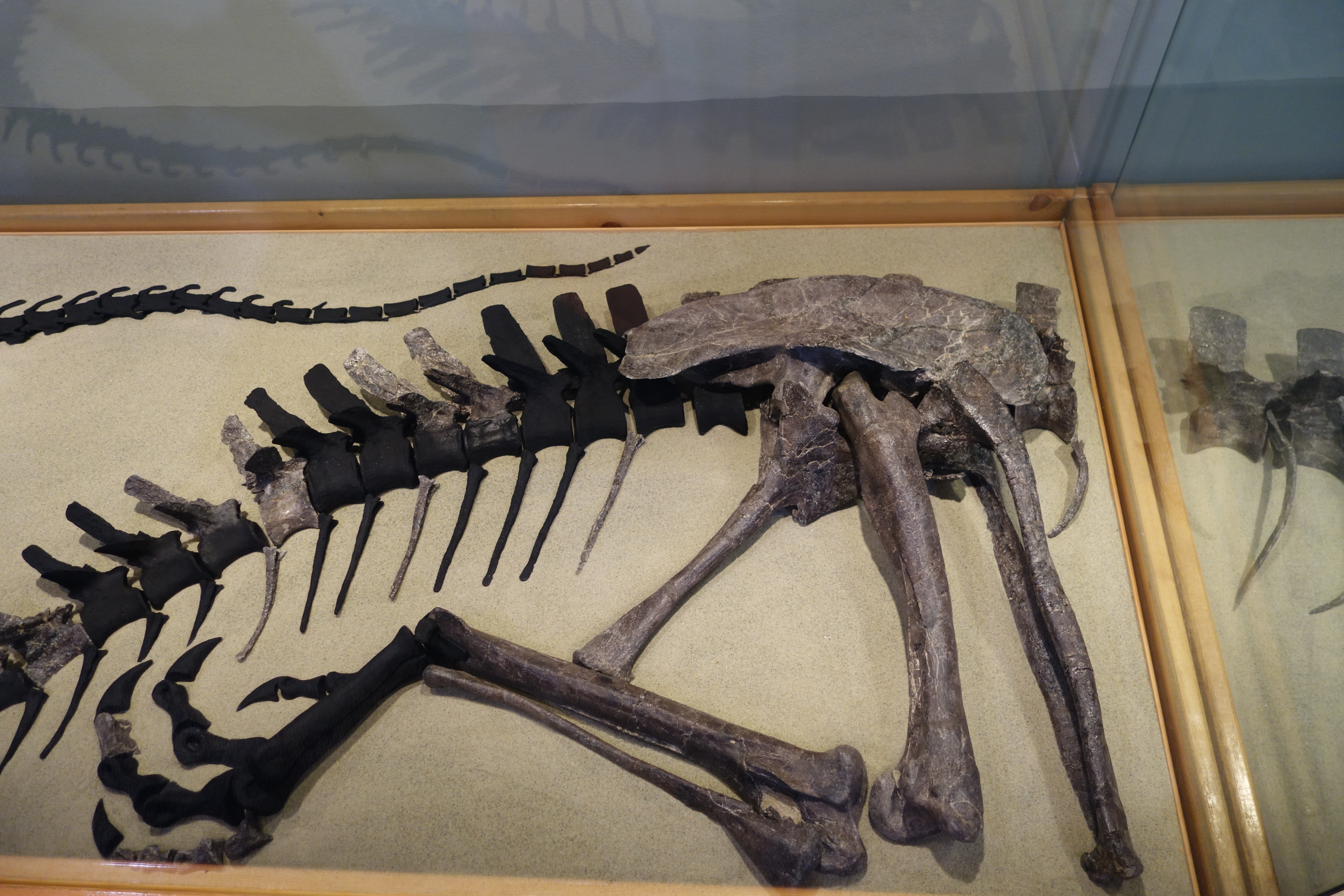
Het is de vraag of het bekken van het juveniele exemplaar echte autapomorfieën vertoont

Ceratosaurus heeft enkele kenmerkende eigenschappen. De meeste theropoden zoals Allosaurus hebben hoorns. De twee boven de ogen waren klein en leken meer op kammetjes, zo ook bij Ceratosaurus: bij hem echter was de hoorn op de neus (althans de middenlijn van de schedel, achter de neusgaten) sterk vergroot, en kon, hoewel vrij plat, met recht een 'hoorn' genoemd worden. Sommige schedels hebben grotere hoorns dan andere. Dit kan drie dingen betekenen: er waren verschillende soorten, er was individuele variatie of er waren verschillen tussen de seksen. De functie van de hoorns is onduidelijk, misschien werden ze door de mannetjes gebruikt bij gevechten. De hoorn op de neus zou ook een geducht wapen kunnen vormen, waarmee het dier prooien aanviel en zich verdedigde tegen de grotere roofdieren, zoals Allosaurus - maar dat kan alleen maar zo geweest zijn als het onbekende hoornweefsel een scherpe kartelrand vormde, want de bewaard gebleven botkern is vrij stomp. Vermoedelijk diende de hoorn vooral om mee te pronken. Op de rug van Ceratosaurus liepen de erg lange doornuitsteeksels ofwel processus spinosi als een kam over de ruggengraat. Op die kam liep weer een rij beenplaten. Deze kam, gecombineerd met de hoorns op de snuit en boven de ogen, gaven het dier een draakachtig uiterlijk.

Het holotype, in geel, in grootte vergeleken met UMNH 5278

Matt Carrano gaf in 2008 vier autapomorfieën. Dat zijn unieke afgeleide eigenschappen. Ceratosaurus verschilt hierin van zijn nauwste verwanten. Er bevindt zich een overdwars afgeplatte, in zijaanzicht afgeronde hoornkern op de vergroeide neusbeenderen. Achter deze beenkern bevindt zich op de middenlijn van de neusbeenderen een ovale uitholling in de lengterichting. Het schaambeen heeft onder het foramen obturatum een grote afgeronde inkeping. Op de middenlijn van de rug bevinden zich kleine osteodermen. Volgens Michael Mortimer hoort hier nog het bezit van slechts drie premaxillaire tanden bij; het verminderde aantal kartelingen op de voorrand van de premaxillaire tanden; en de extreme lengte van de chevrons.
Bij de melding van het juveniele exemplaar in 1999 werden ook twee autapomorfieën geclaimd. Tussen de onderste schachten van de schaambeenderen bevindt zich een groot en laag uitlopend foramen. Het darmbeen is met penverbindingen verbonden met het schaambeen en het zitbeen. Andere onderzoekers hebben deze kenmerken echter niet als onderscheidend aanvaard. Het gat tussen de schaambeenderen kan ook veroorzaakt zijn door een geringe verbening bij een jong dier. Hoe de verbindingen bij andere soorten zijn, is vaak niet te controleren.
Bij de beschrijving van het Portugese materiaal in 2015 werd, wat de achterpoot betreft, een unieke combinatie van verschillende kenmerken als onderscheidend voor Ceratosaurus aangemerkt. In het dijbeen toont de trochanter minor dimorfie: om de een of andere reden verschilt deze beenstijl van vorm tussen exemplaren. De binnenste beenstijl van het dijbeen vormt een scherpe afstaande richel met groeven aan de zijde van het lichaam. Op het beenvlak tussen de achterkanten van de onderste gewrichtsknobbels van het dijbeen ligt onderaan een horizontale richel. Aan de onderzijde van het dijbeen is de kam van de crista tibiofibularis breed en schuin gericht.

### Skelet

#### Schedel

##### Algemene vorm

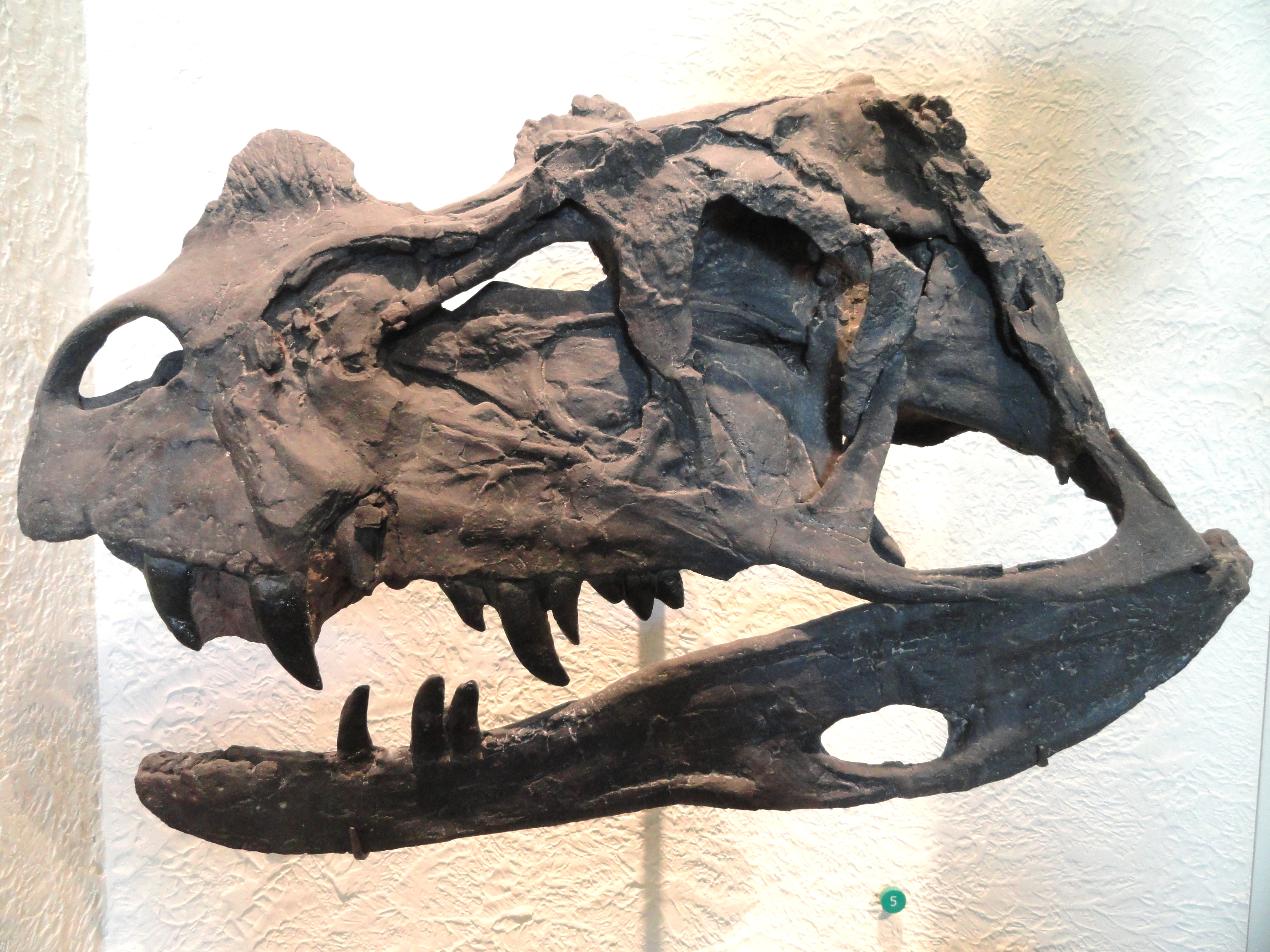
Afgietsel van de schedel

De schedel heeft bij het holotype een lengte van 626 millimeter. De schedel is relatief hoog en vrij sterk overdwars afgeplat met een snuitbreedte overdwars die een tiende bedraagt van de lengte. Achteraan heeft de schedel over de quadratojugalia, de beenderen van de onderste hoeken van de achterkant, gemeten een breedte van zestien centimeter. Marsh en Gilmore stelden op grond van de hoogte en een vergelijking met Allosaurus dat de schedel opvallend lichtgebouwd was, maar latere vondsten van theropoden laten zien dat Ceratosaurus eerder een in verhouding tot de meeste leden van die groep vrij robuuste schedel heeft met krachtig uitgegroeide elementen. Een uitzondering vormt de onderste achterkant waarin het quadratojugale en het quadratum in zijaanzicht wat dun zijn. Dat de schedel op Marsh de indruk van een lichte bouw gaf, kwam ook omdat het volgens Marsh voor de eerste keer was dat bij een eenduidig lid van de Dinosauria een grote fenestra antorbitalis werd aangetroffen. In feite was die al bekend van een gedeeltelijke schedel van Megalosaurus maar daar aangezien voor de oogkas. Tegenwoordig weten we dat zulk een opening oorspronkelijk en typerend is voor de hele Archosauria. Marsh kon correct de vijf grote openingen in de theropodenschedel identificeren: neusgat, fenestra antorbitalis, oogkas, onderste slaapvenster en bovenste slaapvenster.

##### Snuit

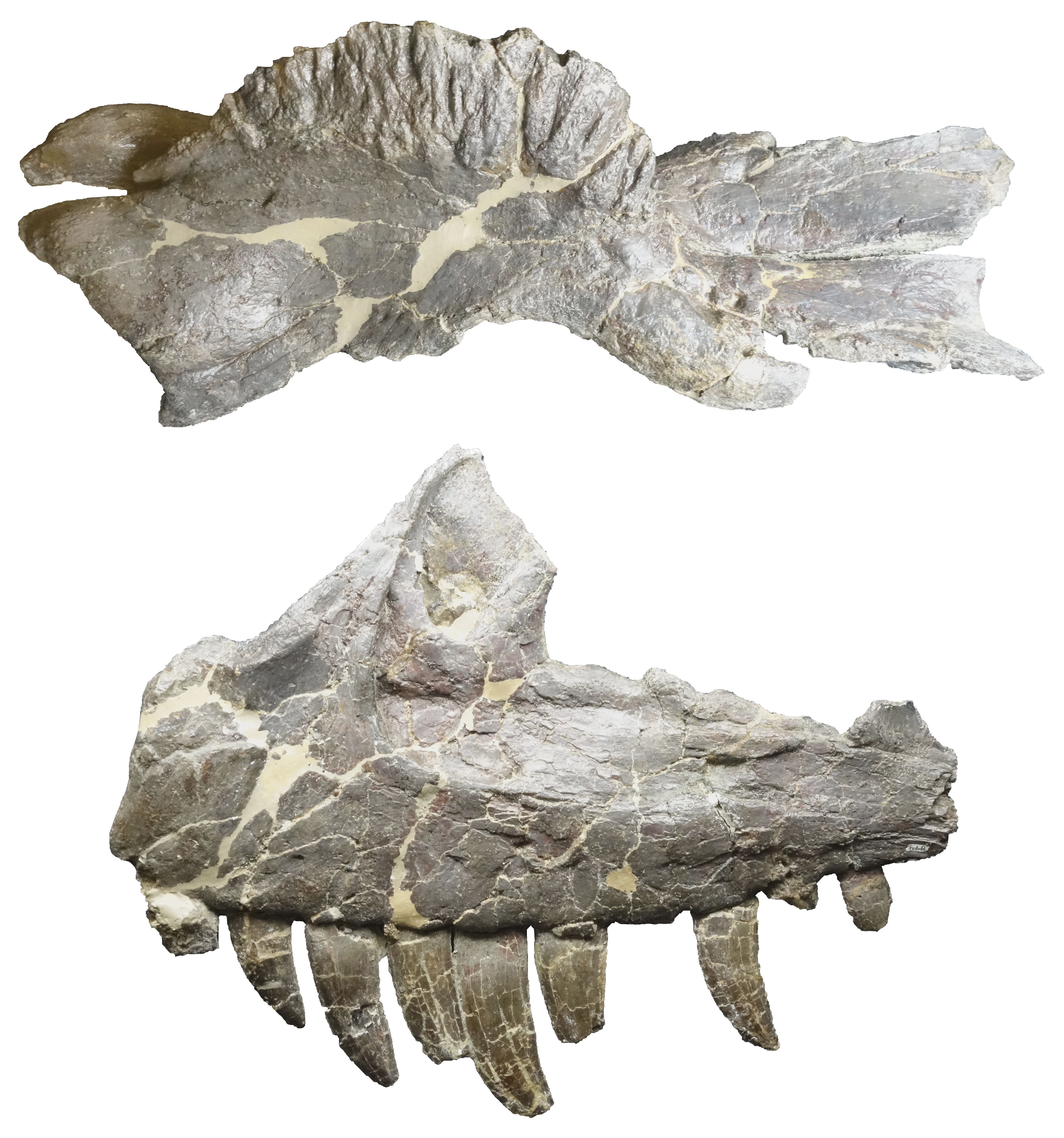
Hoorn en bovenkaken te Fruita

Het voorste snuitbeen, de praemaxilla, heeft een gladde buitenwand die echter doorboord wordt door een wat groter ovaal foramen onder het neusgat en drie kleinere foramina die schuin naar voren en beneden gericht zijn. Het hoofdlichaam van de praemaxilla heeft een vierkant profiel, ongeveer zeven centimeter hoog en lang, wat een tamelijk stompe snuitpunt oplevert. Die gaat geleidelijk over in de tak die voor het neusgat ligt. Iets hoger vormt die tak een kleine bult. Daarboven wijkt het profiel sterker naar achter. Daarna gaat de tak over in het neusbeen. De voorrand daarvan wordt erdoor overlapt. In de achterrand van de tak zit daartoe een trog. De bovenzijde van de tak wordt juist overlapt door het neusbeen. De gepaarde neergaande voorste takken van het neusbeen vormen daartoe een uitsteeksel. Intern heeft de praemaxilla achteraan een klein binnenste uitsteeksel. De gepaarde uitsteeksels raken elkaar. Ze staan onder een hoek van vijfenveertig graden omlaag. Het uitsteeksel vervloeit schuin naar achteren, beneden en zijwaarts met het hoofdlichaam. Hieronder is de wal van de tandkassen drie millimeter ingesprongen. Er is een eveneens drie millimeter hoge adergroeve. Die steekt omhoog in het bot. De groeve begint in de onderste achterhoek. Daarna buigt hij naar voren en beneden. Hij eindigt bij de middenlijn ter hoogte van de achterrand van de eerste tandkas. Onder de groeve is de interne botwand verticaal en horizontaal gekromd. Het raakvlak van de achterste tak met het bovenkaaksbeen is in achteraanzicht overdwars hol. Aan de buitenzijde daarvan is er een tweede hol facet waar het bovenkaaksbeen overlapt. Naar onderen verwijdt zich dit facet. Hoger kromt het raakvlak naar achteren en binnen. Daar overlapt de praemaxilla juist het bovenkaaksbeen. Hoger bevindt zich in de kromming een uitholling. Daar past weer een uitsteeksel van het bovenkaaksbeen in. Dat vormt dus de bovenste overlapping door die maxilla.
De praemaxilla draagt maar drie tanden in plaats van vier, een zeldzaam kenmerk in de Theropoda, zoals Marsh al opviel. Behalve bij zeer basale vormen als Dracoraptor, Daemonosaurus en Chilesaurus, is deze eigenschap alleen verondersteld bij Torvosaurus en Ornitholestes, maar dat bleek achteraf te berusten op een foute interpretatie van beschadigde fossielen. Bij Ceratosaurus is er echter geen twijfel over dat er maar drie zijn; bij het holotype tonen beide praemaxillae dit aantal. De nauwe verwant Genyodectes heeft er vier. Dat is een aanwijzing dat het aantal van drie voor Ceratosaurus een afgeleid en niet een basaal kenmerk is, ofwel dat het zich apart bij Ceratosaurus ontwikkeld heeft. De reden voor de reductie is onzeker. Wellicht dat een toeneming van de tandgrootte gecombineerd met een stompe snuitvorm de oorzaak is. De praemaxilla ligt tegen het bovenkaaksbeen aan doch is er niet mee vergroeid. 

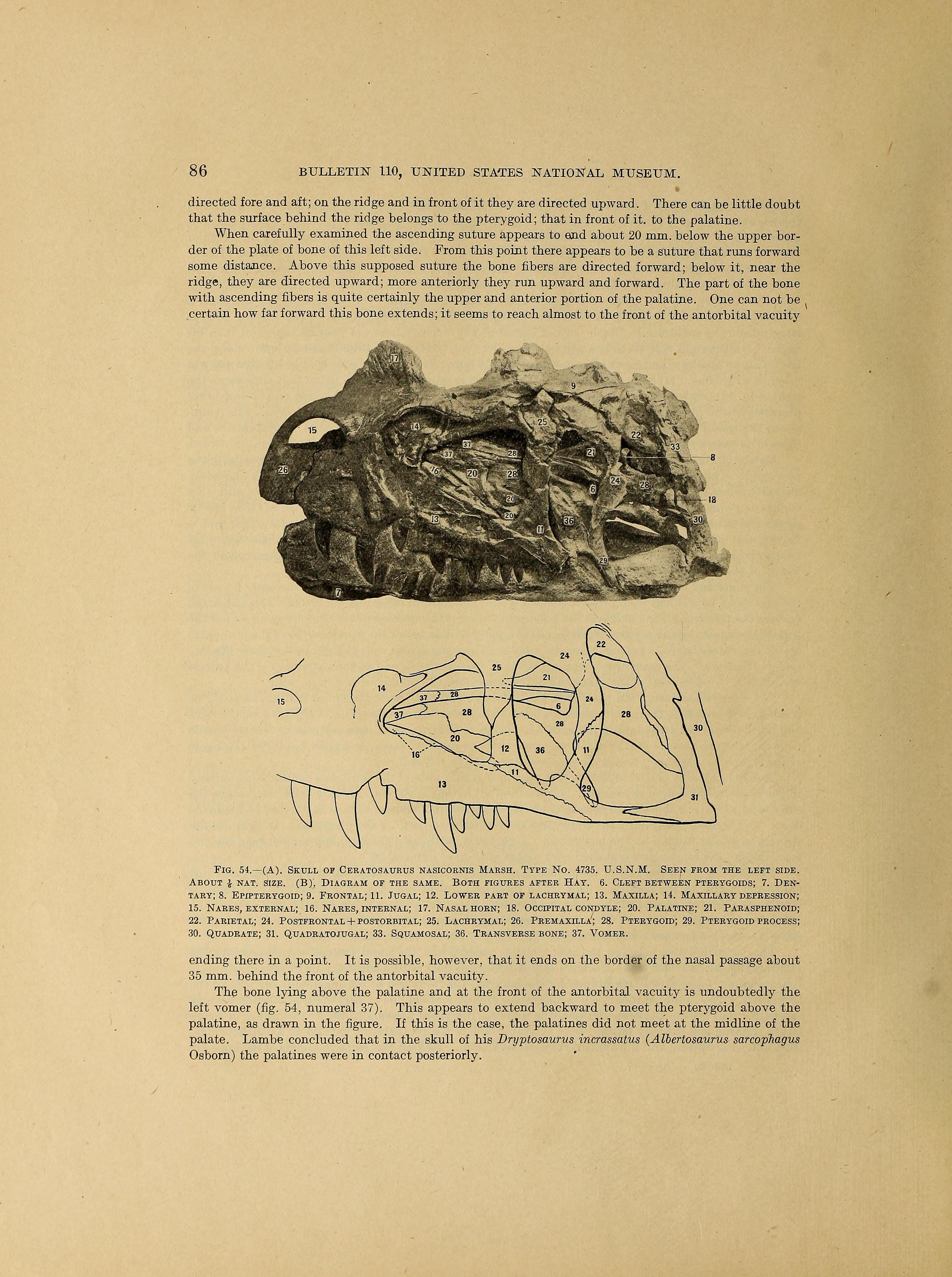
De schedel zoals afgebeeld door Gilmore

Het bovenkaaksbeen draagt bij het holotype vijftien tanden. Bij andere exemplaren is het aantal maxillaire tanden soms zo laag als dertien. De opgaande tak ervan is vrij breed, van voren naar achteren gemeten. Marsh viel geen fenestra maxillaris op. Dat is bij theropoden een extra venster in de voorkant. Hay vond aan de rechterzijde een foramen in de juiste positie. Gilmore sloot zich hier voorzichtig bij aan. De achterste tak eindigt in een spitse punt. Die ligt onder de oogkas. De uitholling rond de fenestra antorbitalis zet zich over het bovenkaaksbeen voort. Deze fossa holt van boven af het midden het bovenkaaksbeen uit. De voorwand van de fossa wordt op halve hoogte door een klein horizontaal plateau verdeeld. De onderrand van de fossa heeft een continu bolle onderrand. Boven de tandkassen loopt een rij foramina. Ieder foramen is schuin naar voren en beneden gericht. Ze lopen uit in een bandvormige verdieping boven de tandkassen. Ook die band buigt bol naar beneden. De opgaande tak maakt contact met het neusbeen. Dit raakvlak is vooraan breed en zijwaarts gebogen. De tak buigt naar achteren en uiteindelijk naar beneden. Het achterste uiteinde gaat weer iets omhoog en steekt daar in het traanbeen. In de zijwand van de basis van de tak bevindt zich een uitholling. Die heeft de vorm van een omgekeerde peer. Die ligt voor de voorrand van de fenestra antorbitalis. De voorrand van de uitholling is hol. De achterrand is bovenaan ook hol. Onderaan is hij bol. De interne vleugel van het bovenkaaksbeen buigt naar voren en beneden. Naar achteren loopt de vleugel geleidelijk in het hoofdlichaam over. De vleugel heeft een verticaal bolle bovenrand. Die sluit aan bij de rand van de tegenoverliggende vleugel. Zo wordt het verhemelte op dit punt gesloten. Op de bovenkant van de vleugel loopt langs het hoofdlichaam een lengtegroeve. Vooraan, bij de praemaxilla, buigt die naar beneden.
De neusbeenderen zijn langwerpig zoals bij de meeste theropoden. Afwijkend is dat ze op de vergroeide middenlijn een hoge neushoorn dragen. Deze hoorn is overdwars afgeplat. De lengte van de basis is bij het holotype dertien centimeter, de hoogte van de hoorn zeven centimeter. De hoorn is verticaal te verdelen in twee duidelijke zones. De onderste zone beslaat een derde deel van de hoogte. Het botoppervlak van deze zone is glad. Dit is een teken dat het bij het levende dier bedekt was door een laag spieren, bindweefsel en huid. Die laag was dus kennelijk een duim dik. De bovenste zone is ruw. Er is een plotse overgang tussen de onderste zone en de bovenste zone. Die wordt gekenmerkt door een opstaande rand van vier millimeter. Terwijl de hoorn tussen de onderste zones een dwarsdoorsnede heeft van twaalf millimeter bedraagt die twee centimeter tussen de opstaande randen. Ook in zijaanzicht ligt het onderste gedeelte vooraan meer naar achteren, een depressed lip vormend. Het bovenste gedeelte heeft een wigvormig dwarsprofiel. Het bovenprofiel loopt wat schuin op naar achteren zodat zich daar het hoogste punt bevindt. De beenkern van de hoorn moet ruim vier centimeter boven de huid hebben uitgestoken. Deze wat beperkte hoogte werd echter vergroot door een hoornschacht. Deze kan de hoorn een totale hoogte van zo'n zes centimeter gegeven hebben. De hoornlaag moet aan het bot verankerd zijn geweest. Daartoe kunnen diepe verticale groeven in de opstaande richel gediend hebben. Ook het ruwe oppervlak van de bovenste zone diende daartoe. De bovenrand van de hoorn is ingekeept. Dat kan ook weer tot aanhechting hebben gediend. Het zou echter ook kunnen dat de bovenrand een zaagprofiel had. Voor de hoorn heeft het neusbeen een bol profiel. Achter de hoorn bevindt zich tussen de neusbeenderen een ondiepe inzinking. Die loopt naar achteren geleidelijk over in een bol vlak. Dat vlak zet zich bol voort over de zijkanten naast de hoorn. De achterste buitenrand van het neusbeen is ingekeept. Dit dient voor het contact met de bovenrand van het traanbeen. Meer naar voren buigt de buitenrand geleidelijk naar binnen, met een ruw oppervlak, van het bovenkaaksbeen af. Dat wordt overlapt door het neusbeen. Het neusbeen waaiert naar voren breed uit. Daar overlapt het de praemaxilla. Achteraan keept ieder neusbeen een voorhoofdsbeen breed in. Dat betekent weer dat de gepaarde neusbeenderen op de middenlijn ingekeept worden door de voorhoofdsbeenderen. Ook die worden overlapt door de neusbeenderen.

##### Schedeldak

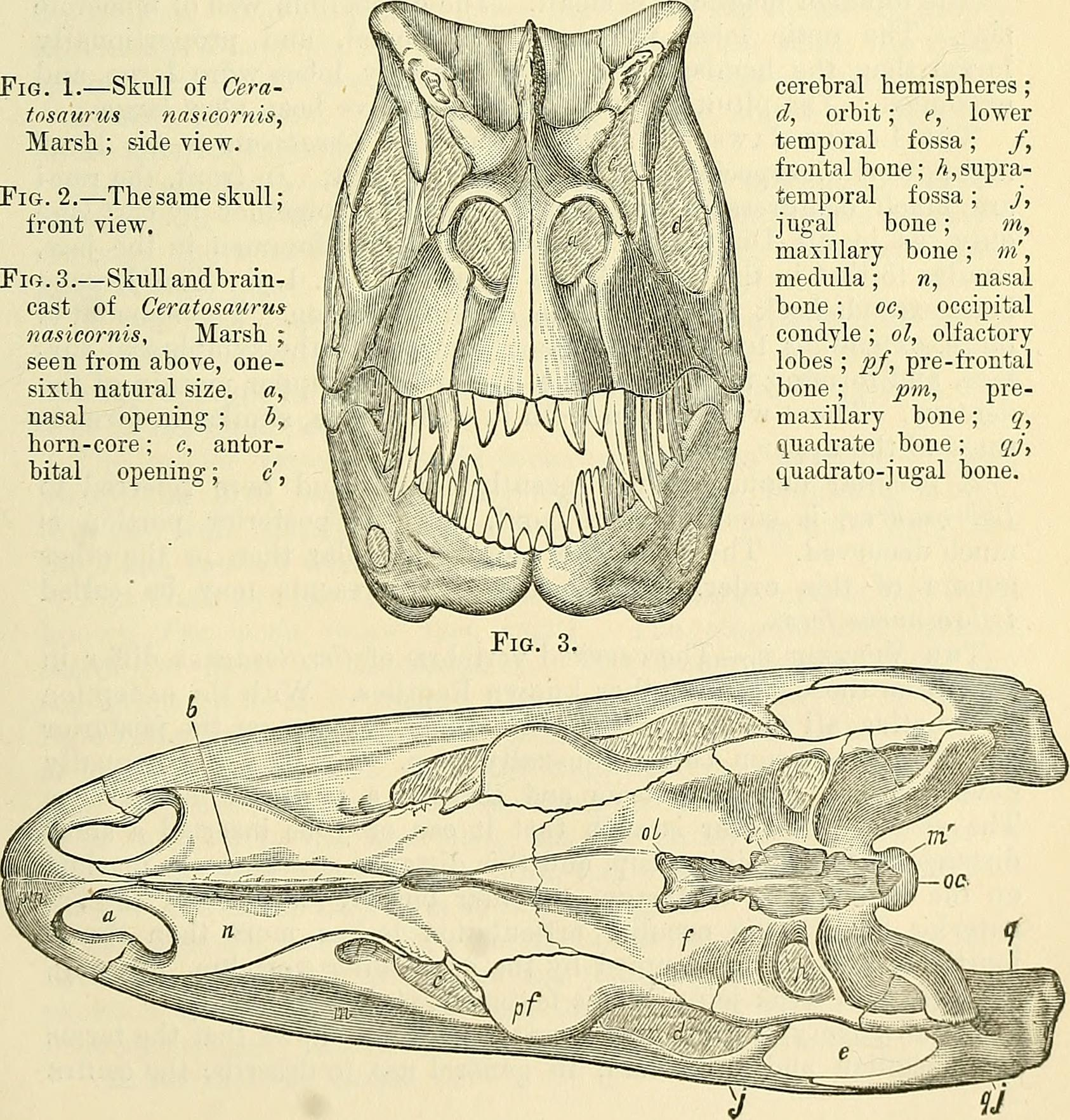
De schedel van voren en boven bezien, met bij de laatste het silhouette van de hersenholte

De voorhoofdsbeenderen zijn bovenop licht bol. Hun bovenvlak is glad. Daarin verschillen ze van veel latere ceratosauriërs, waar dat vlak sterk geornamenteerd is. Waar ze elkaar raken is er een lichte verheffing. Die vormt een boog overdwars die in de lengterichting loopt. Naast die boog liggen ondiepe inzinkingen. Vooraan wordt de boog overlapt door scherpe uitsteeksels van de neusbeenderen. Die worden op hun beurt weer van onderen bedekt door de frontalia. Het voorste deel van de voorhoofdsbeenderen vormt aan de zijkant een vlakke plaat. Die raakt het prefrontale. Dat rust in een groeve in het raakvlak. Vooraan wordt de groeve ondieper. Daar loopt hij taps toe. Naar achteren wordt hij dieper. Verticaal wordt hij ook hoger. Hun beennaad met de neusbeenderen vormt een sterke zigzaglijn. De voorhoofdsbeenderen zijn met elkaar vergroeid. Achteraan zijn ze naadloos vergroeid met de wandbeenderen. Marsh dacht dat het voorhoofdsbeen een kleine sector van de bovenrand van de oogkas vormt, als voortzetting van het postorbitale. Volgens Gilmore echter, is er slechts een kleine inkeping waarin een punt van het voorhoofdsbeen de rand nadert. Het voorhoofdsbeen is daar zeer dun. De boog boven de oogkas bestaat uit het prefrontale, het voorhoofdsbeen en het laterosfenoïde. Dat laatste bot is deel van de hersenpan en het binnenste stuk van diens beennaad met het voorhoofdbeen is van buiten af niet zichtbaar. De achterste onderzijde van het voorhoofdsbeen wordt overgroeid door de buitenste tak van het septosfenoïde. Achteraan beslaat de uitholling rond het bovenste slaapvenster een deel van het voorhoofdsbeen. Daar zijn uitlopers van sluitspieren van de kaken aangehecht. De uitholling eindigt achteraan in een scherpe richel op de beennaad met het wandbeen. De curve van de richel is hol van voren.
Marsh zag het traanbeen voor het os prefrontale aan. Hay dacht dat alleen het bovenste deel, het hoorntje, het prefrontale vertegenwoordigde. De neergaande tak zou het traanbeen zijn. Dat boven de tak de grens van de botten lag, zou bewezen worden door een beennaad. Gilmore begreep in 1920 dat die vermeende naad slechts een breuk was in het fossiel. De tak en het hoorntje vormen dus een geheel, zoals bij veel andere theropoden. Het echte prefrontale is een klein driehoekig element. Het traanbeen draagt een vrij grote hoorn. Bij het holotype is die bovenop afgerond. Gilmore nam waar dat de bovenrand sterk gerestaureerd was en vermoedde dat de punt oorspronkelijk spitser was. Bij andere exemplaren is er soms een scherpe bovenrand. Ook onderkende hij dat het hoorntje gepneumatiseerd was. Het steekt recht naar boven. De achterste buitenste buitenkant van het hoorntje gaat naar beneden in een vrijwel rechte lijn over in de buitenkant van de neergaande tak. Daarvan is de bovenzijde echter iets ingesprongen. Het hoorntje kan verlengd zijn geweest door een hoornschacht. Daarop wijst een sterke verruwing aan de binnenzijde. Die verankerde de schacht. De buitenzijde van het hoorntje is licht hol. In de buitenzijde van de neergaande tak bevindt zich een diepe put. Die loopt door tot in de fenestra antorbitalis.
Achter de voorhoofdsbeenderen liggen de wandbeenderen. Ze zijn met elkaar vergroeid. Marsh dacht dat het wandbeen met een vleugel het postorbitale raakte. Gilmore zag echter correct dat daar contact gemaakt werd met het squamosum. Het wandbeen vormt de voorste binnenrand van de opening waar de spieren van het bovenste slaapvenster de schedel in verdwijnen. De richel loopt naar achter door in de uitholling daarvan. Het wandbeen sluit vooraan strak tegen het laterosfenoïde aan.
Het postorbitale is T-vormig. De bovenrand is licht golvend. De rand is bol boven de achterste oogkas en boven het onderste slaapvenster. De rand is hol boven de neergaande tak en boven de achterste tak. Op het buitenvlak bevindt zich een scherpe richel. Die loopt schuin van voren en beneden naar achteren en boven. De richel kromt zich over de achterste tak, eindigend in een afronding. Aan de binnenzijde van de richel loopt een uitholling. De voorste tak loopt van deze uitholling uit naar voren en binnen. Het bovenvlak ervan is afgerond. Van de basis van de voorste tak uit loopt een afgeronde versterkende richel naar achter en beneden achter de neergaande tak. De achterste tak begint als een bult. Die kromt naar achteren. Geleidelijk verlaagt de bult zich tot de achterrand. Bij de neergaande tak vormt de voorrand een holle curve. Deze fungeert meteen als achterrand van de oogkas. De achterrand vormt een bult. Die steekt uit in het onderste slaapvenster. Boven de bult ligt een vrij abrupte afgeronde inkeping. De ronde inkeping eronder is meer geleidelijk. Daar overlapt de tak de opgaande tak van het jukbeen. De versterkende richel is gegroefd voor een sterker contact.
Het squamosum vormt een welving op de achterhoek van het schedeldak. De achterzijde ervan buigt omlaag. Zo wordt een kom gevormd voor de kop van het quadratum. Die kop steekt in een schuin naar bezijden en achteren gerichte inkeping. Het uiteinde van de voorste tak overkapt het quadratojugale. Die tak is afgerond. Hij is niet horizontaal verbreed in het onderste slaapvenster. Er is een uitstulping naar voren tot in het postorbitale. Een uitstulping naar het midden overlapt de achterste buitenste rand van het wandbeen.

##### Wang

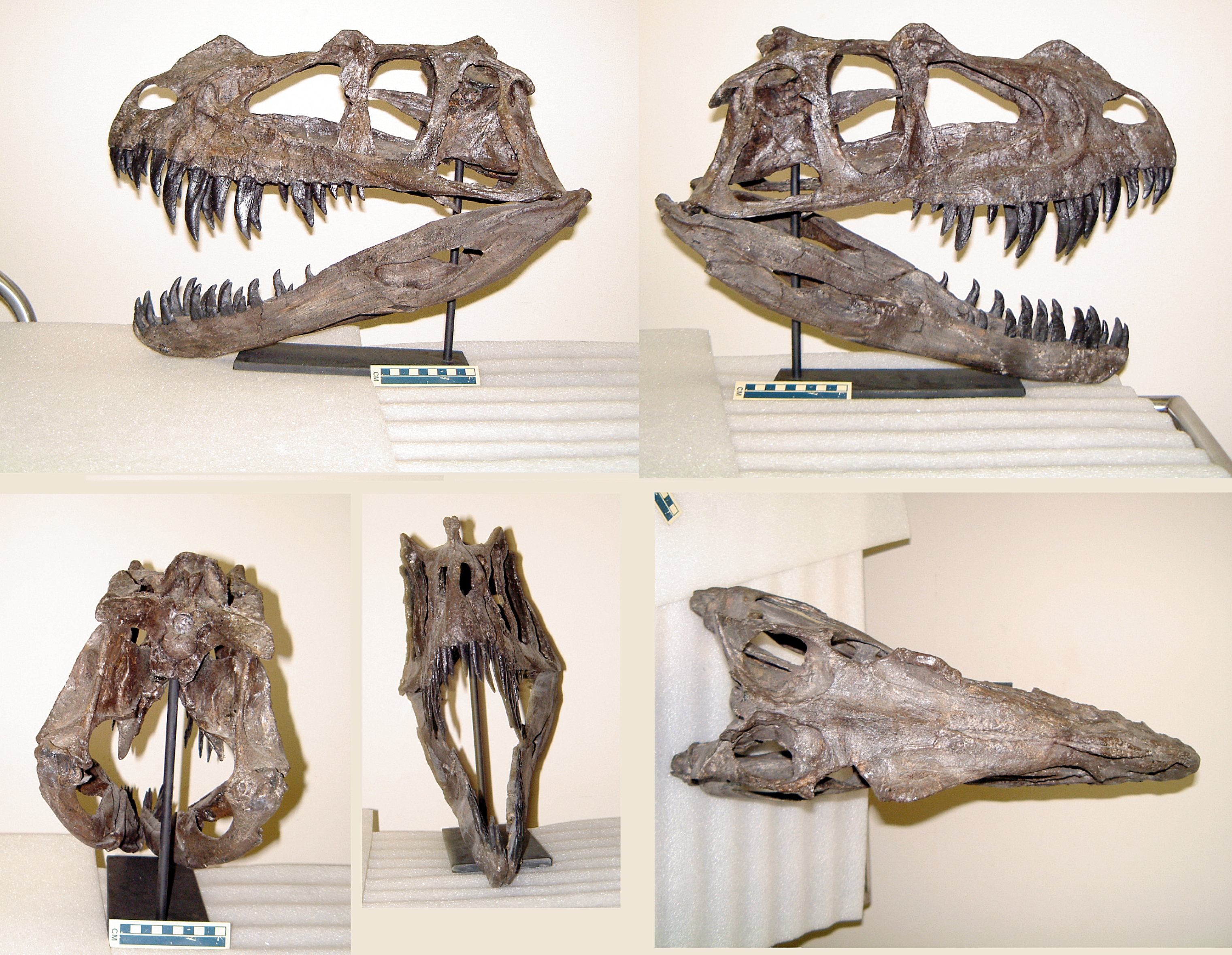
Het quadratum is lang

Het quadratum is zeer lang. Dat brengt de achterzijde van de schedel flink omlaag. Marsh dacht dat het quadratum bovenaan een afwijkende 'haak' had waarin een tak van het quadratojugale bevestigd was. Gilmore begreep echter dat door de samendrukking van het fossiel het quadratojugale achter de buitenste rand van het quadratum gedrukt was. Latere exemplaren laten zien dat het quadratum wel een zijwaarts naar buiten stekende vleugel heeft. Die is schuin naar voren gericht. De vleugel loopt over, en steekt in, het quadratojugale. Van de voorrand van de binnenzijde loopt een vleugel geleidelijk naar het pterygoïde. De onderrand van die vleugel is verdikt. De rand maakt contact met de onderzijde van het pterygoïde. Zo wordt het verhemelte verankerd aan de buitenwand van de schedel. De bovenzijde van de vleugel loopt evenwijdig aan het pterygoïde. Het profiel van die zijde is vooraan bol gekromd. De buitenzijde van de vleugel is hol gekromd. Quadratojugale en quadratum vormen de voorrand en achterrand van een tussenliggende opening, het foramen paraquadraticum. Dit venster was ook door Hay niet herkend. De buitenwand van het quadratum is bovenaan licht bol. Het quadratum vormt het bovenste kaakgewricht. Onderaan zijn er twee knobbels. Daartussen loopt een groeve schuin naar voren en binnen. De buitenste knobbel is kleiner en minder uitstekend. De lengteassen van de knobbels kruisen elkaar naar voren toe.
Het quadratojugale steekt vrij ver naar voren, tot onder de neergaande tak van het postorbitale, de voorrand van het onderste slaapvenster. De onderrand van het quadratojugale is bol. De scherpe voorste punt van de rand rust in een groeve in het jukbeen. De top van het quadratojugale is afgerond. De verticale tak heeft over de bovenste helft een bolle voorrand. De onderste helft is maar iets bol. Onderaan omvat het quadratojugale de binnenste achterkant van het quadratum. De buitenste achterrand is afgerond. De binnenkant van de ronding loopt naar voren. Die kant ontmoet het quadratum in een verticale beennaad. Die ligt aan de buitenrand van de grote opening van het foramen quadraticum. Bij de top van deze opening welft de beennaad schuin naar boven en buiten. In achteraanzicht wordt het quadratojugale hier bedekt door de zijwaartse verbreding van het quadratum.
Het jukbeen is een relatief slank element. Marsh dacht dat het jukbeen naar voren doorliep tot aan de rand van de fenestra antorbitalis. Gilmore nam waar dat het daarvan uitgesloten werd door de verbinding tussen het bovenkaaksbeen en het traanbeen. Het jukbeen is volgens hem niet gepneumatiseerd. De voorste tak van het jukbeen overlapt het bovenkaaksbeen. De achterste tak heeft een inkeping waar het quadratojugale in past.

##### Achterhoofd
Het centrale been van het achterhoofd, het supraoccipitale, steekt boven de wandbeenderen van het schedeldak uit. Naar boven verbreedt het zich. Op het midden loopt een verticale richel. Aan weerszijden lagen aanhechtingsvlakken voor nekspieren. Die waren deel van de musculus transversospinalis capitis, de spier die het hoofd hief. De takken daarvan waren verbonden met de doornuitsteeksels van de nek. De zijplaten van het supraoccipitale overlappen de opisthotica. Boven het supraoccipitale bevindt zich vaak een fenestra posttemporalis, een achterste slaapvenster. Bij Ceratosaurus is dat helemaal dichtgegroeid. Het opvullend bot wordt wel beschouwd als aparte vergroeide epiotica.
De achterhoofdsknobbel heeft een rond profiel. Hij is schuin naar onderen gericht. Dit zorgt ervoor dat de kop wat afhangt ten opzichte van de nek, waarmee de knobbel de verbinding vormt. De knobbel is wat breder dan hoog. Op de onderzijde van de nek van de knobbel loopt een middenrichel. Die zet zich naar beneden voort in een holte onder de knobbel. De voorrand van de holte wordt gevormd door een uitloper van de crista tuberalis. Deze structuur wordt in het Engels ook wel de metotic strut genoemd. Het is een dunne beenplaat die van de onderkant van de processus paroccipitalis, gevormd door het opisthoticum, naar het basisfenoïde loopt. De holte loopt naar beneden uit tot de tubera basilaria. Deze zijn afhangende uitsteeksels. De exoccipitalia vormen het bovenste kwart van de knobbel. Meer naar boven omklemmen ze het achterhoofdsgat. Het achterhoofdsgat is peervormig. De smalle zijde staat naar boven. Meer zijwaarts buigen de exoccipitalia naar voren. Dat schept diepe verticale inkervingen naast achterhoofdsgat en achterhoofdsknobbel. In die groeven liggen openingen voor hersenzenuwen. In het diepste punt ligt een foramen waar de nervus vagus uit komt. Verder is er een foramen voor de nervus hypoglossus. Bij sommige exemplaren vloeien deze foramina samen. De buitenranden van de groeven worden gevormd door de cristae tuberales. Deze holten vervloeien naar beneden toe met de holte onder de achterhoofdsknobbel. Daarbij neemt hun gezamenlijke breedte af. Het achterhoofd zet zich naar onderen voort in het basioccipitale. Dat maakt daarna een knik naar voren toe.
De afhangende processus basipterygoidei zijn kort en stevig. Ondanks hun naam maken deze aanhangsels deel uit van het basisfenoïde, niet het basipterygoïde. Ze verbinden de hersenpan met het verhemelte. De processus paroccipitales zijn aan hun uiteinde relatief sterk verticaal verbreed en verruwd. Hun uiteinden zijn afgerond. In hun bases steken de koppen van de quadrata. Deze zijwaartse uitsteeksels dienen als aanhechting voor de Musculi longissimi capitis superficiales. Deze spieren bewegen de kop heen en weer.

##### Hersenpan

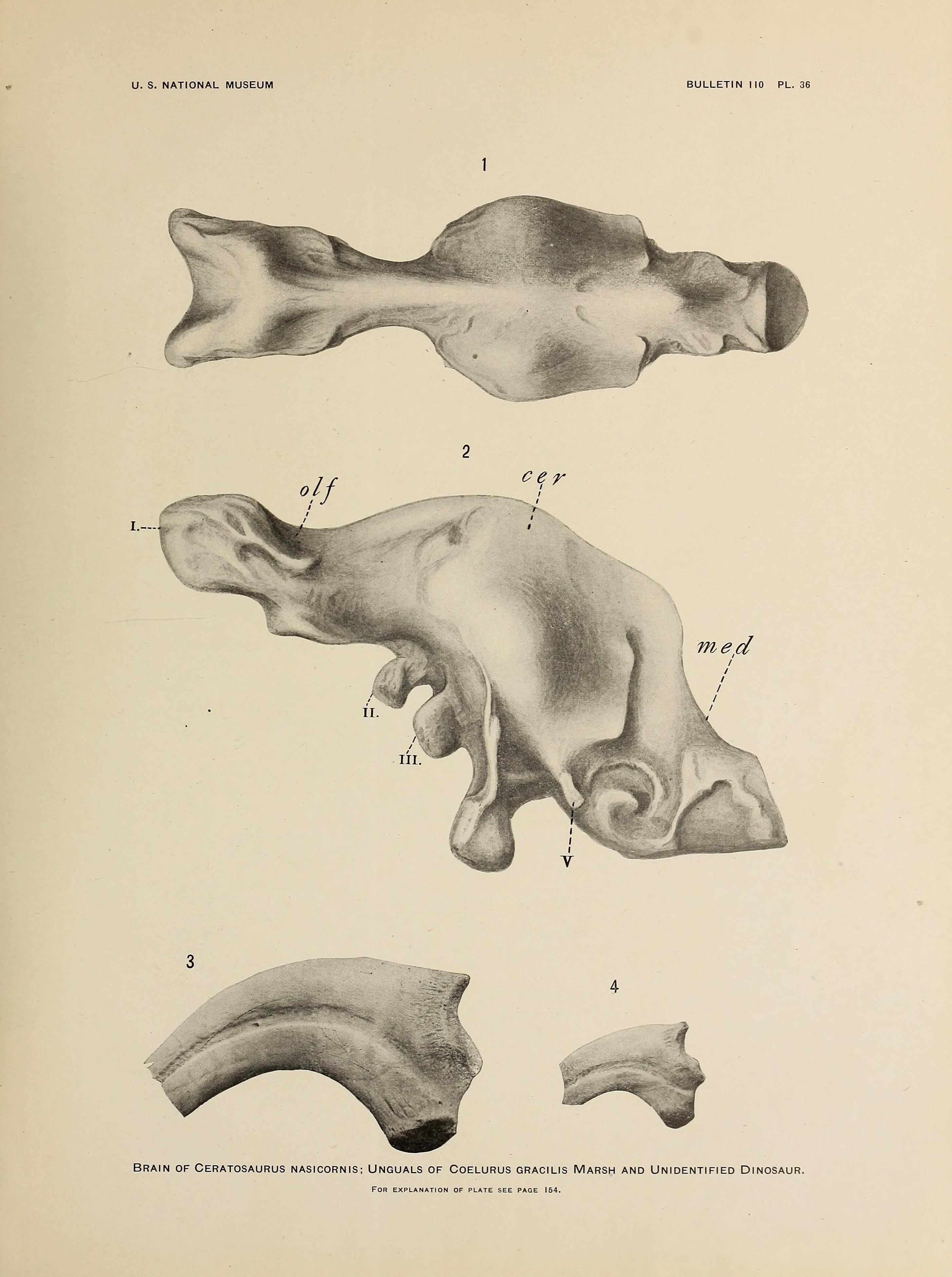
Het brein

Marsh viel op dat de hersenpan groter was dan bij plantenetende dinosauriërs. Hij liet er een afgietsel van maken. De hersenpan op zich werd weer verwerkt in de opstelling. Dat maakte het Gilmore onmogelijk dat afgietsel te controleren. Hij beklaagde zich over het feit dat de hersenzenuwen in het afgietsel nauwelijks te identificeren waren. Marsh vond het opmerkelijk dat de optische lobben goed ontwikkeld waren. Ook de reuklobben waren sterk verbreed. Hay identificeerde het parasfenoïde. Dit vormde een dolkvormig uitsteeksel aan de voorkant van de hersenpan. Daar nog voor bevindt zich een verbeend ethmoïd. Het ethmoïd vormt bij kleinere theropoden een schot van kraakbeen tussen de hersenpan en de gepaarde neusholten. Het kan een deel zijn van het wiggenbeen en wordt daarom ook wel het sfenethmoïde genoemd. Het ligt beneden de voorhoofdsbeenderen, tussen richels aan hun onderzijden. Het sfenethmoïde is naar voren verbreed. Over de middenlijn heeft het een tussenschot. Dit is aan de zijkanten zowel verticaal als horizontaal hol gekromd. Die zijkanten vormen een gedeelte van de bovenste voorste interne oogkassen. Op de zijkant loopt een groeve van de voorzijde schuin naar beneden en achteren naar de onderzijde toe. Het sfenethmoÏde gaat naar achteren naadloos over in het septum interorbitale, het schot tussen de oogkassen. Dat loopt weer over in het parasfenoïde. Samen vormen de drie elementen een doorlopende beenwal tussen de oogkassen. Die begint ruim vóór de openingen van de reukzenuwen. De voorkant van het sfenethmoïde wordt doorboord door de gepaarde uitgangen van de reukzenuwen. Die worden gescheiden door een tussenschot in de vorm van een beenplateau. Dat keept de foramina van binnen uit in. Zo ontstaan aan beide zijden eigenlijk twee openingen. De bovenste daarvan is gevormd als een liggende ovaal. De onderste is een kleinere cirkel. Bovenop heeft het sfenethmoïde een middenrichel. De zijden daarvan lopen hol af. Het geheel sluit aan bij bollingen op de onderzijden van de voorhoofdsbeenderen. Achter het sfenethmoïde en iets zijwaarts welft het septosfenoïde. Het vormt daarvan een voortzetting. Het vormt ook de achterste bovenste binnenwand van de oogkas. Aan de achterste bovenrand loopt het zijwaarts uit in een vleugel die aan de onderzijde van het voorhoofdsbeen vastgegroeid is. Deze vleugel overlapt het voorste laterosfenoïde. De bovenste achterkant van de interne oogkas wordt gevormd door het orbitosfenoïde. Dat welft hol naar voren. Ook de achterwand is echter hol. Tussen beide krommingen is het bot zeer dun. Naar onderen gaat het orbitosfenoïde naadloos over in het presfenoïde. Het orbitosfenoïde wordt doorboord door een foramen voor de nervus oculomotorius. Het presfenoïde is een zeer dun element. De bovenrand loopt over in de sella turcica, de bodem van de hersenholte. De onderrand sluit aan bij het basisfenoïde via een klein beenwalletje.
De onderste zijkant van de hersenpan wordt gevormd door het basisfenoïde. Dit loopt tussen de top van de processus basipterygoideus en de zijbasis van de tuber basilare. Op de zijkant van het basisfenoïde loopt een grote verticale richel. Die vormt bovenaan een ondersteuning van het epioticum. Naar onderen loopt de richel door in de zijkant van de processus basipterygoideus. Op de onderkant van de hersenpan bevindt zich een uitholling, de recessus basipterygoideus. Die loopt naar voren door tot naast de richel van het basisfenoïde. Een verticale beenbalk scheidt het voorste deel van de holte af. Door de balk loopt een aderkanaal. Dat was vermoedelijk voor de halsslagader. Die kon zo doordringen tot de sella turcica, de bodem van de hersenholte. Het basisfenoïde vormt achteraan de bodem van het venster voor de stapes. Dat was het langwerpige botje dat de geluidstrillingen overbracht van het trommelvlies naar het binnenoor. Het trommelvlies ligt bij dinosauriërs achter de kop van het quadratum, onder de processus paroccipitalis. Van buiten bezien was het bij Ceratosaurus zichtbaar aan de buitenste achterkant van de schedel. Het oor lag net buiten de overgang naar de nek. De positie ervan moet vrij hoog zijn geweest. Ten opzichte van de kop als geheel was het vermoedelijk een tamelijk kleine structuur. Vaak wordt het te groot geïllustreerd. Een andere veel voorkomende fout is dat het oor ergens in het onderste slaapvenster wordt geplaatst. Het wordt dan laag op de achterste zijkant getoond. Een vlezige oorschelp was hoogstwaarschijnlijk afwezig. De vestibule voor het oor vormt een holte vóór de beenwand die doorboord wordt door de foramina van de negende en tiende hersenzenuw. Achteraan de holte loopt de groeve voor de stapes. Die loopt naar binnen door tot het foramen ovale. In de groeve ligt de collumella, de schacht van de stapes. Deze eindigt in een ronde basisplaat. De schijf ligt op het foramen ovale. De trillingen worden zo doorgegeven. De groeve eindigt vooraan net boven de crista prootica. Dat punt ligt vóór het foramen jugulare. De binnenkant van de voorste punt van de groeve eindigt in de hoek tussen het utriculum en het slakkenhuis. Daar is de groeve ook via een doorgang verbonden met de bovenste luchtholte in de basisfenoïde. Deze holte bestaat uit verbonden lussen. De halfcirkelvormige kanalen van het evenwichtsorgaan staan haaks op elkaar. Het voorste kanaal maakt een hoek van vijfenveertig graden met de middenlijn van de schedel. Als het horizontale kanaal evenwijdig met de grond werd gehouden, is de snuitpunt iets naar boven gericht. Het schedeldak loopt dan parallel met de grond. Dat was wellicht de natuurlijke houding. Ook de rug zal in het verlengde daarvan hebben gelegen. De kanalen zijn relatief groot. Hun profiel is rond, niet driehoekig. Het horizontale kanaal is het laagst. Het voorste kanaal is het hoogst. Het steekt boven het kleinere achterste kanaal uit. Het profiel ervan is toch wat driehoekiger. Het zijkanaal en het achterste kanaal is meer gewelfd. Het verlengde profiel van de kanalen is wel verklaard als een aanpassing voor grotere stabiliteit bij een tweevoetige gang. Het vlak waar voorste en achterste kanalen elkaar kruisen is wat naar achteren gericht. Het kruis raakt de binnenzijde van het utriculum. Waar de kanalen in het utriculum lopen zijn er verwijdingen, de ampullae. Het horizontale kanaal verbindt zich met het achterste bij diens ampulla. Dat wijkt af van de toestand bij krokodilachtigen waar het achterste kanaal direct uit het kruis oprijst. De ampulla van het horizontale kanaal ligt direct achter de grotere ampulla van het voorste kanaal. Die laatste vormt de voorste van het hele complex. De binnenoorholte als geheel heeft de vorm van een stompe omgekeerde tetrahedron. De verlengde punt daarvan loopt uit in het slakkenhuis. De gang van het slakkenhuis loopt uit het utriculum. Het punt van uitgang bevindt zich net voor de verbinding van het utriculum met het kruis. De gang eindigt bij de onderrand van het foramen ovale. Bij deze structuren ligt een uitstulping voor de lob van de flocculus. Deze heeft hier de vorm van een kleine driehoekige wig. Die steekt naar achteren en bezijden in het midden van het systeem van kanalen. De punt ervan ligt tussen het voorste kanaal en het kruis. De kegelvormige gang voor de gehoorzenuw ligt tussen de binnenwand van het utriculum en de hersenholte. Vóór dit kanaal loopt een evenwijdig smaller kanaal. Dit eindigt net vóór het utriculum. De nabijheid tot het foramen ovale suggereert dat hier de zevende hersenzenuw door liep. Deze nervus facialis stuurde de gezichtspieren aan. Overigens was de gezichtsuitdrukking vermoedelijk beperkt in expressie. Hoogstens werden de lippen wat opgetrokken. Dit laatste kanaal is de voorste structuur van de hele oorzone. De bodem van de hersenholte is in de oorzone ingedrukt door de pons. Hier bevindt zich een knik in de hersenen. De knik zorgt voor een afgeronde uitholling. De bodem stijgt van de medulla tot het niveau van de verbinding tussen de ogen bij het dak van de fossa pituitaria. Vóór de uitholling raakt de bodem abrupt afgeplat. Daar ontspruiten de hoofdtakken van de nervus trigeminus. Die vormen de achterrand van een groot foramen trigeminale. Het ganglion van Gasser ontspruit bij de pons uit de basis van het brein. De pons vormt op dit punt een zwelling. Het ganglion vormt geen indruk in het bot. Onmiddellijk vóór iedere hoofdtak wordt het bot doorboord door een foramen van drie millimeter diameter.
Het basisfenoïde vormt ook de binnenste wal van de opening voor de nervus facialis. Die ligt schuin voor en bezijden de fenestra stapedialis. Beide basisfenoïden vormen de zijwanden van de peervormige opening in de achterste onderkant van de hersenpan.
Het proöticum vormt de onderste helft van de binnenwand van het onderste slaapvenster, onder het wandbeen. Het raakt het opisthoticum boven de fenestra stapedialis. Vooraan wordt het proöticum doorboord door twee foramina voor de nervus trigeminus. Er is een brede groeve voor de tak van de nervus ophthalmicus. Die loopt uit het voorste foramen. Het achterste foramen is voor de takken van de nervus maxillaris en nervus mandibularis. Het opisthoticum ligt grotendeels onder het proöticum. Naar achteren loopt het uit in de processus paroccipitalis. De crista tuberalis begint in de bodem van de fenestra stapedialis. De voorrand kromt naar achteren langs de achterzijde van het basisfenoïde. Daarna zet hij zich voort richting tuber basilare. De achterrand is hol gekromd. Het opisthoticum vormt een verticaal gebold vlak op de zijkant van de hersenpan. Een zwelling loopt omhoog naar de processus paroccipitalis. Midden bovenaan bedekt het exoccipitale het grootste deel van het opisthoticum.
De hersenholte is naar achteren toe slechts matig naar beneden gebogen.

##### Verhemelte
Het verhemelte werd door Hay in groot detail beschreven. Het is bij het holotype voor een groot deel waarneembaar, zij het platgedrukt, door de opening van de linker fenestra antorbitalis. Hij dacht dat het vleugelbeen of pterygoïde direct aan de schacht van het quadratum raakte. De verticale plaat waarmee dit zou gebeuren werd echter door Gilmore correct geïdentificeerd als de vleugel van het quadratum. Marsh herkende een klein epipterygoïde op de achterkant van het pterygoïde. Het is kort en dun, maar duidelijk ervan gescheiden door een beennaad. Hij dacht dat dit verbonden was met het 'postfrontale', dus het postorbitale. Hay begreep echter dat het met het wandbeen van het schedeldak verbonden was. Het stabiliseerde zo het hele verhemelte verticaal. Het had ook een horizontale stabilisering nodig. Daarvoor diende een bot dat het pterygoïde met het jukbeen verbond, het ectopterygoïde. Marsh en Hay kenden dit bot als het os transversum. Volgens Marsh werd het verbindende uitsteeksel alleen door dit element gevormd. Hay meende echter ook een bijdrage van het pterygoïde te zien. Het uitsteeksel is zo'n tien centimeter lang bij een breedte van vijfenveertig millimeter. Voor en achter het uitsteeksel liggen openingen. Het verhemelte van dinosauriërs is over het algemeen meer gat dan bot. Voor het pterygoïde ligt het verhemeltebeen. Dat vormt de rand van de choana, het interne neusgat. De choana is de verbinding tussen de neusholte en de keelholte. Het verhemeltebeen is een complex element. De gepaarde verhemeltebeenderen worden in het midden gescheiden door een opening. Hay dacht dat die opening gevuld werd door de gepaarde ploegschaarbeenderen. In feite bevinden die zich op een iets ander niveau. De ploegschaarbeenderen zijn dun en reiken naar achteren tot aan de pterygoïden.
Het basisfenoïde is met het pterygoïde verbonden via een processus basipterygoideus. Dat uitsteeksel past in een ovale uitholling in de bovenzijde van het pterygoïde. De lange as van de ovaal loopt evenwijdig aan de middenlijn van de schedel. De uitholling is ruw alsof er een bekleding van kraakbeen in zat. Voor de uitholling rijst de vleugel naar het quadratum op. Laag aan de binnenzijde van de uitholling loopt een beenwal naar achteren. Precies onder de uitholling steekt aan die kant een kort afgerond uitsteeksel juist naar buiten. De buitenste onderzijde van het pterygoïde vormt een groter stomp uitsteeksel. Dat is gewelfd, bol van boven en hol van onder. Het stompe uiteinde geleidde vermoedelijk de binnenkant van de onderkaak bij het openen en sluiten van de muil. De hele basis van het pterygoïde vormt een gewelfde plaat. Die plaat is overdwars ingesnoerd of toegeknepen. Vanuit die 'nek' rijst het bovendeel van het bot op. Daarop bevindt zich een kleiner driehoekig element, het epipterygoïde. Dat vormt een verbinding met hogere schedeldelen. Op het buitenste zijvlak van de plaat loopt een richel. Aan de bovenzijde daarvan loopt weer een ondiepe groeve. Naar achteren toe kromt de richel zijwaarts. Daar is de richel van de opstaande voorrand van de uitholling voor de processus basipterygoideus gescheiden door een groeve. Schuin aan de buitenste achterkant heeft de plaat een bot uitsteeksel. Dat overlapt het ectopterygoïde. De voorste tak heeft een verdikte ruwe binnenrand. In de onderzijde van de plaat bevindt zich een uitholling. Die ligt in het midden van het raakvlak met het ectopterygoïde. Daarachter is een verdikking naar buiten toe. Die vormt de onderkant van de holte voor de processus basipterygoideus.
Het ectopterygoïde verbindt het verhemelte met het jukbeen. De voorrand ervan vormt een stomp afgerond uitsteeksel. Op de buitenzijde van de kromme ligt een kleine uitstulping. Nog meer naar buiten buigt de kromme scherp naar achteren. Hij eindigt in een lange punt. De punt raakt weer het jukbeen. Hay had vermoedelijk ongelijk. De achterrand is diep hol gekromd. Die vormt meteen de voorrand van de fossa subtemporalis. Dat is een grote opening in de achterzijde van het verhemelte. Door de opening liep een spier die de kaak sloot. Die is bovenaan verbonden met het schedeldak.
Het epipterygoïde is een driehoekig element. De bovenste punt loopt staafvormig uit. Die staaf loopt langs de achterrand van het laterosfenoïde. De voorrand is recht. De achterrand is hol. Het rust met een gewelfd facet op de bovenzijde van het pterygoïde.

#### Onderkaken

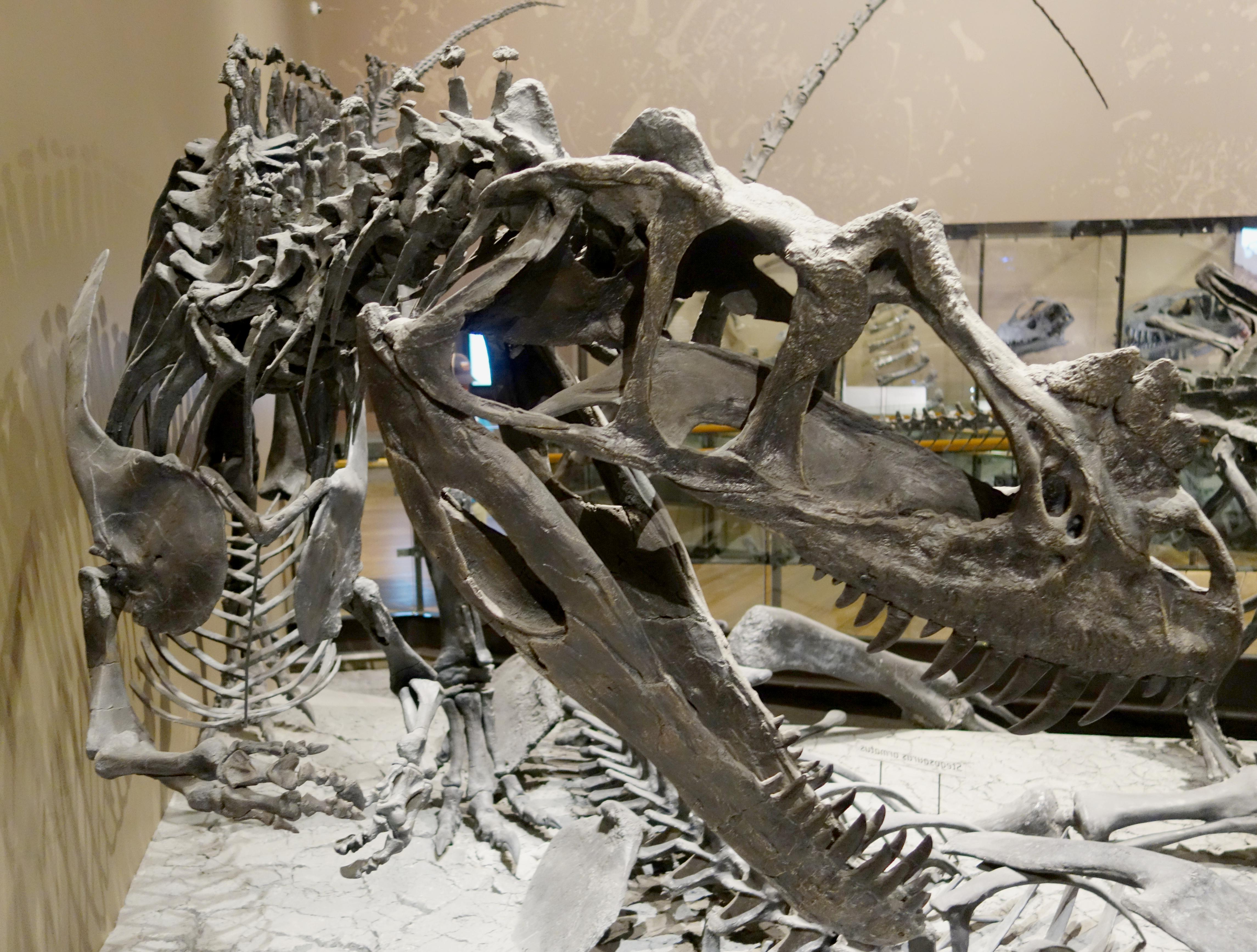
De onderkaken zijn ieder van binnen hol

Zoals de meeste gewervelden heeft Ceratosaurus twee gepaarde onderkaken, links en rechts. Anders dan bij de mens zijn die vooraan niet vergroeid tot een enkele mandibula. Een opmerkelijk en verwarrend kenmerk van Ceratosaurus, dat hij met veel grote theropoden deelt, is dat deze onvergroeide onderkaken ieder in het midden, dus aan beide zijkanten van de kop, een extra gewricht hebben. Het gewricht scheidt de voorkant van de onderkaak van de achterkant. Het staat slechts een beperkte beweging toe. De bekende paleontoloog Robert Thomas Bakker heeft daaraan in 1986 in zijn boek The Dinosaur Heresies in verband met Ceratosaurus speciaal aandacht besteed wat de onjuiste indruk heeft gewekt dat dit kenmerk een specialiteit van Ceratosaurus alleen is. Het kenmerk wordt vaak verward met het vermogen van slangen hun bek aan de voorkant 'uit te rekken' om prooien breder dan de kop in hun geheel door te slikken, waarbij beide onderkaken van voren uit elkaar klappen. Zo'n beweeglijkheid was er bij Ceratosaurus niet tussen de voorste punten van de onderkaken. De onderkaaksmiddengewrichten klapten niet naar binnen zodat de punten van voren uit elkaar gingen, maar naar buiten zodat de hele bek korter en breder werd en de punten juist meer kops naar elkaar toe gingen staan. De gezamenlijke voorkant van de onderkaken werd zo naar achteren getrokken. Dit verhoogt de zaagwerking van de tanden. Dat de voorste punten niet uit elkaar konden klappen, wordt bewezen door het feit dat bij fossielen de onderkaken vaak als één geheel bewaard zijn gebleven, wat duidt op vrij strakke kapselverbindingen in een 'symfyse' waarmee bij basale theropoden meestal geen echte botverbinding bedoeld wordt. Daarbij is er het simpele gegeven dat de normale kaakgewrichten al toestonden de bek enorm verticaal open te sperren, terwijl de ingang door de verbreding ook vergroot werd. Het was dus niet nodig de muil speciaal vooraan te verbreden, gegeven het feit dat Ceratosaurus, anders dan slangen, grote prooien niet in één keer opslokte. Gilmore begreep in 1920 de functie van het zijgewricht nog niet. Wel nam hij waar dat het dentarium de botten van het achterste deel van de kaak overlapt.

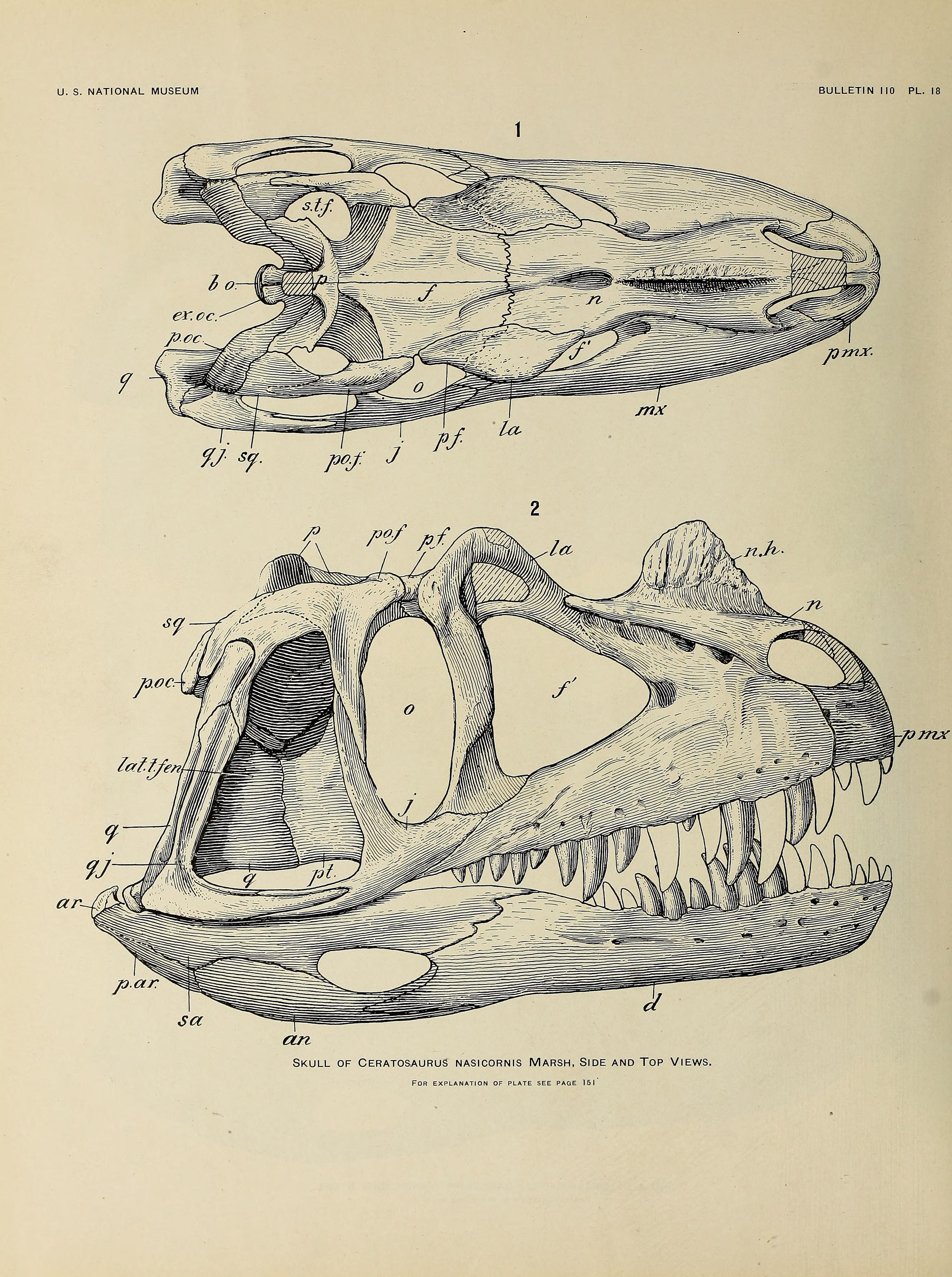
Diagram van de rechterzijkant van schedel en onderkaken

Het voorste bot van de onderkaak is het os dentale of dentarium. Dit is het bot dat de tanden draagt. In iedere onderkaak staan vijftien tanden. De tanden van Ceratosaurus worden in het Engels vaak fluted genoemd. Hiermee bedoelt men niet dat ze ingesnoerd zijn, maar dat ze, onderaan, verticale richels hebben in de vorm van cannelures, dus gescheiden door uithollingen overdwars. De tanden staan in aparte tandkassen. Die worden gescheiden door dunne tussenschotten. Naar achteren lopen die uit in interdentaalplaten. Dit zijn opstaande verbeningen die tussen de binnenzijden van de tanden liggen. Ze ondersteunen zo de tandenrij van achteren. Gilmore kende deze structuren niet als zodanig en noemde ze rugosae, 'verruwingen'.
Het dentarium is smal en langwerpig. Vooraan loopt de onderrand geleidelijk naar boven op. Er is dus geen 'kin' zoals bij sommige andere theropoden. Onder de tandenrij loopt een horizontale rij aderkanalen. De binnenkant van het dentarium wordt bedekt door een langwerpig bot, het os spleniale. Bovenaan reikt dit niet helemaal tot aan de kaakrand. Hay dacht dat de bovenliggende strook deel uitmaakte van het spleniale. Gilmore dacht dat er sprake was van een extra bot, een supradentarium. Tegenwoordig wordt dit ook wel gezien als een voorste uitloper van een os coronoideum. Gilmore lukte het niet een coronoïde te identificeren. De strook bot bedekt de interdentaalplaten. Vooraan is de strook lager en de bedekking minder. Achteraan lijkt de strook de bovenkant van het spleniale te overlappen. Dat is een aanwijzing dat het inderdaad om een apart element gaat. Op het spleniale bevindt zich achteraan een groot ovaal foramen. Onderaan loopt het spleniale naar achteren uit in een vingervormig uitsteeksel. Dat vormt een verbinding met het angulare.

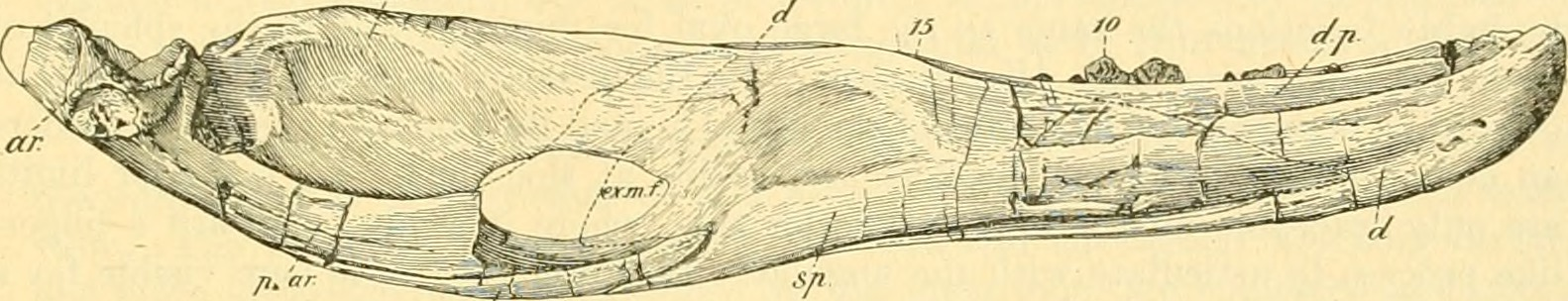
Binnenzijde van de linkeronderkaak

De achterkant van de onderkaak is hoger want daar is ook de bijtkracht het hoogst. Marsh beschreef de achterste botten van de onderkaak helemaal niet. De achterkant bestaat meer vooraan uit het surangulare met daaronder het angulare. Het angulare is een plat element. De beennaad met het surangulare, die dat element meer aan de binnenzijde raakt, is overdwars golvend. Het angulare bevindt zich voornamelijk aan de buitenwand van de onderkaak. Achteraan overlapt het de onderrand van het prearticulare wat. Vooraan wordt het zelf aan de buitenzijde overlapt door het dentarium. In een holte op de binnenkant rust de achterkant van het spleniale. Het vingervormig uitsteeksel hiervan kronkelt zich onder het surangulare, over de onderrand van de kaak. Tussen de voorkanten van het angulare en surangulare ligt aan de buitenzijde van de kaak een opening, de fenestra mandibularis externa. Deze maakt de werking van het zijgewricht mogelijk. Het surangulare is tamelijk laag. Er is geen aparte processus coronoides. De bult op het achterste deel van de onderkaak is dus laag. Als de muil gesloten werd, verdween deze bult achter het quadratojugale van de schedel. Achter het angulare bevindt zich het praearticulare. Het articulare en praearticulare zijn bij het holotype niet meer duidelijk gescheiden door een zichtbare beennaad. Hay dacht daarom dat het stuk bot wellicht een voorste uitsteeksel was van het articulare. Hiermee weersprak hij een toen gangbare hypothese dat het om een stuk van het angulare zou gaan. Het zou volgens Hay echter ook het praearticulare kunnen zijn. Dit werd in 1920 door Gilmore bevestigd. Een dergelijke naadloze vergroeiing van articulare en praearticulare was namelijk door Henry Fairfield Osborn ook gemeld van Tyrannosaurus. Het praearticulare overlapt de onderrand van het articulare. Daarvan wordt de onderrand weer overlapt door het angulare. Het achterste bot is het articulare. Dit vormt het onderste kaakgewricht. Het bot is wat breder dan lang. In de bovenkant bevinden zich twee uithollingen. Die zijn gescheiden door een schuine richel. In de holten passen de knobbels van het quadratum. De onderkaken scharnieren zo met de schedel. Het gewricht stond een eenvoudige beweging op en neer toe.

#### Tanden
De tandformule is 3-15:15. Er staan er dus drie in de praemaxilla, en vijftien in zowel bovenkaaksbeen als dentarium. Aangezien die beenderen gepaard zijn, gelden die aantallen per zijde. Het totaal in de kop is dus zesenzestig. Bij het holotype zijn alle tanden in de praemaxillae verloren gegaan. Marsh en Gilmore moesten het aantal tanden daarin dus afleiden uit de lege tandkassen. Uit andere exemplaren blijkt dat de eerste premaxillaire tand het grootst is. De andere nemen naar achteren licht in omvang af. Deze tanden overlappen elkaar licht. Ze hebben een eironde dwarsdoorsnede. Ze zijn verticaal gegroefd aan de tongzijde. De tanden zijn in het algemeen dolkvormig ofwel 'zyfodont': afgeplat en naar achteren gebogen. De vergelijking met een dolk kan echter het vaak geuite misverstand oproepen dat ze dan ook 'vlijmscherp' zouden zijn. In feite zijn punt en snijranden vrij bot. De snijranden zijn ten dele bezet door kartelingen of denticula. Deze 'tandjes' zijn kleine botte uitstulpingen. Die worden aan hun bases verbonden door minuscule dieperliggende scherpe snijrandjes. Het vastbijten van een prooi perst diens vlees naar die randjes die het dan doorsnijden. Dit systeem voorkomt dat de snijranden snel beschadigd raken. Dezelfde functie heeft de afronding van het spits van de kroon. De denticula hebben een dichtheid van tien per vijf strekkende millimeter. Bij de maxillaire tanden heeft zowel de voorkant als de achterkant een snijrand met denticula. De voorste snijrand buigt, naar het spits toe, iets richting achterzijde tand. De achterste snijrand buigt aan het ondereinde juist naar de voorzijde. Op het spits bezien levert dat dus een soort wervel op. Zulke draaiingen treden bij meer grote theropoden op. De voorrand is iets naar binnen gericht, de achterrand iets naar buiten. Daarom worden die randen bij gewervelden 'mesiaal' respectievelijk 'distaal' genoemd. Bij latere vondsten bleek dat de premaxillaire tanden minder denticula op de voorste snijrand hebben, een afwijkend kenmerk.
Overigens werd het belang van een beschadiging sterk beperkt door het feit dat de tanden steeds vervangen werden. De tand hoefde het zo maar enkele maanden uit te houden. Boven iedere tand waren steeds één of meerdere vervangingstanden aan het groeien. Dat de maxillaire tanden van Ceratosaurus zo lang waren, werd dus mogelijk gemaakt door een hoog bovenkaaksbeen. De tanden werden in een 'golf' vervangen. Vermoedelijk waren er twee van zulke golven in de tandenrij. De tanden werden dan om en om vervangen. Dat leidde tot de situatie dat sommige tanden in de rij veel langer waren dan andere. Voor de occlusie maakte dat weinig uit omdat de tanden van de onderkaken binnen die van de bovenkaken vielen. In 2019 stelde een studie naar een tand vast dat die in 107 dagen aangemaakt was. Dat viel te bepalen aan de hand van de groeilijnen. Dit zijn de zogenaamde von Ebnerlijnen in het dentine. De vervangingstijd is vergelijkbaar met die van andere meer basale grote theropoden. Natuurlijk zal die ook per tand en individu gewisseld hebben.
De voorste maxillaire tanden zijn erg groot. Gilmore kende geen tanden van Allosaurus (Antrodemus) die absoluut groter waren. Behalve de grootte zag hij geen verschil tussen de tanden van Ceratosaurus en Allosaurus. Bij het holotype is de grootste tand de vierde maxillaire van de linkerzijde. Die heeft een kroonlengte van zeven centimeter en een basisbreedte van zevenentwintig millimeter. Na de negende tand beginnen ze duidelijk in grootte af te nemen. De veertiende en vijftiende tand zijn erg klein. Ze ontbreken bij sommige exemplaren. De eerste drie maxillaire tanden hebben verticale groeven op de tongzijde. De interdentaalplaten van de bovenkaken vormen een hoge wal. Ze zijn versmolten. De wal is daardoor doorlopend op driehoekige inkepingen in de bovenrand na. Achter iedere inkeping ligt een foramen. Door iedere opening is een punt van een vervangingstand zichtbaar.
De tanden uit Uruguay tonen twee typen. Die van het eerste zijn matig afgeplat. Ze zijn ook slechts matig verlengd. Hun buitenzijde is plat. Hun binnenzijde is bol. Deze zijde heeft een lengtetrog. Er zijn ook zeven cannelures. Dit zijn verticale overdwars holle troggen. Die worden slechts gescheiden door hun opstaande randen. De voorste cannelure is beperkt tot het bovenste derde van de tandkroon. De volgende cannelures bevinden zich alleen op de onderste helft. Een uitzondering is de derde cannelure. Die beslaat vrijwel de volle lengte van de kroon. De voorste snijrand beslaat slechts het spits. De achterste snijrand ligt ver op de lipzijde. De rand is iets gebogen. De bolling is naar voren gericht. De vertandingen van de snijrand zijn rechthoekig. Ze zijn breder overdwars dan hoog. Ze zijn tamelijk ruw gebouwd. Hun uiteinden zijn afgerond. Die zijn breder dan de schacht. Ze staan haaks op de snijrand. Tussen de bases bevinden zich duidelijke groeven. Het tandemail toont fijne vervloeiende richels. Op buitenzijde en binnenzijde bevinden zich zwakke golvingen overdwars. Ze zijn dikker op de buitenzijde. Ze bereiken de randen niet. Deze tanden hebben een grootte die wijst op een lichaamslengte van ruim zes meter. De grote vertandingen zouden erop wijzen dat gelijksoortige tanden niet tot spinosauriden behoren zoals eerder gedacht.
Het tweede type betreft kleinere tanden. Het is licht naar achter gebogen. De afplatting is gering. Ook de langwerpigheid is gering. De basis is ovaal in doorsnede. De buitenzijde toont vier cannelures. Die bevinden zich op de uiterste helft of twee derden deel van de tand. De vertandingen hebben een vierkante dwarsdoorsnede. Ze staan haaks op de snijrand. Hun uiteinde is afgerond. Groeven tussen de vertandingen ontbreken. De achterste snijrand is naar buiten verplaatst. Bij deze rand nemen de vertandingen richting basis sterk in grootte af. Deze basis is weer inwaarts gebogen. Het email heeft richels die in elkaar overlopen. Ze zijn zo laag dat ze alleen onder strijklicht zichtbaar zijn. Golvingen overdwars of aan de randen ontbreken.

#### Postcrania

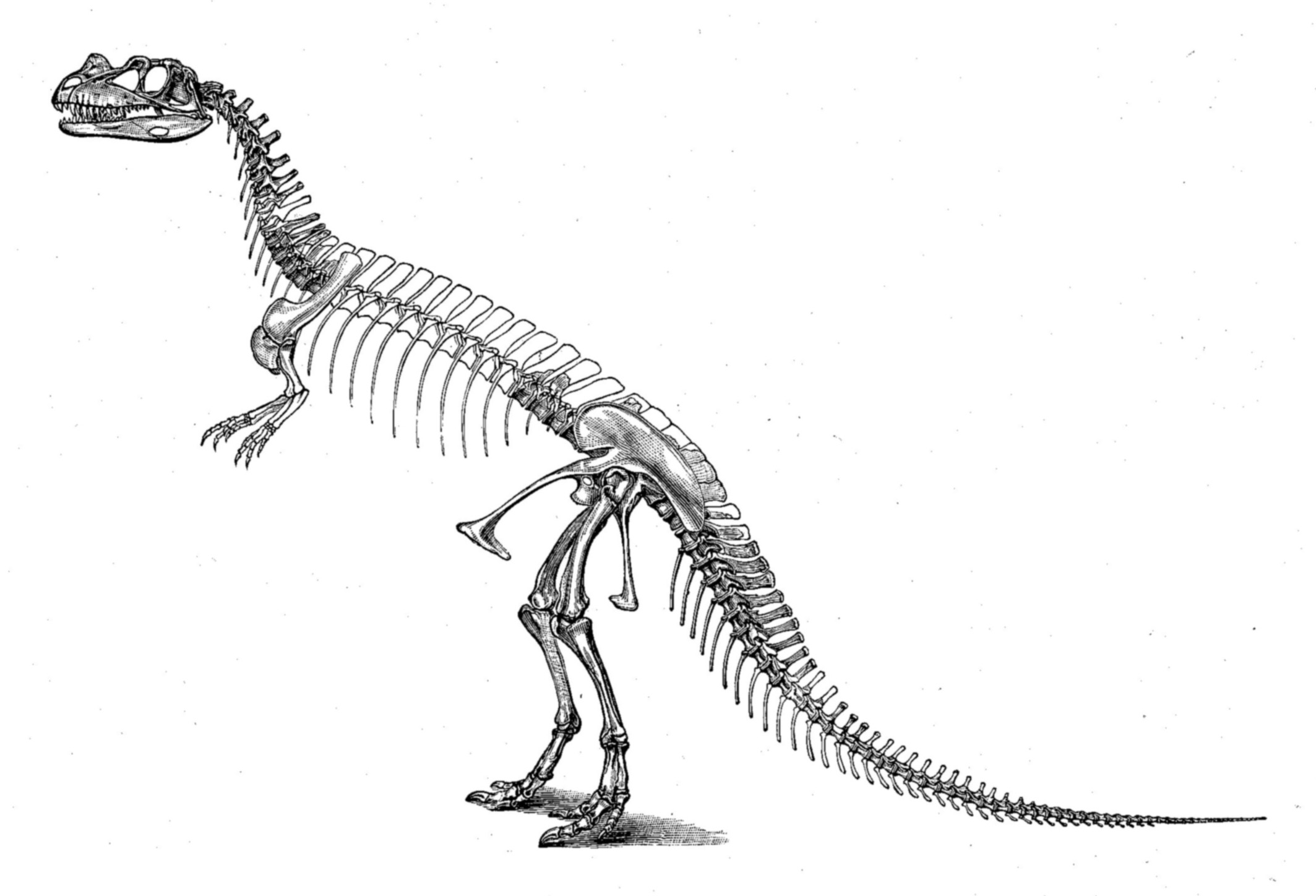
Het skelet in Marsh (1896): in werkelijkheid werd de rug horizontaal gehouden en waren de hier getoonde achterste halswervels voorste ruggenwervels

##### Wervelkolom

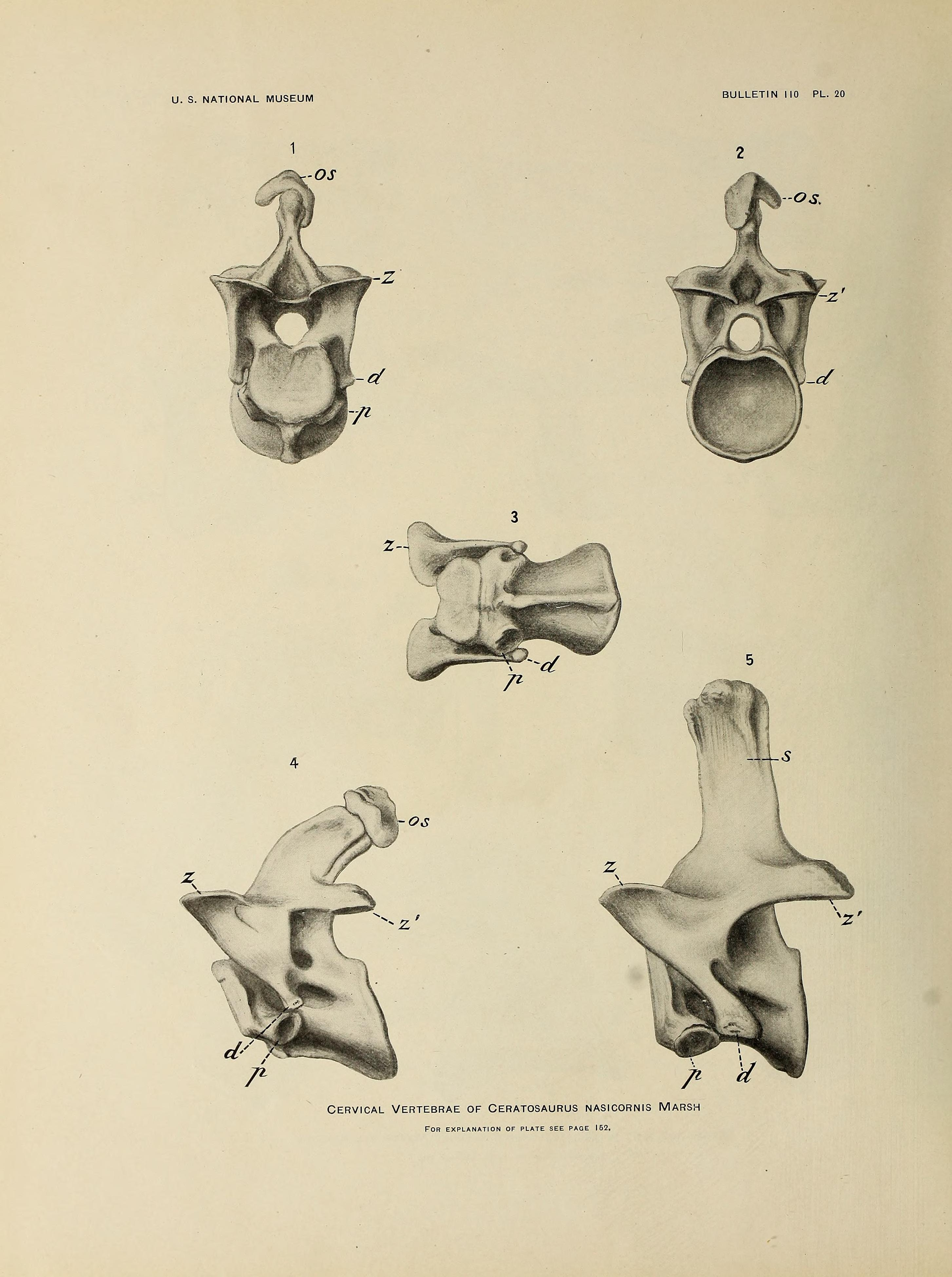
Halswervels

Marsh verlengde de rug in zijn publicatie uit 1892 naar voren toe met zes wervels, iets waarvan Gilmore in 1920 begreep dat het het dier helemaal uit balans zou hebben gebracht. Gilmore merkte op dat hij een eerste schets van Marsh gevonden had die het correcte aantal liet zien. Volgens Gilmore bestaat de wervelkolom uit negen halswervels, veertien ruggenwervels, vijf sacrale wervels en ruim eenenvijftig staartwervels. Hij liet het aantal prescrale wervels opzettelijk op drieëntwintig uitkomen, gelijk aan Allosaurus. Bij het holotype is de indeling onzeker. De wervels zijn er namelijk bewaard gebleven in vier reeksen. Achter de negende halswervel en de zesentwintigste staartwervel is er een hiaat van één wervel. De zeventiende en achttiende wervel ontbreken. Bij de museumopstelling werd er voor de tiende presacrale wervel en de zevenentwintigste staartwervel een replica van een wervel toegevoegd. Het puntje van de staart ontbreekt. Het totale aantal staartwervels zal echter niet veel hoger hebben gelegen. Gilmore schatte het op drieënvijftig. Moderne indelingen tellen de wervels toch wat anders. Zij komen uit op twaalf ruggenwervels en zeven sacrale wervels.

###### Nek

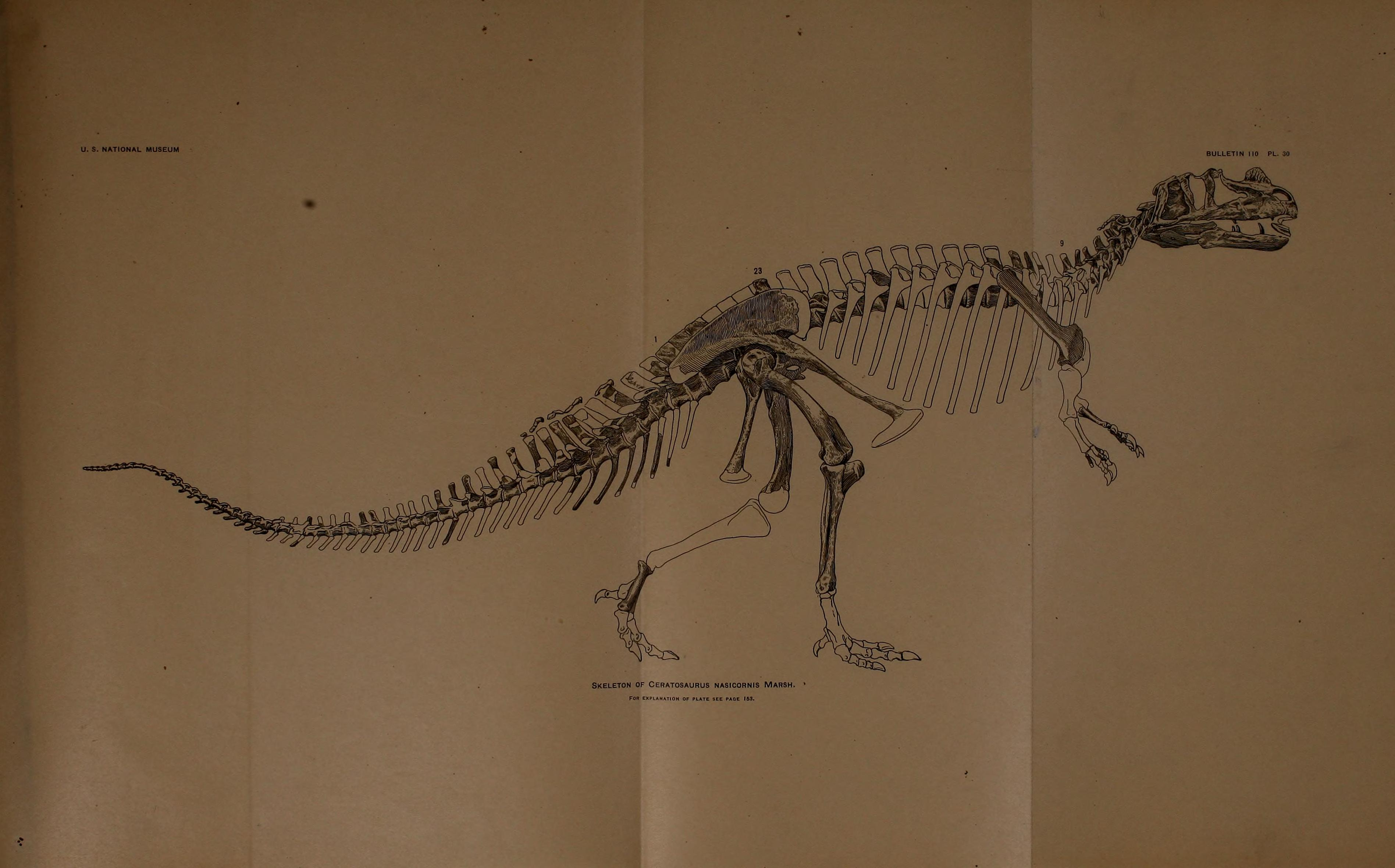
In Gilmore (1920) was het skelet gecorrigeerd

Marsh werd getroffen door het feit dat de wervellichamen van de halswervels van voren een hol gewrichtsfacet hebben. Ze zijn dus amficoel, 'aan beide zijden hol'. Tot dan toe ontdekte dinosauriërs hadden opisthocoele wervels. Die hebben een bolle voorkant en holle achterkant. Marsh begreep meteen dat het verschil wees op het behoren tot een heel andere groep. Het viel Marsh ook al op dat alle wervels van de nek en rug, alsmede de voorste staartwervels, intern sterk uitgehold waren. Tegenwoordig weten we dat dit een gevolg is van pneumatisering. Net als de huidige theropoden, de vogels, ademde Ceratosaurus namelijk met ondersteuning van luchtzakken. Deze vulden zich van de luchtpijp uit en pompten de lucht naar voren door de stijve longen. De luchtstroom liep zo steeds in één richting. Dat voorkwam dat er 'dode lucht' bleef hangen. Daarbij bewoog de lucht zich zo tegen de bloedstroom in. Dat bevorderde de zuurstofopneming. De goede zuurstofvoorziening wijst op een actieve levenswijze en een hoge stofwisseling. De luchtzakken hadden vele vertakkingen door het hele lichaam. Bij de wervels eindigden die in uitstulpingen, diverticula. Deze drongen tijdens de vroege groei van een individu de wervels binnen. Daarbij werd het bot daarvan voor een groot deel uitgehold. Alleen botwanden en tussenschotten bleven dan over. Marsh zag al dat er diepe uithollingen op de zijkanten van de wervels lagen. Tegenwoordig worden die pleurocoelen genoemd. Iedere uitholling omvatte een diverticulum van de luchtzak van de nekbasis. Dat kreeg via een gat in het laagste punt toegang tot het binnenste van de wervel. Dit laatste ontging Marsh. De functie van dit systeem is nog onduidelijk. Het kleine volume van de holten in de wervels maakt het onwaarschijnlijk dat ze een belangrijke rol speelden in de ademhaling. Het is wel verondersteld dat ze dienden voor de afkoeling van het lichaam.
Overigens beschreef Gilmore de halswervels eerder als amfiplat. Ze zijn van achteren hol en van voren vrijwel plat.

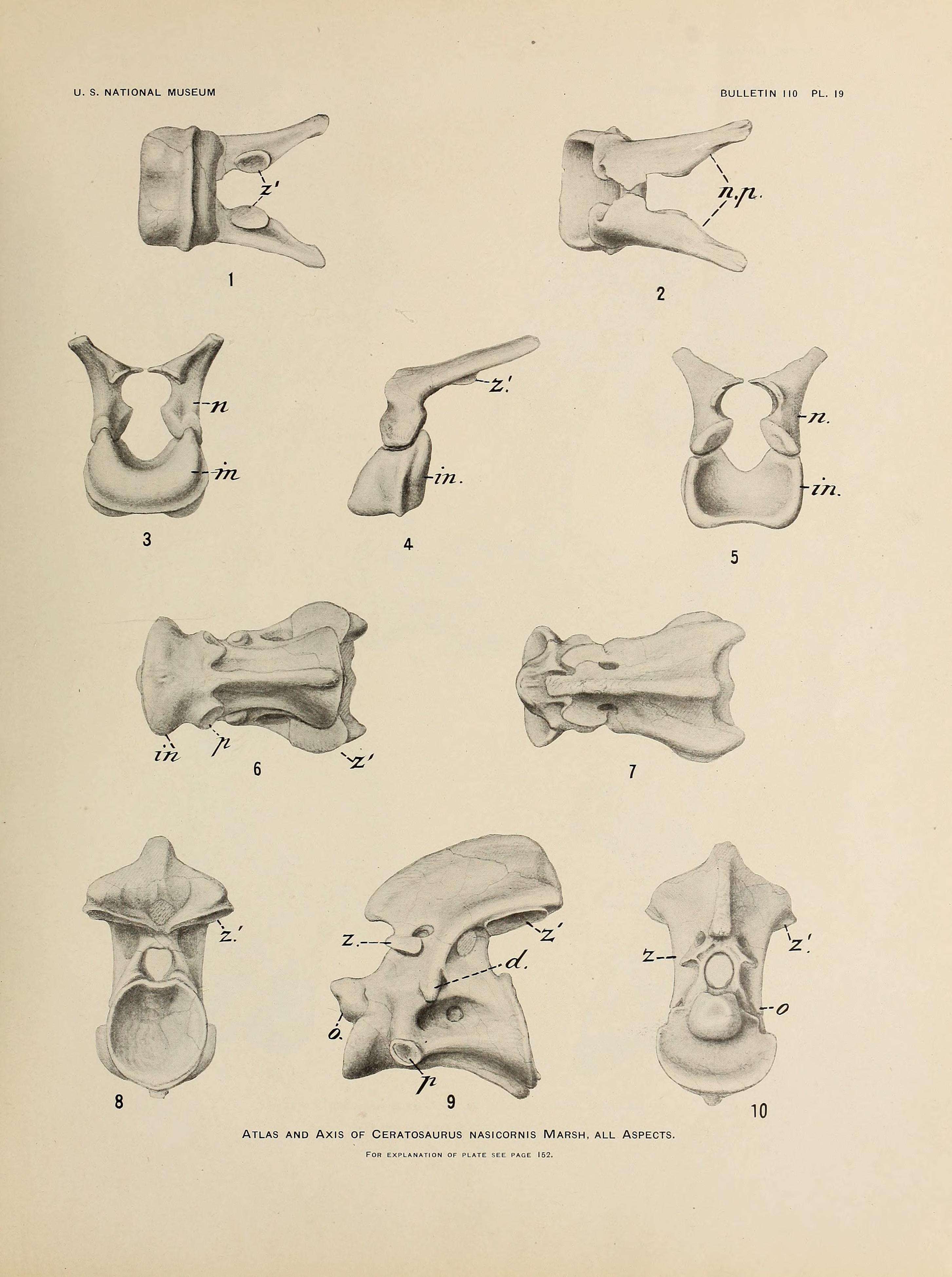
Atlas en draaier

De voorste halswervel is de atlas. Marsh noch Gilmore konden een proatlas bij het holotype ontdekken. De atlas vormt de verbinding met de achterhoofdsknobbel van de schedel. Als zodanig bewaart hij de meer oorspronkelijke bouw van wervels van vroege Tetrapoda. Vooraan is er een intercentrum. Dit is het originele hoofdlichaam van wervels. Hier is het intercentrum een wigvormig element aan de voorste onderzijde van de atlas. Van voren bezien heeft het een rechthoekig profiel. Het intercentrum is van voren hol om de onderzijde van de achterhoofdsknobbel te omvatten. Aan weerszijden van de holte eindigen de beenstijlen bovenaan in schuin naar boven en bezijden gerichte vlakken. Daarop rusten de neurapofysen. De gepaarde neurapofysen zijn nog goed te onderscheiden. Bovenaan vormen ze twee doornuitsteeksels. Alleen in het midden zijn ze verbonden door platte uitlopers. Die vormen het dak van het ruggenmergkanaal. Meer naar achter in de reeks wervels zijn ze versmolten in de wervelboog. Meer onderaan in de atlas bevindt zich het tandvormig uitsteeksel. Dit brengt de krachten van de schedel over op de tweede halswervel. Het steekt naar voren in een holte in de achterkant van het intercentrum. Het intercentrum heeft licht bolle zijkanten. De onderkant is licht overdwars hol. Aan de achterste onderzijde is het intercentrum verticaal afgevlakt. Het loopt namelijk helemaal onder de atlas door en raakt de draaier, de tweede halswervel. Het raakvlak van de draaier bestaat uit het hypocentrum. Het vertegenwoordigt een element dat oorspronkelijk tussen atlas en draaier in lag. Bij Ceratosaurus is het naadloos vergroeid met het hoofdlichaam van de draaier. Het tandvormig uitsteeksel is naar achteren toe weer met deze structuur vergroeid. Atlas en draaier vormen zo één geheel. Dit beschermt de voorste nek tegen ontwrichting bij het dragen van de zware kop. Ondanks zijn naam kon de draaier bij dinosauriërs geen belangrijke rollende beweging ten opzichte van de derde halswervel uitvoeren. De meeste rotatievrijheid was er bij de enkelvoudige achterhoofdsknobbel. De nek stond een grote verticale beweging naar beneden toe. De opwaartse beweging was minder vrij. Door afschuining zijn de halswervels namelijk in een S-bocht gedwongen. De neerwaartse curve begint bij de vierde wervel. De zijwaartse beweeglijkheid was goed. Latere ceratosauriërs zouden zich hierin specialiseren. 
De verdere halswervels hebben hoge doornuitsteeksels. Die zijn vrij dun overdwars. Ze hebben een goed ontwikkelde kiel op de onderzijde. Deze is echter bij de achterste wervels minder gevormd. De onderzijde is hol gekromd. De uitholling is vooraan veel dieper. De zijkanten zijn diep uitgehold. Verder heeft iedere zijkant twee pleurocoelen. Daarvan is er een voorste en een achterste. De achterste is de grootste. Hun zijuitsteeksels hangen vrij sterk af. Aan de basis van ieder zijuitsteeksel zijn er drie diepe uithollingen. Bij achterste wervels zijn de zijuitsteeksels zeer fors. De voorste gewrichtsuitsteeksels zijn groot. Deze praezygapophyses verbinden de wervel met de voorliggende vertebra. Aan hun voorste uiteinden hebben ze platte facetten. Die raken platte facetten van de postzygapophyses, de achterste gewrichtsuitsteeksels van de wervel die ervoor in de reeks ligt. De voorste facetten zijn naar onder gericht en liggen op de naar boven gerichte facetten van de praezygapophyses. Ze zijn bedekt met kraakbeen zodat ze over elkaar kunnen glijden. Daarnaast zijn ze verbonden door een kapsel. De verbindingen verhinderen een fataal doorzakken van de nek. Ze staan een vrij grote opwaartse beweging toe. Ook een zijwaartse beweging maken ze mogelijk. De facetten van de praezygapophyses zijn schuin naar binnen en omlaag gericht, onder een hoek van vijfenveertig graden. De wervelboog is aan de zijkanten zo overdwars gebogen dat de zijuitsteeksels naar boven gericht worden. De epipofysen zijn sterk ontwikkeld. Het zijn uitsteeksels op de bovenrand van de achterste gewrichtsuitsteeksels. Zij zijn schuin naar boven en achteren gericht. Hieraan zaten epaxiale spieren vast. Daarmee konden nek en kop heen en weer bewogen worden. De achterste halswervels zijn sterk verkort. Bij de halswervels loopt een verticale richel omhoog van de voorste opening van het ruggenmergkanaal uit. Madsen dacht dat het hier ging om een zygosfeen. Dat is een bovenste secundair gewrichtsuitsteeksel. Zulke structuren zijn echter alleen bekend van Lepidosauromorpha. Een bekend voorbeeld zijn de slangen. Meestal wordt het bestaan van een zygosfeen bij theropoden niet aangenomen. Aan de achterkant loopt een gelijksoortige richel. Boven de voorste richel bevindt zich een grote uitholling. Die loopt naar onderen uit in een smalle verticale spleet.

###### Rug

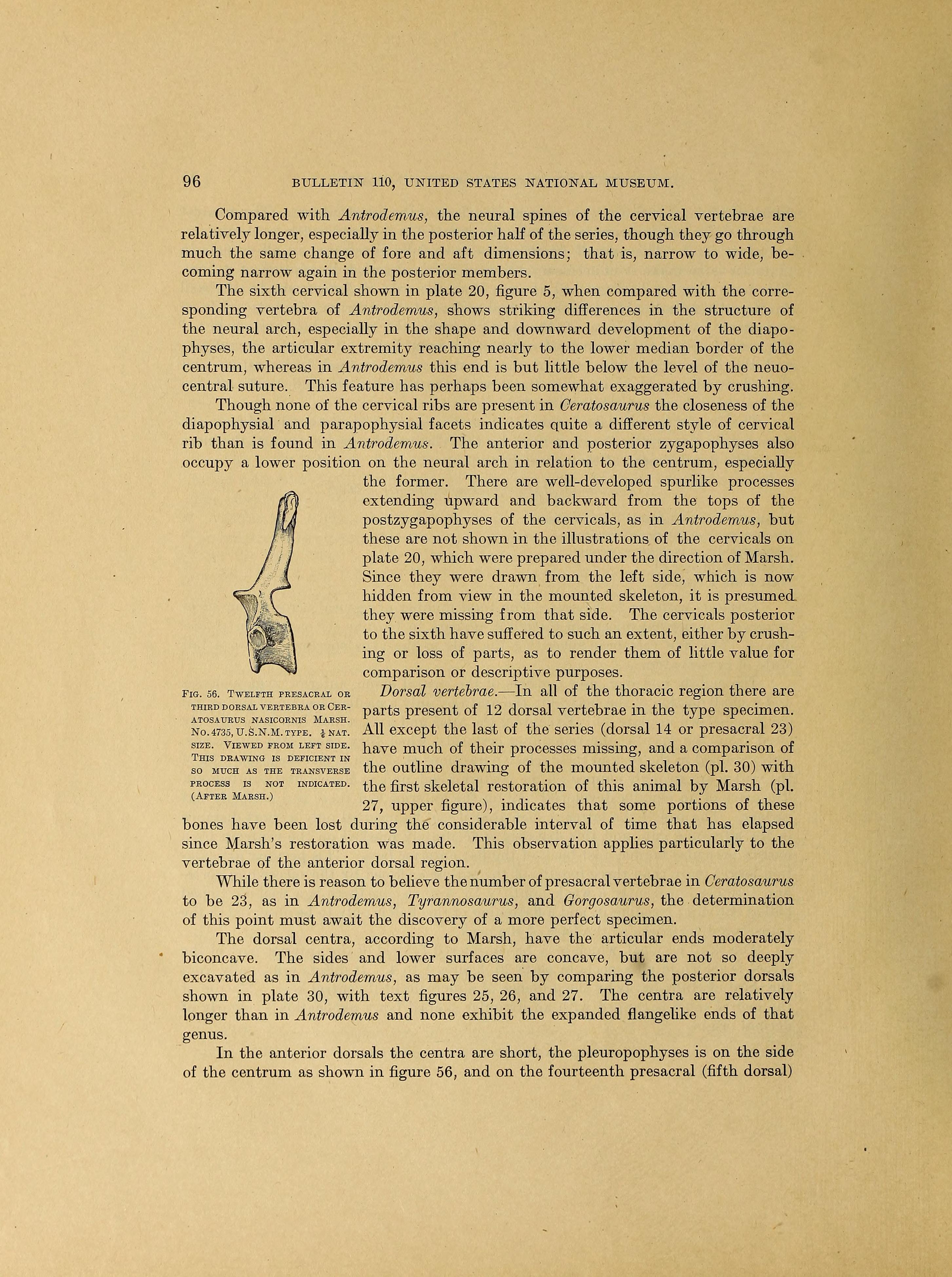
De derde ruggenwervel

Gilmore viel op dat de ruggenwervels langgerekter zijn ten opzichte van die van Allosaurus. Ceratosaurus heeft in dat opzicht een meer basale vorm. De randen van de centrumfacetten zijn ook minder uitgedijd. De voorste ruggenwervels zijn wel korter. De voorste is de kortste. Hun wervellichamen zijn amficoel. Het doornuitsteeksel van de derde wervel is vrij smal en laag. Dat van de vierde wervel is al wat hoger en breder. De vijfde wervel zet deze trend voort. Bij dinosauriërs raakt de bovenste ribkop een bovenste facet. Dat bevindt zich op een zijuitsteeksel, de diapofyse. Naar achteren in de reeks staat dat uitsteeksel schuiner omhoog. Bij het holotype wordt het hoogste punt bereikt bij de vijfde wervel. De diapofyse heeft een bolle bovenrand. Voorrand en achterrand zijn hol. Er is ook een onderste ribkop. Ook die heeft een eigen facet. Dat ligt op een apart uitsteeksel, de parapofyse. Die ligt vóór de diapofyse, in een hogere of lagere positie al naargelang de positie van de wervel in de reeks. Bij Ceratosaurus is de parapofyse langwerpig. Zij vormt een vingervormig uitsteeksel dat helemaal apart staat van de diapofyse. Het buigt naar beneden.
In de rug bevindt zich een hyposfeen-hypantrum-complex van secundaire gewrichtsuitsteeksels. Deze vullen de normale gewrichtsuitsteeksels, de zygapofysen, aan. Onder de achterste gewrichtsuitsteeksels bevindt zich een middelste extra uitsteeksel, de hyposfeen. Dat vormt een naar achteren uitstekende punt. De punt rust in het hypantrum van de achterliggende wervel. Het hypantrum is een middelste uitholling onder de voorste gewrichtsuitsteeksels. Het systeem voorkomt een uitzakken van de wervelkolom. Het is oorspronkelijk voor de Dinosauria.
De tweede ruggenwervel heeft geen pleurocoel meer. Bij verdere wervels zijn er diepe holten aan weerszijden van het doornuitsteeksel.

###### Heiligbeen
Gilmore dacht dat de laatste ruggenwervel, de 23e presacraal, geen ribben droeg. Hij zou met slechts zijn zijuitsteeksels verbonden zijn met de darmbeenderen. Zijn doornuitsteeksel is vergroeid met dat van de 24e presacraal. Zulke wervels worden 'dorsosacraal' genoemd. Het gaat om wervels die uit de rug zijn 'ingevangen' door het heiligbeen. Ze vormen een overgang naar de 'echte' sacrale wervels. Ribben beginnen een verbinding te krijgen met het darmbeen. Tegenwoordig worden de dorsosacralen meestal als sacrale wervels beschouwd. Ook de 22e sacraal heeft zulke kenmerken. Toevoeging van de twee dorsosacralen leidt tot een telling van zeven in plaats van vijf sacrale wervels in het heiligbeen. De echte sacralen zijn vrij kort. Ze zijn in het midden tot een vijfde korter dan de dorsosascralen. Het viel Gilmore op dat dit bij Allosaurus anders was. Ze zijn hecht met elkaar vergroeid. Ze zijn ook versmolten met de sacrale ribben. Die zijn weer versmolten met de darmbeenderen van het bekken. Er zijn geen beennaden zichtbaar. De doornuitsteeksels zijn vergroeid tot een supraneurale plaat. De zijuitsteeksels zijn kort. In het algemeen hadden zulke grote theropoden nauwe heupen. Deze uitsteeksels droegen de krachten van de achterpoten over op de wervelkolom. Hun uiteinden vormen bij het holotype geen doorlopend juk. De zijuitsteeksels vormen één geheel met de sacrale ribben. Iedere sacrale rib ligt op de grens van twee wervels. Een uitzondering is de laatste rib die de staart vrij moet houden. De vijf sacrale wervels die Gilmore erkende, beslaan ongeveer de afstand tussen het voorste en achterste aanhangsel van de darmbeenderen.

###### Staart

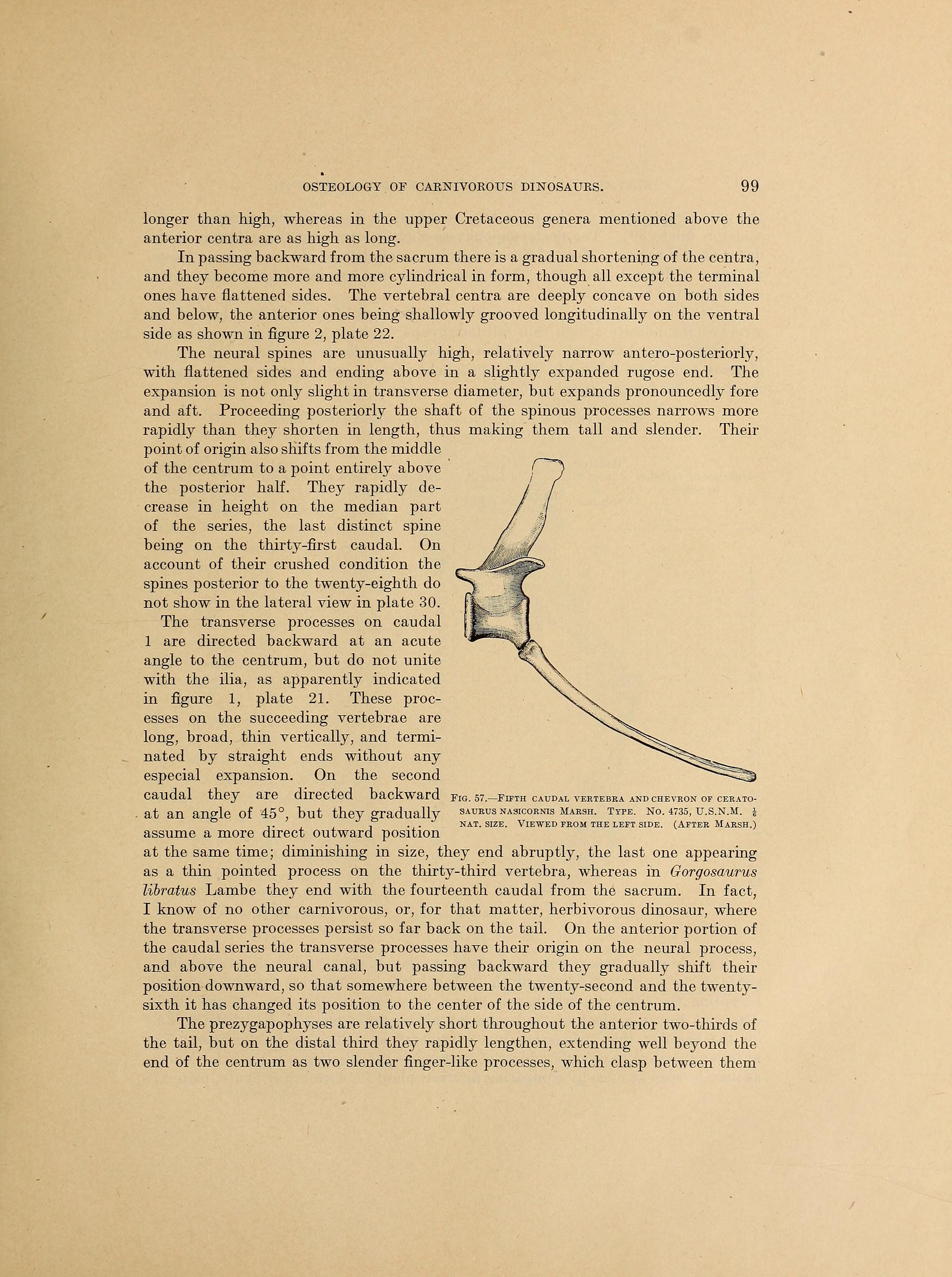
De vijfde staartwervel

De staart maakt meer dan de helft uit van de lengte van het lichaam. Gilmore begreep dat zo de torso in evenwicht gehouden werd bij het lopen. De staartwervels zijn amficoel: met een holle voorkant en achterkant van het wervellichaam. Ze hebben lange chevrons. Marsh dacht dat de staart zo gebruikt kon worden als een peddel bij het zwemmen. Latere onderzoekers zouden dat idee soms oppikken. De chevrons zijn echter vooral lang aan de staartbasis, waar de waterverplaatsing bij een horizontale beweging gering zou zijn geweest. Het is waarschijnlijker dat ze plaats boden aan een extra dikke Musculus caudofemoralis longus. Deze staartspier trok het dijbeen naar achteren. Een belangrijk deel van de kracht om het dier voort te bewegen werd hierdoor geleverd. Een stevige staartbasis wijst erop dat Ceratosaurus tot een goede versnelling in staat was. Bij de voorste wervels is de wervelboog even lang als het centrum. De staartwervels hebben vrij lange gewrichtsuitsteeksels. Ook de allerachterste wervels hebben zulke zygapofysen. Dit verstijft de staart. Gilmore besefte dit reeds. Hij nam echter ook een flinke beweeglijkheid aan, omdat het fossiel met een naar boven gekromde staart gevonden was. De voorste staartwervels zijn relatief lang: langer dan hoog. Ze zijn ook lichtgebouwd. Ze hebben een trog op de onderzijde. Die ligt in de lengterichting van de wervel. De trog wordt in tweeën verdeeld door een 'kiel'. Hun doornuitsteeksels zijn relatief hoog. Ze zijn ook glad aan de zijkanten. De voorkanten zijn hol naar voren gebogen. Het doornuitsteeksel is bovenaan iets overdwars verbreed. Ook is er daar een sterkere verbreding in de lengterichting. Die heeft de vorm van een bolling in de bovenste achterrand. Daaraan verbond een pees de achterliggende wervel. Voor peesaanhechting zijn de bovenste stukken veel ruwer. Naar achteren in de reeks worden de doornuitsteeksels dunner. Ook dat is niet overeenkomstig de veronderstelde functie als peddel. Ze bewegen zich ook naar de achterzijde van het wervellichaam. Naar achteren worden de wervels korter. Een absolute verlenging ervan in het midden van de staart ontbreekt dus. Ze worden ook meer cilindervormig. Hun zijkanten blijven echter afgeplat. De centra van de middelste staartwervels zijn opvallend sterk uitgehold. Naar achteren krijgen de staartwervels steeds kortere uitsteeksels. Helemaal achteraan zijn ze verdwenen. Bij Ceratosaurus houden de doornuitsteeksels op bij de eenendertigste wervel. De zijuitsteeksels verdwijnen bij de drieëndertigste wervel. Het is uitzonderlijk dat ze verder naar achteren doorlopen dan doornuitsteeksels. Gilmore kende in 1920 geen soorten waarbij dat ook het geval was. Dit kan duiden op een verhoogde verstijving van de staart. Het is echter ook mogelijk dat de musculatuur extra zwaar was. Vooraan zijn de zijuitsteeksels lang, recht, breed en plat. Die van de eerste staartwervel steken haaks uit. Ze lijken zo een verbinding te maken met het darmbeen. Ze raken dat bij het holotype echter niet. Dat was reden voor Gilmore de wervel niet bij het sacrum te rekenen. Naar huidige criteria is het echter een caudosacraal. Bij de tweede wervel staan de zijuitsteeksels schuin naar achteren. Ze maken een hoek van vijfenveertig graden. Maar naar achteren beginnen de zijuitsteeksels haaks op het centrum te staan. Bij de voorste wervels ontspruiten de zijuitsteeksels aan de wervelboog. Ze liggen daar boven het niveau van het ruggenmergkanaal. Naar achteren in de reeks zakken ze af. Tussen de tweeëntwintigste en zesentwintigste wervel bereiken ze de zijkant van het wervellichaam. Over het grootste deel van de staart, het voorste twee derden deel, zijn de voorste gewrichtsuitsteeksels vrij kort. Bij de staartpunt, het achterste derde deel, worden ze echter veel langer. Ze steken ver naar voren over de voorliggende wervel. Daar omklemmen ze de achterste gewrichtsuitsteeksels. Hierdoor wordt de staartpunt verstijfd. Wel achtte Gilmore nog een golvende beweging mogelijk. Dat contrasteerde hij met de zeer beweeglijke staartbasis.
Onderaan de staart bevindt zich een reeks aparte botten. Ze steken in twee gepaarde rijen naar beneden uit. Ieder paar is onderaan met elkaar vergroeid. Zo wordt een structuur gevormd die de 'haemaalboog' heet. Een andere aanduiding ervoor is 'chevron'. Van achteren bezien hebben de verbonden takken namelijk een V-vormig profiel. Door de bogen lopen de slagaderen en zenuwen van de onderste staart. De chevrons beschermen die als de staart op de grond rust. De bogen zijn bij Ceratosaurus relatief smal. Bovenaan is ieder chevronpaar iets naar binnen verdikt. Doordat de boog nauw is, overbrugt dit hem al. De verdikking steekt iets naar voren uit. Volgens Madsen duiden de korte uitsteeksels op een geringe beweeglijkheid tussen de wervels. Ook onderaan is er een verdikking. Zo vormen de takken daar een enkel uitsteeksel. Die uitsteeksels zijn aan de staartbasis behalve lang en dun ook tamelijk recht. Ze zijn relatief cilindervormig. Meer naar achteren in de reeks beginnen ze sterker te buigen. Tussen de negenentwintigste en vierendertigste wervel zijn de punten zelfs schuin omhoog gericht ten opzichte van de wervelas. De schachten krijgen echter geen sledevorm. Ze missen dus onderaan een naar voren stekende punt. Dat zal de staartpunt wat soepeler gehouden hebben. De chevron overlapt bovenaan de grens tussen twee wervels. Op die wervels bevinden zich kleine uithollingen als contactfacet voor het chevron. Die facetten zijn aan de staartbasis goed ontwikkeld. Meer naar achteren in de reeks worden ze ondieper. De eerste chevron ligt tussen de eerste en tweede wervel. De tweede chevron is het langst. Het heeft bij het holotype een lengte van 235 millimeter. De chevrons zetten zich door tot de eenenveertigste staartwervel.

###### Ribben
De ribben zijn gepneumatiseerd. De nekribben zijn niet vergroeid met de halswervels. Bij het holotype werden ook stukken borstrib aangetroffen. Gilmore wees erop dat die bij het opgestelde skelet sterk gerestaureerd waren. Andere exemplaren laten zien dat de ribben bovenaan tamelijk recht zijn. Dat impliceert dat de borstkas smal is. De buik van theropoden werd beschermd door gastralia, buikribben. Die vormden een 'korf'. Om en om liggen links en rechts overdwars korte ribstukken. In het midden lopen die over een gedeelte evenwijdig. Daar wordt zo een vrijwel continue botlaag gevormd. De ribstukken bestaan weer uit verschillende segmenten. Meestal is er een rij buitenste en binnenste segmenten. Gilmore gaf aan dat het holotype weinig informatie verschaft over de precieze structuur.

##### Voorste ledematen

###### Schoudergordel

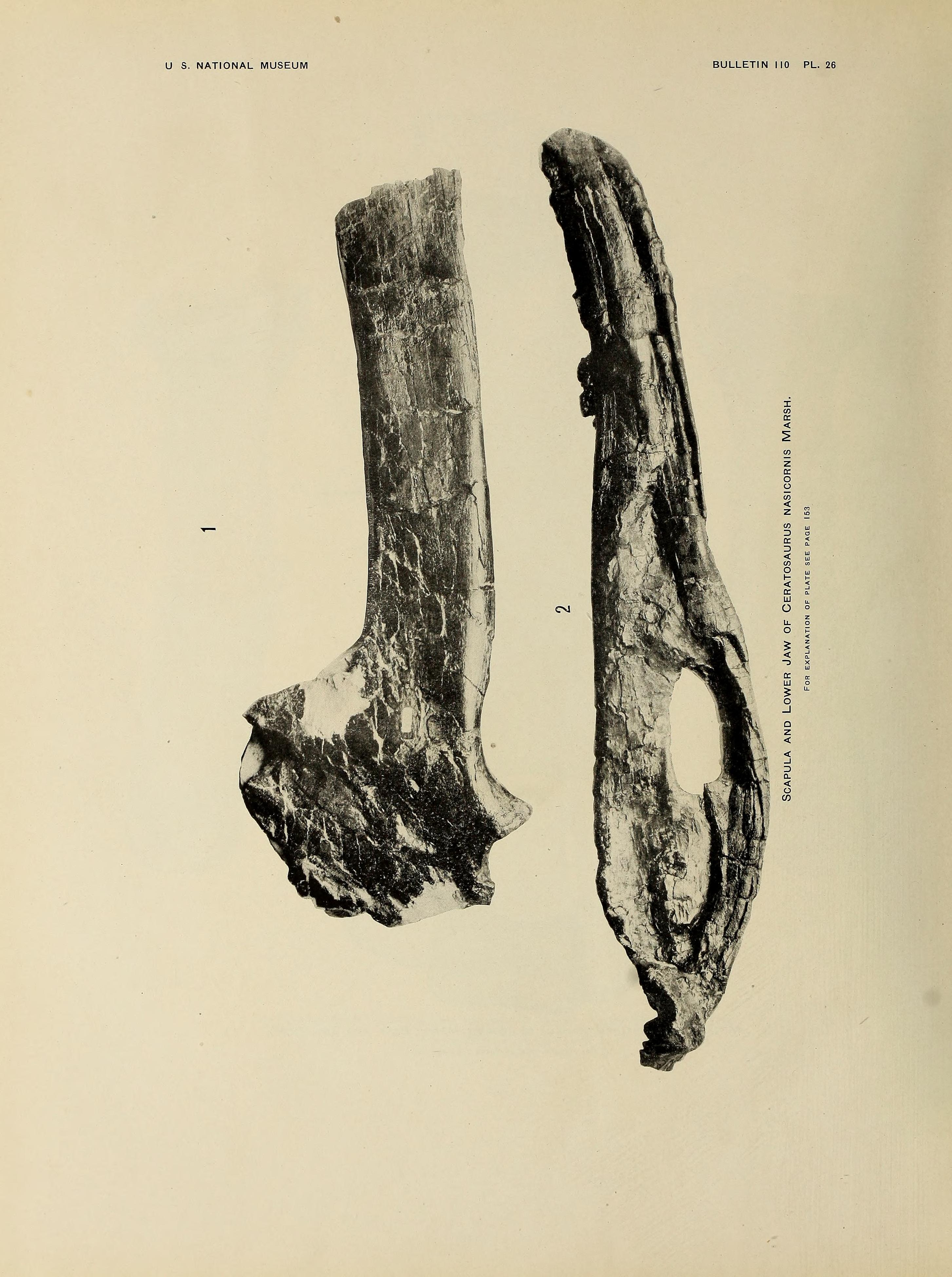
Schouderblad en onderkaak

De arm van Tetrapoda zit vast aan de schoudergordel. Die bestaat uit de schouderbladen en de ravenbeksbeenderen. Het ravenbeksbeen groeit tegen de onderzijde van het schouderblad aan. Bij het holotype is de schoudergordel maar gedeeltelijk bewaard gebleven. Het bovenste uiteinde van het schouderblad ontbreekt. Van het ravenbeksbeen is weinig over. Dit weerhield Marsh er niet van de schoudergordel als model te gebruiken voor zijn reconstructie van Allosaurus. Het schouderblad wordt meestal zo beschreven alsof het bot horizontaal ligt. De 'bovenrand' van het blad staat dan gelijk aan de voorrand in een natuurlijke positie. Die bovenrand is tamelijk scherp. De 'onderrand' is dikker. De grootste dikte wordt bereikt boven het schoudergewricht. Van dat gewricht maakt het schouderblad de bovenste, het ravenbeksbeen de onderste helft uit. Ondanks de kleine armen is de schoudergordel groot van omvang. Deze diende kennelijk dus niet alleen om de arm te ondersteunen. De schoudergordel moet de voorkant van de borstkas ondersteund hebben. Daarbij diende hij als aanhechtingsvlak voor belangrijke spieren.

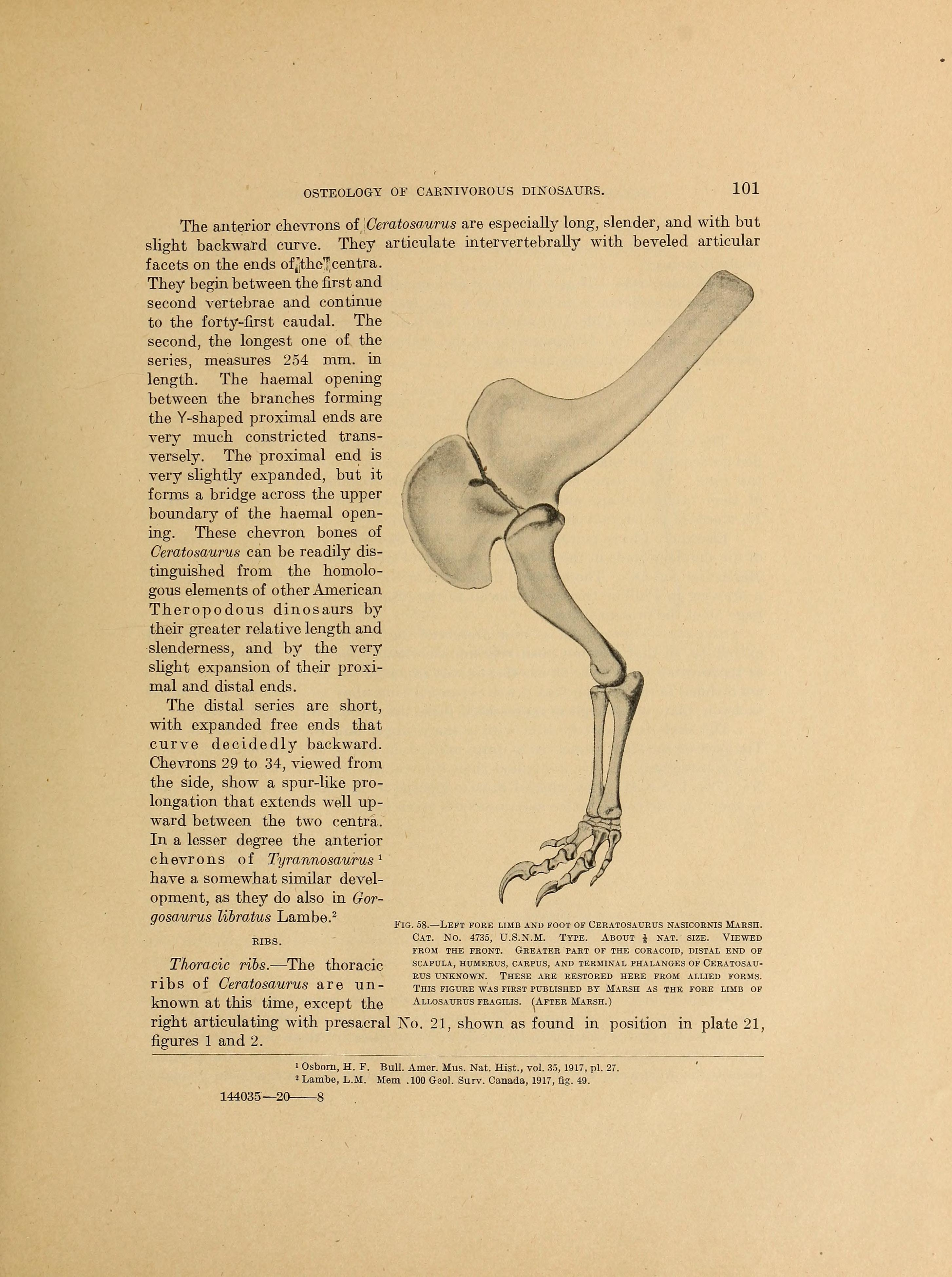
Reconstructie van de schoudergordel en arm van de linkerzijde

Bij het schouderblad is de voorrand hol gekromd. De achterrand is in het midden bol. Bij later gevonden exemplaren is de bovenkant wel bewaard. Het bovenste derde deel daarvan is licht hol gekromd. Het onderste derde deel is scherp gekromd. Van het schoudergewricht uit loopt een richel naar voren. Evenwijdig daaraan ligt eronder een groeve. Het ravenbeksbeen vormt vooraan een halve cirkel. De curve daarvan loopt door in het voorste schouderblad. De voorste onderrand is wat afgeschuind. De curve onder de onderste beenlip van het schoudergewricht is ondiep. Het bultje voor de aanhechting van de musculus biceps bracchii steekt horizontaal uit. Van daaruit loopt een verheffing naar de onderste lip van het schoudergewricht. Het ravenbeksbeen wordt doorboord door een foramen coracoideum. Dat heeft de doorsnede van een liggende ovaal. Het loopt door tot de beennaad met het schouderblad.
Deel van de schoudergordel is het vorkbeen. Dat ontbrak bij het holotype. Dit viel eerdere onderzoekers niet op omdat men meende dat een vorkbeen alleen bij vogels voorkwam. Het zou een aanpassing zijn om de krachten van de slagvlucht op te vangen. Bij basale theropoden is het vorkbeen V-vormig. De uiteinden verbinden de processus acromiales van de schouderbladen. Daar lagen ze vermoedelijk bovenop. Later werden er elementen gevonden waarvan gedacht werd dat ze vorkbeenderen van Ceratosaurus vertegenwoordigden. Helemaal zeker is dat niet. Ze zijn ook wel geïdentificeerd als buikribben. Als het vorkbeenderen zijn, zouden ze in beginsel ook van Allosaurus of Torvosaurus kunnen stammen.

###### Algemene bouw van de arm
Marsh besprak in 1884 de voorpoot van Ceratosaurus helemaal niet, vanwege de slechts gedeeltelijke preservering. Bij het holotype ontbreekt het opperarmbeen. Van een bewaarde ellepijp ontbreekt de schacht. De lengte ervan is echter af te leiden uit de bewaarde oorspronkelijke posities van de uiteinden. Het spaakbeen is sterk beschadigd door samendrukking. Het gebrek aan gegevens weerhield Marsh er niet van in reconstructies de voorpoot van Allosaurus op die van Ceratosaurus te baseren. De illustratie toont een onjuiste interpretatie. Marsh dacht dat de tweede vinger de meest robuuste was. Daarbij was zijn telling van de vingerkootjes dubieus. De illustratie toont een formule van 2-3-3-3. De skeletopstelling gebruikt de formule 2-3-3-1. Gilmore dacht dat de echte formule 2-3-4-3 of 2-3-4-2 was. Ceratosaurus had dus als ceratosauriër vier vingers, terwijl de meeste andere theropoden uit de Laat-Jura, meestal afgeleide Tetanurae, er drie hadden. In de vroege Jura en het late Trias kwamen wel meer viervingerige theropoden voor. De vierde vinger was wel kleiner, en had wellicht geen klauw; van Ceratosaurus zijn überhaupt geen handklauwen bekend.

###### Opperarmbeen
Het opperarmbeen ontbreekt bij het holotype; het is echter bekend van enkele andere exemplaren. MWC 1 bewaart een gedeeltelijk linkeropperarmbeen. Dat heeft een lengte van negentwintig centimeter. Het is daarmee duidelijk minder gereduceerd dan bij latere Ceratosauria. Ook UUVP 549 bewaart een opperarmbeen. Het opperarmbeen is bovenaan verbreed. In het midden van de verbreding bevindt zich een halve bol, de 'kop'. Die past in het schoudergewricht. Links en rechts steken twee hoeken uit. Daarvan liggen de bovenranden min of meer op één lijn. De deltopectorale kam is niet veel meer dan een zwelling. Naar onderen versmalt de schacht eerst sterk. Het onderste uiteinde is echter weer flink verbreed. De onderste gewrichtsknobbels zijn weinig ontwikkeld. Het onderste uiteinde is daardoor relatief afgeplat. Het ondervlak vormt een rechte lijn in zijaanzicht.

###### Pijpbeenderen van de onderarm

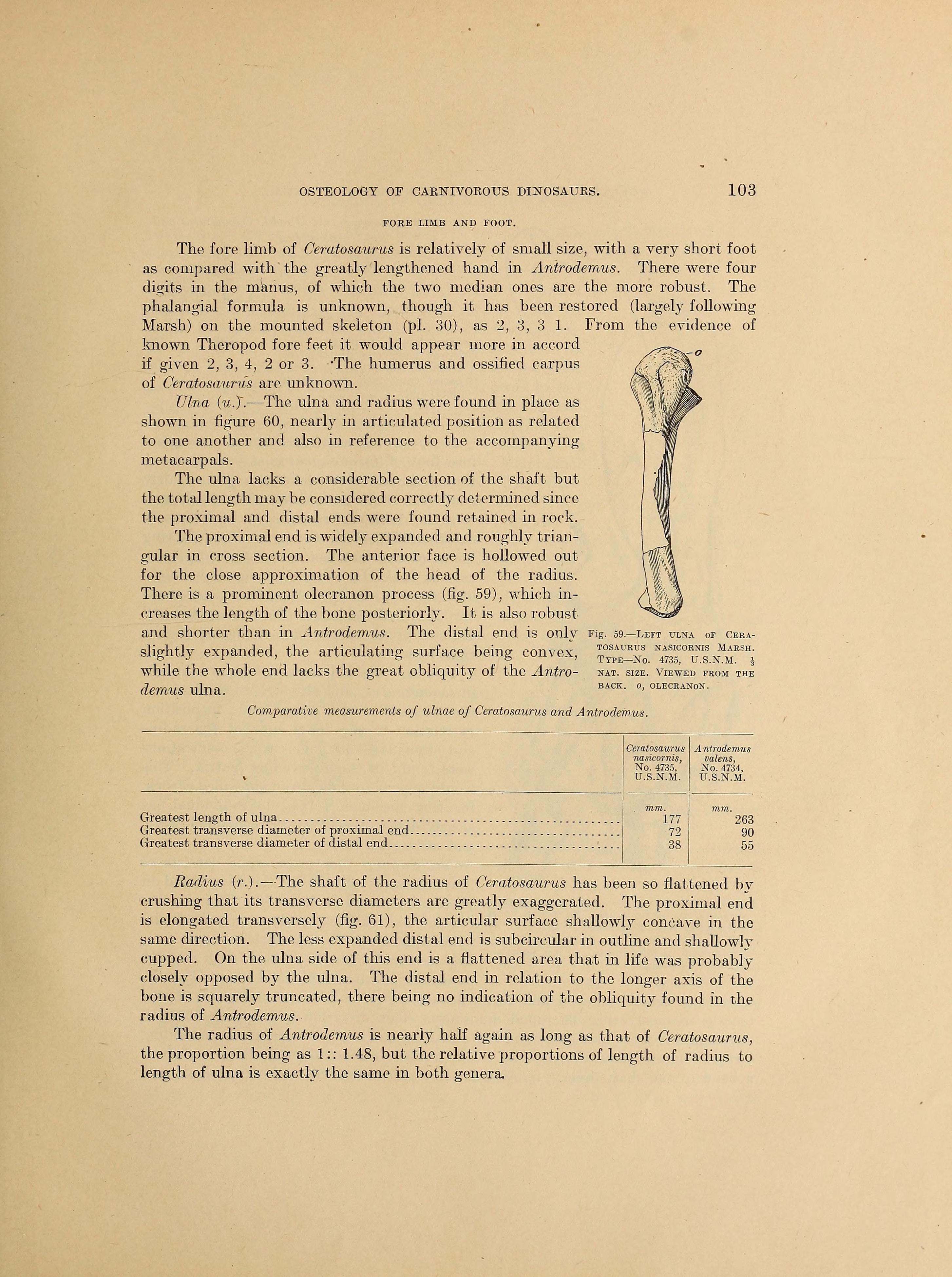
De ellepijp

De ellepijp heeft in bovenaanzicht het gebruikelijke driestralige profiel. Dit maakt het bovenvlak driehoekig. De scherpe punt van de driehoek steekt naar voren. De achterrand is breed afgerond. Binnenzijde en buitenzijde van de driehoek lopen eerst snel naar elkaar toe. Meer naar voren staan ze bijna evenwijdig. De voorrand van de ellepijp vormt de voorste 'straal'. In een scherpe richel loopt die naar beneden. In vooraanzicht is de schacht dus veel smaller dan de bovenkant. De richel loopt vermoedelijk naar achteren over in de binnenste achterrand. Een beschadiging maakt dit echter onzeker: de hele middenschacht bestaat in feite uit gips. De onderste helft van de voorkant blijft vlak. Op die helft loopt meer naar de buitenzijde nog een richel. Achteraan het bovenvlak bevindt zich het uitsteeksel van de processus olecrani. Dit is verbonden met de Musculus triceps brachii. Deze spier strekt de arm. Omdat die arm vrij klein is, hoeft de spier niet sterk te zijn. Het uitsteeksel is wel robuust maar niet lang. De binnenzijde en bovenzijde zijn afgerond. Dat geldt ook voor het uiteinde. Daarentegen draagt de buitenzijde een horizontale wigvormige richel. Het uiteinde heeft twee bulten. Een daarvan is naar achteren gericht. De andere is naar boven gericht. Buiten zijwaarts ligt er op de schacht een derde richel waar het spaakbeen in past. In bovenaanzicht vormt deze richel een fors driehoekig uitsteeksel. Dit wordt wel het coronoïde genoemd. De richel ligt dicht bij de achterrand. Zij zorgt voor de articulatie met het spaakbeen. Dat ligt tegen de voorrand van deze kam. Vóór de richel is een ruw vlak. Dat kan duiden op een hechte kapselverbinding met het spaakbeen. De onderarm was vermoedelijk niet in staat tot pronatie. De palm van de hand kon dus niet naar achteren gedraaid worden. De palmen waren dan steeds naar elkaar gericht. Het ruwe vlak wordt van voren begrensd door een veel lagere richel. Die loopt naar boven uit in een klein driehoekig facet. Ook daarvan is het oppervlak ruw. Het facet articuleerde vermoedelijk met het spaakbeen. De binnenzijde van de ellepijp is bovenaan bol. Meer naar beneden wordt daar de schacht vlak. Nog lager loopt een diagonale richel van boven en voren naar achteren en beneden. Aan de binnenste onderzijde is de schacht weer vlak. Het oppervlak daar toont wel kleinere groeven. Het vlak is licht naar voren gedraaid. In zijaanzicht is de ellepijp bovenaan sterk verbreed. De verbreding is daar ongeveer vijfmaal die van het midden van de schacht. Tussen de voorkant en de processus olecrani ligt een komvormige uitholling. Die diende als articulatie met het opperarmbeen. De ellepijp is onderaan maar weinig verbreed. Het profiel is daar afgerond. Het ondervlak is niet afgeschuind.

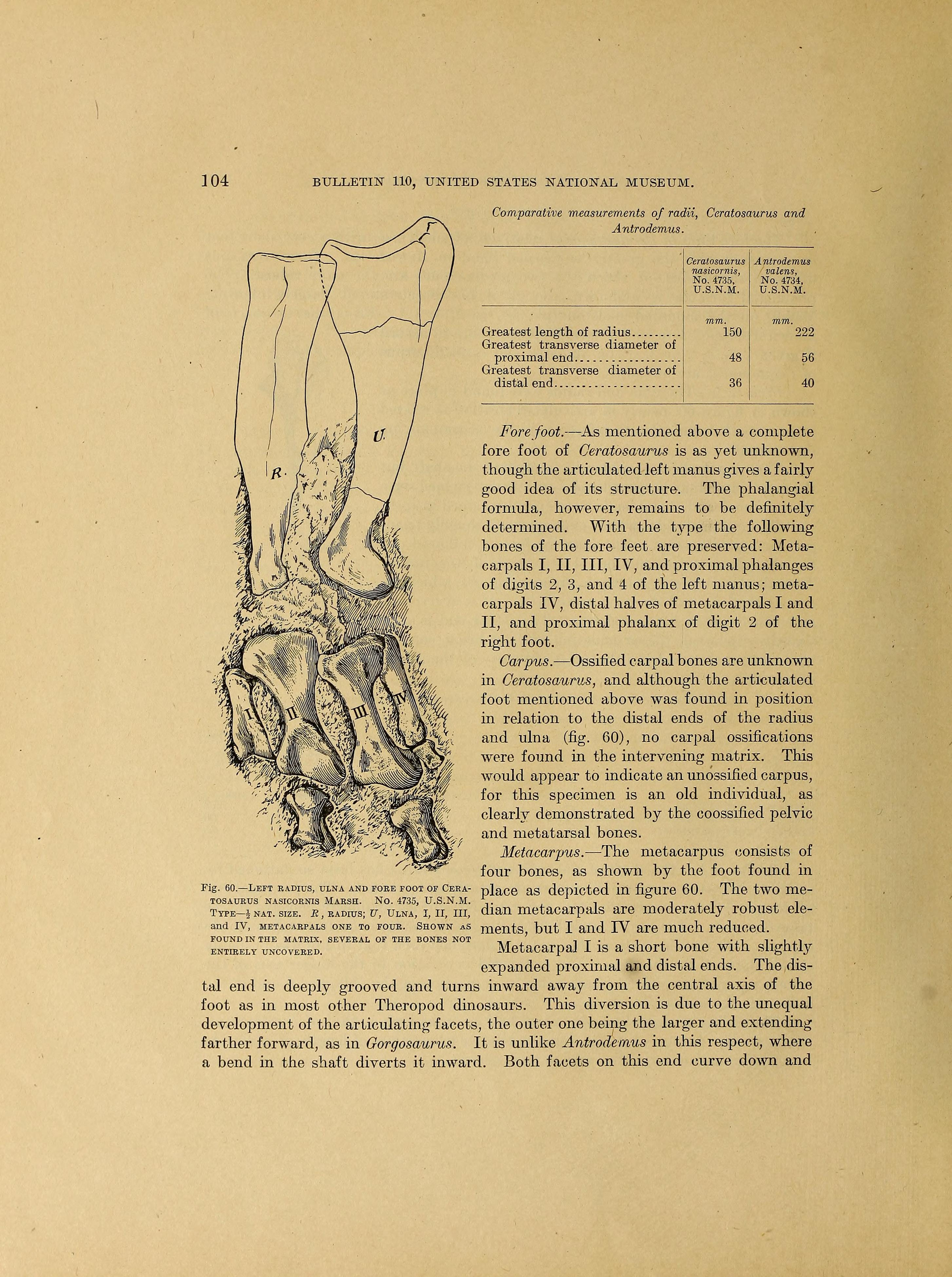
De linkeronderarm van het holotype

Het spaakbeen is bovenaan overdwars verbreed. De schacht is licht ingesnoerd. In zijaanzicht is de schacht hol naar achteren gekromd. Die kromming is het sterkst in de bovenste helft. Het oppervlak ervan is glad. Op het midden van de voorkant van de schacht bevindt zich een kleine ruwe bult. De onderste voorzijde is een driehoekige verbreding. Er lopen verticale groeven over. Ook de onderste achterzijde is driehoekig. Er zit een deuk in. Daarin past een hoek van de onderste ellepijp. De onderste buitenzijde vormt een driehoekige trog. De onderrand daarvan wordt gevormd door een verruwing. De voorrand en achterrand zijn richels. De binnenzijde heeft een kleinere richel evenwijdig aan het bovenvlak lopen. In het midden heeft die richel een verdikking. Daar wordt de ellepijp geraakt. Onder de richel ligt een ovale verruwing. Daar hechtte zich vermoedelijk een spier aan. Lager bestaat de onderste helft van de schacht uit twee verticale facetten. Die maken een hoek met elkaar. Het voorste facet is richting romp gericht. Het achterste facet is meer naar buiten geroteerd. Het bovenvlak is hol. Het heeft een D-vormig profiel. De rechte zijde bevindt zich aan de buitenkant. Aan de voorzijde, binnenzijde en achterzijde ligt een opstaande richel. Het stuk ertussen is vrijwel plat. Het ondervlak is rond. Aan de achterste binnenhoek steekt echter een kleine driehoek uit. Het heeft een kleine holte in de onderzijde. Verder is het vlak plat. Ook die zijde is niet afgeschuind.

###### Pols
Bij het holotype bewaart de pols geen carpalia. De botten van onderarm en middenhand zijn echter op zekere afstand van elkaar bewaard gebleven. Dit weerspiegelde volgens Gilmore het feitelijke hiaat. Daarin zouden niet-verbeende carpalia van kraakbeen hebben gelegen. Dit wordt bevestigd door het feit dat sommige latere ceratosauriërs wel verbeende carpalia hebben. De studie uit 2016 wees erop dat het afgietsel tussen hand en middenarm een afgebakende textuur heeft. De originele matrix zou dus gestructureerd kunnen zijn door kraakbeenweefsel.

###### Middenhand

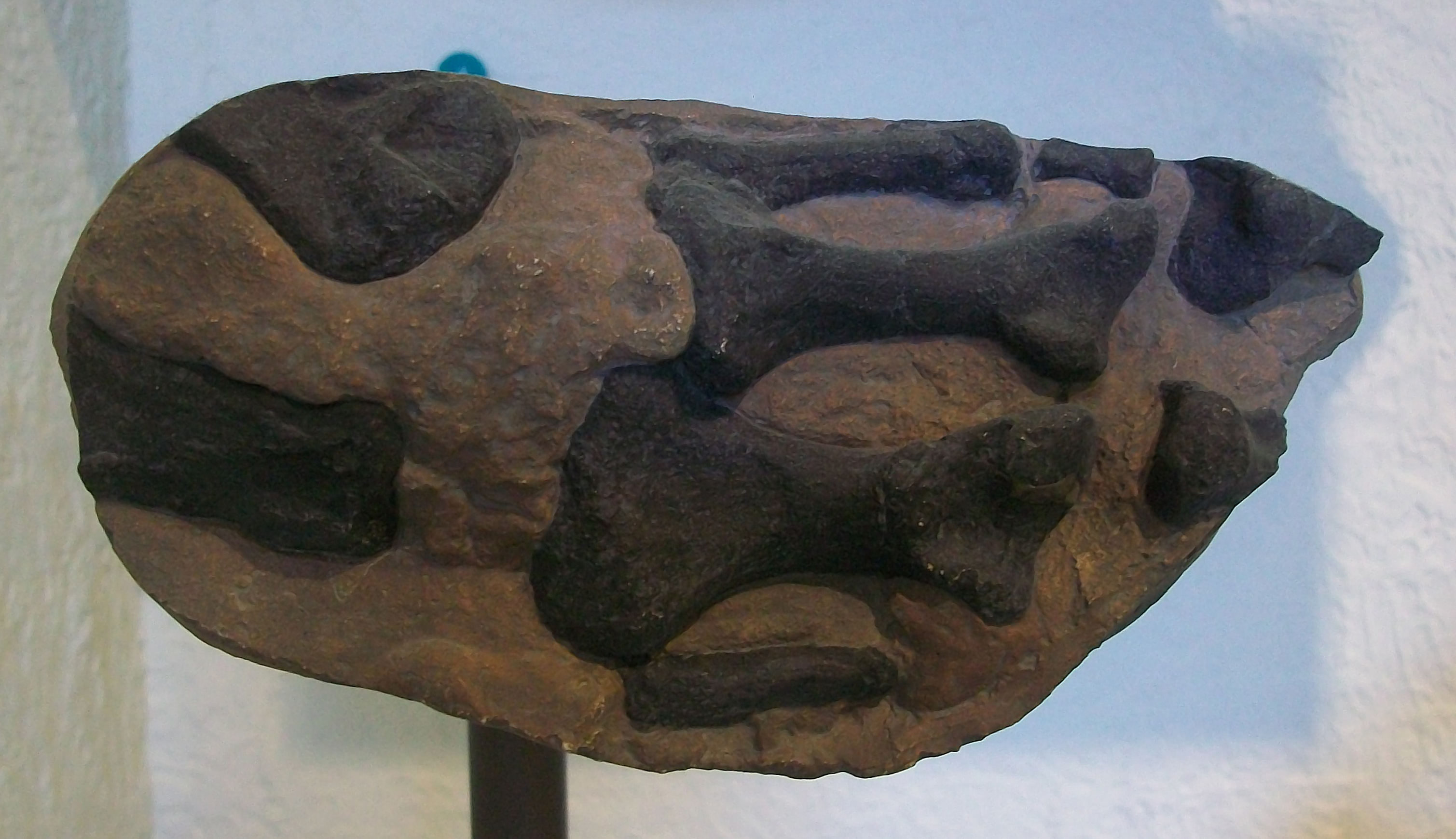
Een afgietsel van de linkerhand van het holotype zoals die gevonden werd; bij de preparatie werden de botten uit het gesteente gehaald. Nog voor het afgietsel gemaakt werd, gingen bij een mislukte preparatie de binnenzijde van het eerste middenhandsbeen en de onderzijde van het eerste kootje van de tweede vinger verloren

Er zijn vier middenhandsbeenderen. Daarvan zijn het tweede en derde het grootst. Het eerste en vierde middenhandsbeen zijn niet alleen kleiner, maar ook minder robuust. Ze zijn dus zowel korter als niet verbreed aan de uiteinden. Het eerste middenhandsbeen heeft een basale vorm: langer dan breed en met goed ontwikkelde onderste gewrichtsknobbels. Het heeft bovenaan een afgeschuind facet voor het contact met de verbreding van het tweede middenhandsbeen. Het facet is aan de buitenkant gelegen. Die benaming past de standaardoriëntatie toe. Daarbij is de laterale zijde naar het tweede middenhandsbeen gericht. Bij de werkelijke houding van de hand wees die zijde echter naar achteren. De werkelijke buitenzijde is die welke officieel de voorste heet. Die ligt tegenover wat in de gangbare terminologie de achterzijde heet. Dit vertegenwoordigt de palmzijde van de hand. Bij Ceratosaurus is die naar de romp gericht. De officiële binnenzijde is in feite naar voren gericht. Het facet is cirkelvormig. Het is iets verhoogd ten opzichte van de schacht. Het ligt ook iets naar 'voren' toe. Dat geldt vooral voor het achterdeel bij de pols. De achterrand van het facet loopt zo wat schuin. Het facet beslaat het bovenste derde deel van de schacht. Bij basale Tetanurae is dat typisch de helft. Het bovenvlak van het eerste middenhandsbeen is naar achteren verbreed. Die verbreding loopt onder een hoek van dertig graden over in de schacht. De verbreding naar voren is veel korter. De verbreding is het sterkst in de lengte van de buitenzijde van het vlak. Dat maakt dat het vlak naar binnen wat taps toeloopt. Volgens Gilmore geldt dat voor het bovenvlak als geheel. Sindsdien is het element beschadigd geraakt. Nu loopt althans de achterrand schuin af naar binnen. De schacht is veel smaller dan de uiteinden. De doorsnede ervan is rechthoekig. Voorkant, achterkant en buitenkant daarvan zijn hol gebogen. Onderaan zijn de gewrichtsknobbels overdwars platte schijven. Ze zijn onderling sterk asymmetrisch. De schijf aan de buitenzijde, dus de kant van het tweede middenhandsbeen, is het langst. Dit roteert het ondervlak naar binnen toe, naar de zijde van het lichaam. Gilmore begreep dit al. Dit doet de eerste vinger bij strekking afstaan van het vlak van de rest van de hand. De klauw van de vinger kan zo gebruikt worden als wapen. Bij Ceratosaurus is het echter de vraag of die klauw extra groot was. Het kleine eerste middenhandsbeen wijst daar niet op. De schacht van het eerste middenhandsbeen is ook niet naar het lichaam gedraaid. De buitenste knobbel is ook overdwars het breedst. In buitenaanzicht is de knobbel asymmetrisch. Het achterste deel is ruimer dan het voorste. Dat is echter alleen sterk ontwikkeld bij de linkerhand. De rechterhand toont dit veel minder. Het verschil kan een gevolg zijn van vervorming van het fossiel. Het kan ook een toevallige asymmetrie van het lichaam vertegenwoordigen. De binnenste knobbel is maar een lage richel. De knobbel heeft geen putjes voor het kapsel. De verbreding naar voor en achter is gering. De groeve tussen de onderste gewrichtsknobbels is vrij scherp. Hij loopt door naar de voorkant en achterkant. Naar voren loopt de groeve over in een vrij grote put voor het kapsel. De put heeft een ruw oppervlak. Hij wordt aan de zijde van de vinger begrensd door een naar voren uitstekende dwarsrichel. Aan de buitenzijde van het element bevindt zich een cirkelvormige kapselput. Die ligt op de middenlijn van die zijde. De knobbels zijn iets naar de palmzijde gedraaid.
Het tweede middenhandsbeen is het grootste bot van de hand. Het is aan beide uiteinden verbreed. Aan de zijde van de pols stulpt het zowel overdwars als van voor naar achter uit. Het midden van de schacht is sterk ingesnoerd. In dwarsdoorsnede is het cirkelvormig. De voorzijde van de schacht is licht bol. De achterzijde is hol. Bovenaan ligt daar een groeve voor de pees van de buigende spier. Onderaan is er een diepere trog voor het peeskapsel. Ertussen ligt een vlak stuk. De voorzijde van de bovenste verbreding heeft een ondiepe driehoekige uitholling met de punt naar beneden gericht. Aan de bovenkant van de uitholling bevinden zich korte lengtegroeven. De bovenrand heeft hier drie segmenten. Het binnenste en buitenste segment maken een hoek van vijftien graden met het bovenvlak. Het middelste stuk staat haaks op de schacht. De buitenzijde van de verbreding heeft een contactfacet met de binnenzijde van het derde middenhandsbeen. Ook dit is driehoekig van vorm. De punt ervan loopt naar beneden tot het midden van de schacht. De bovenzijde toont weer lengtegroeven. De bovenste hoeken zijn asymmetrisch. De voorste hoek is een hoge driehoek. De achterste hoek is een lage halve cirkel met opstaande randen. De palmzijde heeft bovenaan ook een driehoekige uitholling. Die dient als groeve voor de pees van de buigende spier. De breedte van de groeve beslaat bijna de hele achterzijde. Opnieuw zijn er bovenaan lengtegroeven. Aan de zijkanten wordt de groeve begrensd door lage richels. Onderaan loopt zij geleidelijk uit in de bolling van de schacht. Onderaan vormt de palmzijde een trapezium. Dit is verruwd. Het steekt naar achteren uit. Het beslaat ook weer de volle breedte. Het loopt door tot vlak boven de onderste gewrichtsknobbels. Daar eindigt het in een dwarsrichel. Aan de binnenzijde ligt bovenaan een rond contactfacet met het eerste middenhandsbeen. Het facet is licht hol gekromd. Het beslaat het bovenste derde deel van de schacht. In vooraanzicht staat het facet uit van de schacht. Het toont zich als een rechthoekige beenwal. De bovenrand van het facet bestaat uit twee symmetrische afgeronde richels. Ze zijn respectievelijk naar de voorzijde en de palmzijde gericht. Beide hebben een driehoekig profiel. De groeve tussen de onderste gewrichtsknobbels is maar ondiep. Boven de groeve ligt aan de voorkant een kleine deuk. Volgens Gilmore paste daar de bovenkant van de klauwbasis in bij strekking. De bovenkant is recht afgesneden. Het bovenvlak heeft een vierkant, iets trapeziumvormig, profiel. Het is licht bol. Het is langer aan de buitenzijde dan aan de binnenzijde. De randen aan voorzijde en buitenzijde zijn recht. Ze staan echter niet haaks op elkaar. Samen vormen ze een hoek van tachtig graden. Zo ontstaat een kleine scherpe punt. Die overlapt de voorste binnenrand van het derde middenhandsbeen. De binnenrand is licht bol. De achterrand is iets hol. Het bovenvlak is ruw, voor de aanhechting van een kraakbeenkap. Het ondervlak is schuin naar binnen gedraaid. Dat betekent dat ook de tweede vinger naar het lichaam gericht is. Het is sterk verbreed. De verbreding overdwars is echter minder dan bij het bovenvlak. Het ondervlak heeft twee gewrichtsknobbels. Ze worden gescheiden door een duidelijke trog. De knobbels op zich zijn in vooraanzicht vrij symmetrisch. De middelste knobbel is wel smaller overdwars. In zijaanzicht zijn ze halfcirkelvormig. De trog zet zich voort op de achterzijde en voorzijde. Daar vervloeit hij met het putje voor het kapsel. Het putje is ruw. Het wordt aan de zijkanten en de bovenkant begrensd door een opstaande beenlip. Het kapselputje aan de binnenzijde ligt iets naar voren ten opzichte van de schachtas. Het is veel kleiner dan dat van de buitenzijde. Dat is rond en ligt in het midden.
Het derde middenhandsbeen is het langste bot van de hand, hoewel het weinig scheelt. Het is in omvang wat kleiner dan het tweede. Het heeft wel dezelfde robuuste bouw, zij het in mindere mate. Gilmore zag tweede en derde middenhandsbeen als het 'dragende' deel van de hand. Het is natuurlijk de vraag of de korte voorpoten ooit enig gewicht droegen. Voor Gilmore was het iets natuurlijker om er zo over te denken omdat hij steeds van de 'voorvoet' sprak. De uiteinden zijn flink verbreed, vooral het bovenste. Bovenaan is er een rechthoekige verbreding overdwars en van voor naar achter. Het bovenste gewrichtsvlak toont een centrale uitholling. Die zou echter een artefact kunnen zijn van erosie. Er is namelijk alleen wat matrix te zien. Die zou een beschadiging in de top kunnen opvullen. Het bovenvlak heeft een driehoekig profiel. Op de voorkant bevindt zich aan de binnenste bovenkant een rechthoekige verheffing. Deze is verticaal kort en horizontaal breed. De binnenzijde is boven aan het voorste driekwart gevormd als een rond facet. Daarmee werd contact gemaakt met het tweede middenhandsbeen. Het facet is vlak en ruw. Het achterste kwart van de bovenste schacht vormt hier een gezwollen oppervlak. Dit steekt wat naar achteren uit. Het bovenste deel van de buitenzijde is gevormd als een tetraëder. De voorste vrije ribbe daarvan vervloeit als een lage richel naar beneden met de schacht. De richel loopt over de hele schachtlengte door. Evenwijdig loopt meer naar voren een tweede lage richel, op de hoek met het voorvlak. Ook die loopt helemaal naar onderen door. Beide richels zijn vrij scherp. De binnenzijde heeft een lage lengterichel op de bovenste helft. Die is afgerond met de dwarsdoorsnede van een halve cilinder. De lijnen van de binnenzijde en buitenzijde snijden elkaar naar voren toe. Dat maakt het voorvlak smaller. Het is licht bol gekromd. De bovenste verbreding is iets om de lengteas gewrongen. Van boven bezien is de verbreding met de klok mee geroteerd. De achterzijde steekt bovenaan dus wat schuin naar buiten. Het vormt daar een sterk uitgehold vlak. Dat loopt vrij ver naar beneden door. De holte schept een opstaande beenlip aan de buitenzijde. Die overkapt de zijde van het vierde middenhandsbeen. De holte vormt meer naar binnen een groeve. Die scheidt de tetraëder van de bolling aan de achterste binnenkant. De schacht is minder afgerond dan bij het tweede middenhandsbeen. Zij heeft in wezen wel een ronde doorsnede. De achterzijde is bol. Die bolling is overdwars asymmetrisch. Meer aan de binnenzijde bereikt zij de rand niet. Daardoor ontstaat een ondiepe lengtetrog. Die wordt begrensd door twee lage richels. De trog eindigt net boven de onderste gewrichtsknobbels. Het ondervlak is ook hier schuin naar binnen gedraaid. Het heeft een vierkant profiel. Het is licht gegroefd. Ook hier bevindt zich boven het vlak wat Gilmore een 'kleine deuk' noemde. Het vlak is iets van voor naar achteren afgerond. De onderste gewrichtsknobbels steken uit ten opzichte van de schacht. Beide knobbels hebben een cirkelvorm in zijaanzicht. Ze zijn sterk asymmetrisch. De buitenste knobbel steekt verder naar onderen uit. Hij is ook overdwars veel breder. De groeve die de knobbels scheidt loopt naar achteren door. Naar voren echter is de omvang beperkt. Daar is de groeve vervangen door de 'deuk'. In feite gaat het hier om de put van het gewrichtskapsel. Daaraan was het kapsel verankerd. De put is hoger dan breed. De bodem ervan is ruw. Dit zijn beide basale kenmerken. De diepte van de put is gering. Hij is omgeven door een beenrichel. Het kapsel was ook bevestigd aan de zijkanten van de gewrichtsknobbels. De middelste knobbel heeft daartoe een ondiepe groeve. De buitenste knobbel heeft een echte put. De omtrek daarvan is rond. De put beslaat zowat het hele zijvlak. Hij is iets naar voren geplaatst ten opzichte van de knobbel als geheel.
Het vierde middenhandsbeen is veel kleiner dan de eerste drie. Het is aanzienlijk slanker. De proporties zijn niet anders dan bij verwanten. Het is korter dan het tweede en derde middenhandsbeen. Het is langer dan het eerste middenhandsbeen. Dat is wel weer veel dikker. Volgens Gilmore was het vierde middenhandsbeen hard op weg te verdwijnen. Hij leefde echter in een tijd waarin de leeftijd van de Aarde ernstig onderschat werd. Heel de Jura zou hoogstens een half miljoen jaar geduurd hebben. Dat impliceerde een hoog evolutietempo. In feite duurde die periode een vijftig miljoen jaar. Het tempo kan dus een stuk lager liggen. Het is goed mogelijk dat de voorouders van Ceratosaurus al tientallen miljoenen jaren zo'n hand hadden. Het bovenvlak heeft het profiel van een komma. De binnenrand daarvan rijst wat omhoog. Zo wordt een afgeronde punt gevormd. De achterrand van het bovenvlak is diep hol naar voren toe. Dat schept lateraal weer een bolling. Die steekt naar achteren maar ook mediaal uit. Aan de andere kant van de holte ligt de afgeronde punt. De doorsnede overdwars daarvan is veel kleiner dan die van de laterale bolling. De laatste heeft in de buitenzijde een verticale groeve. De voorrand van het bovenvlak is bol. De bolling is het sterkst richting buitenzijde. De bovenkant heeft een klein raakvlak met het derde middenhandsbeen. Dat maakt het mogelijk de relatieve oriëntatie te bepalen. Het is ten opzichte van het andere middenhandsbeen iets naar buiten en achteren gedraaid. De bovenzijde is duidelijk van voor naar achter verbreed. Zij is daarin veel breder dan de schacht. De verbreding overdwars is echter gering. De schacht heeft een holle kromming aan de kant van het derde middenhandsbeen. Bovenaan is de dwarsdoorsnede driehoekig. Meer onderaan is die rond. De achterste bovenzijde toont ruwe groeven. Die kant raakt het derde middenhandsbeen. De bovenste zijkant heeft een ondiepe trog. Die diende vermoedelijk voor de geleiding van een de vinger buigende pees. De trog loopt niet ver naar onderen door. De onderzijde is maar licht verbreed. Ook de onderste gewrichtsknobbels zijn slechts zwak ontwikkeld. Eigenlijk is het onderste uiteinde een enkel vlak. Dit ondervlak is van voor naar achter afgerond. Het is slechts licht gegroefd. Het vormt zo een soort condyle. De binnenzijde daarvan is afgevlakt. Dat vlak rustte vermoedelijk tegen de buitenzijde van het derde middenhandsbeen. Het vlak heeft geen duidelijke kapselput. De buitenzijde van de condyle heeft echter wel zo'n put. Die is rond, groot en welgevormd. Dat is kennelijk het restant van de erin versmolten buitenste gewrichtsknobbel. Ondanks de reductie van de onderkant draagt het vierde middenhandsbeen nog een vinger.

###### Vingers

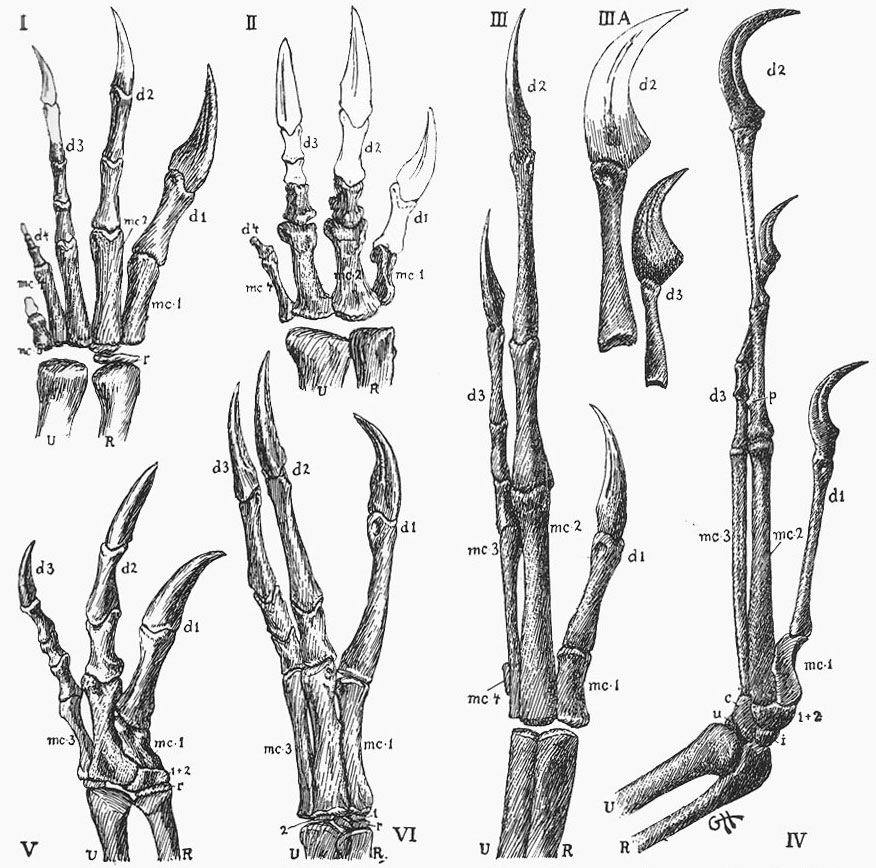
De hand van Ceratosaurus, II, vergeleken met die van andere dinosauriërs

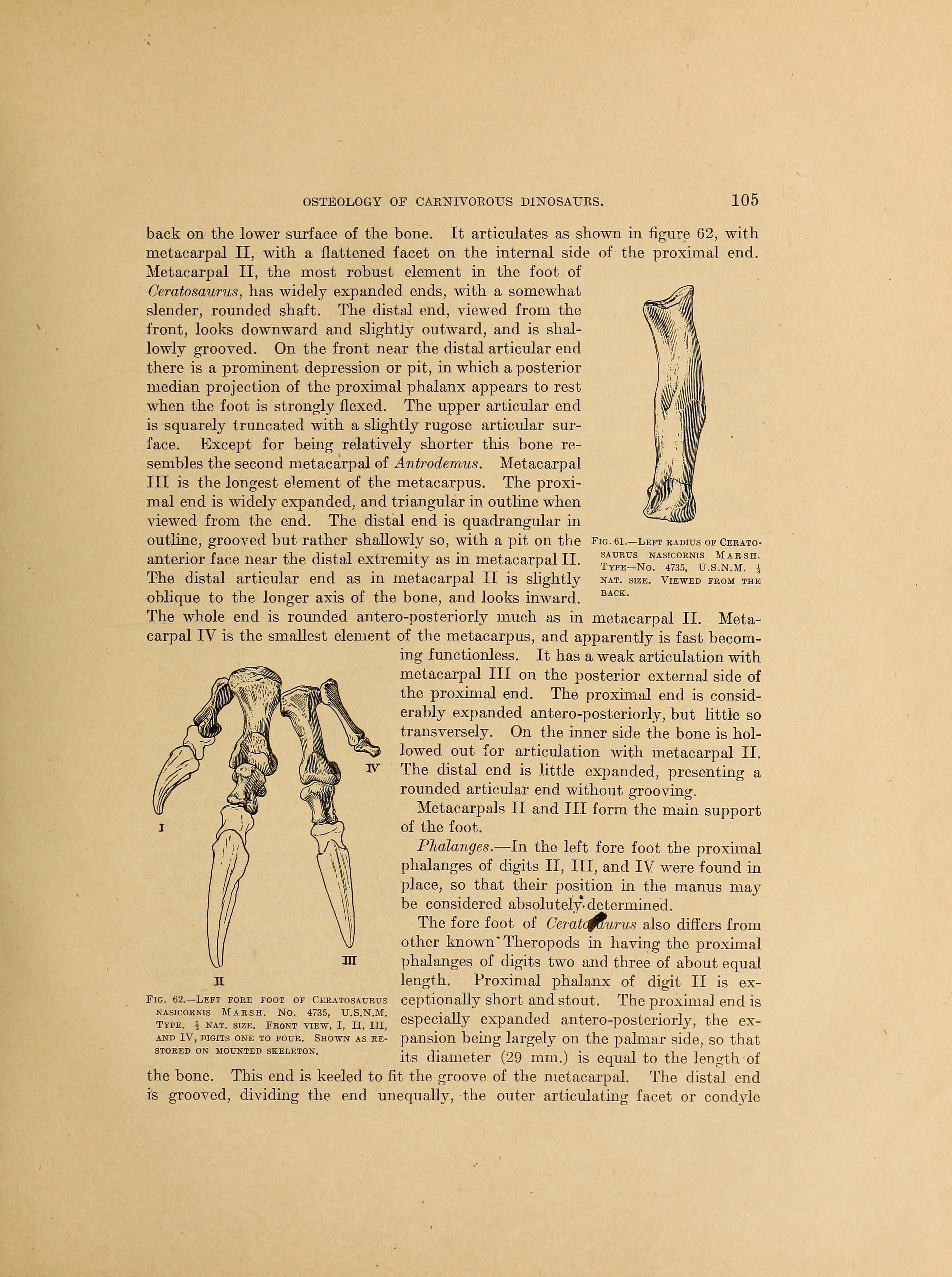
Vingers en spaakbeen

Bij het holotype was een aantal eerste kootjes van de vingers bewaard. Van de eerste vinger is niets over. Het functionele distale gewrichtsvlak van het eerste middenhandsbeen bewijst echter dat de vinger wel bestaan heeft. Het eerste kootje van de tweede vinger is een robuust element. Het is bovenaan breder dan de schacht lang is. Die verbreding is er vooral van voor naar achter. De verbreding naar voren is beperkt. Zij heeft de vorm van een zwelling. Ook de schacht iets eronder steekt bol uit. Meer naar de buitenzijde is er een ondiepe groeve. Vooral naar achter steekt een flinke beenlip uit. Die bevindt zich meer richting binnenzijde. Hij is vrij hoekig en vormt een verheven zone op het gewrichtsvlak. De lip maakt het mogelijk de vinger goed te krommen. Hij begrenst ook de binnenzijde van een groeve voor de pees van de krommende spier. Aan de buitenzijde is er een kleinere lip. Die heeft de vorm van een afgeronde uitstulping. Die is vooral naar buiten gericht, minder naar achteren. De bolling begrenst de achterkant van de ondiepe groeve op de buitenzijde. De voorkant wordt begrensd door de scherpe rand tussen buitenzijde en voorzijde. De peesgroeve op de achterzijde is smal en diep. Hij loopt naar boven toe uit tot over het gewrichtsvlak. Daarbij wordt hij steeds ondieper. Van voor naar achter is er een bolling op het gewrichtsvlak. Die past in de groeve in het middenhandsbeen. De voorkant van het bovenvlak vormt een bolle brede boog. De binnenrand is recht. Die is perfect mediaal gericht. De buitenrand is in twee facetten verdeeld. Het voorste daarvan wijst schuin naar voren. Dit facet is hol gekromd. Het achterste is wat naar achteren gericht. Het vormt een rechte lijn. Het bovenvlak zelf is hol. De holte beslaat het grootste deel van het gewricht. Hij is onderverdeeld in twee kleinere inzinkingen. Deze worden gescheiden door een lage richel. Die loopt van voor naar achter op een derde van de binnenzijde vandaan. De inzinkingen verschillen in grootte en diepte. De buitenste is kleiner en dieper. Beide uithollingen lopen door in de hoeken van het vlak. De schacht loopt naar onderen snel taps toe. De dwarsdoorsnede ervan is een vierkant. Achterzijde en binnenzijde zijn plat. De voorzijde is hol. De buitenzijde is geërodeerd. Dat maakt het onmogelijk de bolling te bepalen. De onderste buitenste gewrichtsknobbel is anderhalfmaal langer dan de binnenste. Die laatste is echter overdwars breder. De bouw doet de tweede vinger naar binnen richten, richting romp. Naast het holotype bewaart ook specimen UMNH 5278 een eerste kootje van de tweede vinger. Dit werd in 2000 door Madsen aangezien voor een teenkootje.
Het eerste kootje van de derde vinger is even groot als dat van de tweede. Het mist echter de lange beenlip. Wel is er vooraan op de rand een bollende verbreding. Die is halfcirkelvormig en op de middenlijn geplaatst. De verbreding was een aanhechting voor de pees van de strekkende spier. Eronder is de schacht overigens niet bijzonder bol. Dit stuk is van de rand af bedekt met ondiepe verticale evenwijdige groeven. Onderaan toont de voorkant een kleine, maar diepe groeve voor de pees. De groeve ligt iets aan de buitenzijde van de verticale middenlijn. Zij eindigt iets boven de gewrichtsknobbels. De schacht wordt overdwars snel smaller dan het bovenvlak. De binnenzijde heeft bovenaan een sterke verbreding naar achteren. Dit is de aanhechting voor de pees van de krommende spier. De verbreding steekt naar boven uit, richting middenhand. Op de binnenkant van dit uitsteeksel bevindt zich een smalle diepe groeve richting schacht. Ervoor ligt een kleine piramidevormige uitstulping. Die bevindt zich ter hoogte van de achterrand van de schacht. Het uitsteeksel wijst richting tweede vinger. Ook de achterste buitenzijde heeft een verbreding. Die is veel smaller. Beide verbredingen zijn aan de achterzijde plat. Tussen beide uitstulpingen bevindt zich een diepe peesgroeve. Die loopt niet door over de achterzijde. Op de binnenzijde is ook de bovenste voorkant flink verbreed. De schacht heeft een rechthoekige dwarsdoorsnede. De breedte overdwars is daarbij groter dan die van voor naar achter. De binnenzijde van de schacht is glad. De achterzijde is plat. De bovenste buitenzijde toont een verheven facet. Dit is plat, driehoekig en naar buiten gericht. Over het midden van de buitenzijde loopt een ondiepe lengtegroeve naar beneden. Die eindigt net boven de buitenste gewrichtsknobbel. Bij het overeenkomende kootje van de linkerhand is deze groeve slechter ontwikkeld. Ook dit kootje heeft asymmetrische onderste gewrichtsknobbels. Verticaal is de buitenste langer dan de binnenste. Dat richt ook de derde vinger naar binnen. Deze knobbel eindigt in een kegelvorm. Horizontaal is de binnenste tweemaal breder. De knobbels worden gescheiden door een brede groeve. Deze zet zich door over het voorvlak. De binnenste knobbel heeft een rond profiel. Het mist een putje voor het gewrichtskapsel. De buitenste knobbel heeft wel zo'n putje. Dat is iets naar voren geplaatst. De knobbel is schijfvormig in buitenaanzicht. Het putje is overeenkomstig groot en rond. Het gewrichtsvlak met het derde middenhandsbeen is van boven bezien min of meer vijfhoekig. De voorkant vormt daarbij een punt. De voorste binnenhoek vormt een kleine uitstekende punt. De achterrand wordt ingekeept door de peesgroeve van de krommende spier. De inkeping ligt duidelijk meer aan de buitenzijde. Het bovenvlak is zwak hol gekromd. Alleen aan de uiterste binnenkant is het vlak licht bol.
Het eerste kootje van de vierde vinger is veel kleiner. Bovenaan is het maar weinig verbreed. De verbreding is overdwars en naar voren toe. Naar voren en naar het midden is de verbreding het sterkst. De schacht heeft een ronde dwarsdoorsnede. Het bovenvlak heeft een lichte uitholling. De mate daarvan is slecht vaststelbaar wegens het contact met het vierde middenhandsbeen. De onderzijde is nog smaller. Het element loopt dus taps toe. Echte gewrichtsknobbels ontbreken. Er is slechts een ondiepe groeve in het ondervlak. Het ondervlak is recht afgesneden. Deze vinger was dus niet naar binnen gericht. In 2016 werd dit uiteinde omschreven als een enkelvoudige condyle. Volgens Gilmore was het maar de vraag of er meer kootjes in de vinger waren. Volgens hem was er hoogstens nog een stompje aanwezig. In ieder geval zou er geen vinger van drie kootjes aanwezig zijn zoals Marsh nog geïllustreerd had. Eigenlijk geloofde hij dus meer in de formule 2-3-4-1-0. De studie uit 2016 ging echter uit van een tweede kootje. Dat zou dan over de condyle kunnen hebben gedraaid. Het had dan vermoedelijk niet de vorm van een klauw. Van geen enkele dinosauriër zijn echte klauwen op de vierde of vijfde positie bekend. Soms is er een soort afgeknotte kegel van schubben aanwezig. De algehele reductie van de voorpoot maakte de hand kwetsbaar. De massa van de romp dreigde die af te rukken bij botsingen. Een reductie van de vierde vinger verminderde het risico op gevaarlijke schade. Een verdere bescherming bood een hoornkegel. De formule was dan 2-3-4-2-0
De studie uit 2016 concludeerde dat de bouw van de onderarm en de middenhand tamelijk basaal is, gelijkend op oudere soorten als Eoabelisaurus, Dilophosaurus en Berberosaurus, maar dat de hand wel het afgeleide kenmerk bezit van korte bovenste vingerkootjes. Ondanks deze gedeeltelijke reductie zou de hand een grijpende functie hebben behouden. Het holotype leverde in deze studie (Carrano & Choiniere, 2016) belangrijke nieuwe inzichten op in de morfologie van Ceratosaurus in relatie tot de evolutie van de voorarm van niet-aviale Theropoda. Niet-aviale theropoden zijn de uitgestorven voorlopers van de levende vogels. De ellepijp en het spaakbeen tonen opvallende gelijkenissen met die van Eoabelisaurus en Dilophosaurus, maar missen dan weer kenmerken van afgeleide Abelisauroidea.

##### Achterste ledematen

###### Bekken

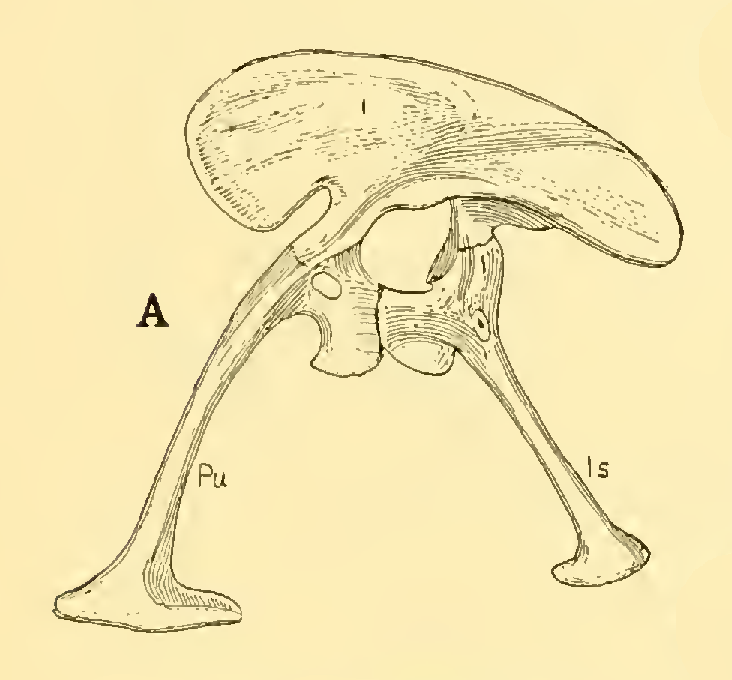
Diagram van het bekken

De beenderen van het bekken, de gepaarde darmbeenderen, schaambeenderen en zitbeenderen, zijn bij het holotype hecht vergroeid. Marsh kon zo met zekerheid de identiteit van deze elementen vaststellen. Tot 1884 was het bekken van grote theropoden namelijk vaak niet goed beschreven geweest. Omdat de schaambeenderen en zitbeenderen van theropoden veel langer zijn dan bij huidige reptielen, werden ze aangezien voor heel andere botten. Marsh gaf een hele opsomming van wat er in het verleden mis was gegaan. De darmbeenderen werden voor ravenbeksbeenderen uit de schouder aangezien. Ook werden ze soms omgedraaid gereconstrueerd. Schaambeen en zitbeen werden verwisseld. Soms werd gedacht dat de schaambeenderen geen deel uitmaakten van het bekken.

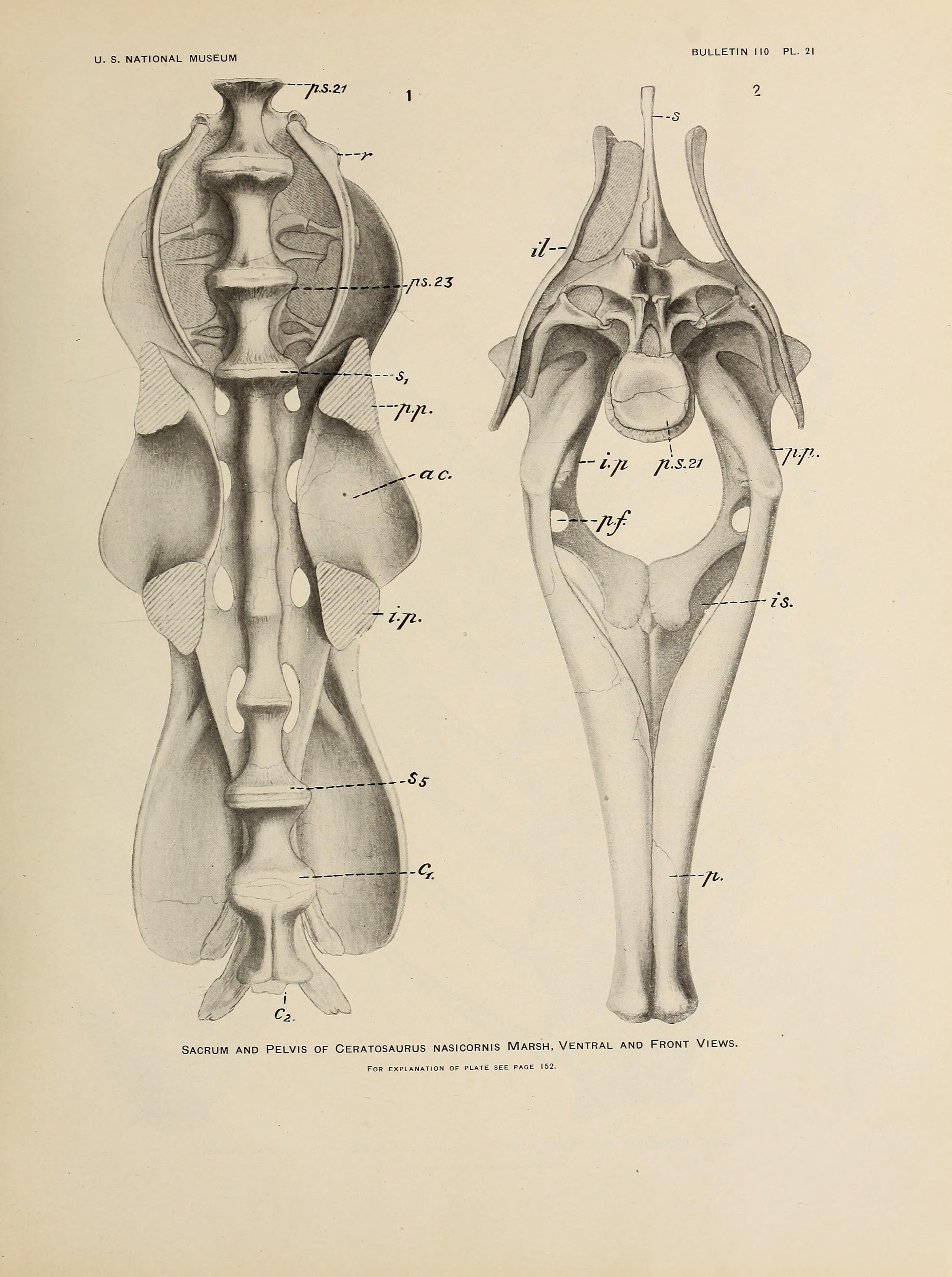
Het bekken van onderen en van voren bezien

Nog in 1920 vond Gilmore het bekken het meest gave dat van theropoden bekend was. De versmelting zag hij niet als een onderscheidend kenmerk. Hij vermoedde dat het een gevolg was van de hoge individuele leeftijd van het holotype. Eenzelfde verschijnsel had hij waargenomen bij een Diplodocus in het Carnegie Museum. Het viel hem op dat het bekkenkanaal van theropoden smaller was dan dat van plantenetende dinosauriërs. Indertijd werd wel geopperd dat theropoden levendbarend waren. Later zou dat ook van sauropoden gedacht worden. Daar was dan juist het brede kanaal een argument. Er zou dan een volgroeider jong door kunnen. Gilmore bedacht echter dat voor een gegeven grootte van het jong, het ei altijd nog breder zou zijn. Levendbarendheid zou dus een oplossing kunnen zijn voor een smal geboortekanaal. Later werd duidelijk dat alle theropoden eieren legden. Die waren bij grote soorten cilindervormig. De geringe diameter overdwars vergde slechts een nauwe ruimte tussen zitbeen en staart.
De darmbeenderen vormen het bovenste deel van het bekken. Ze omklemmen het heiligbeen. Via de sacrale ribben worden de reactiekrachten opgewekt door de lopende achterpoten van de darmbeenderen overgedragen aan de wervelkolom. Het darmbeen vormt daartoe het bovenste deel van het heupgewricht. Het darmbeen heeft grotendeels de vorm van een plaat. Daaraan zijn spieren bevestigd die de achterpoot bewegen. Sommige daarvan lopen naar het dijbeen, andere naar het onderbeen. De voorzijde van het darmbeen draagt spiergroepen die gespiegeld zijn ten opzichte van de achterzijde. De verticale hoogte van het darmbeen weerspiegelt de dikte van de spierlagen. Het viel Gilmore op dat die hoogte een derde minder was dan bij Allosaurus. Verder was de inkeping tussen voorblad en aanhangsel voor het schaambeen veel smaller dan bij die soort. Bij het holotype zijn de voorkanten en achterkanten van de darmbeenderen beschadigd. Marsh restaureerde die in zijn afbeelding afgerond. Gilmore vermoedde echter dat het voorblad recht afgesneden was. De darmbeenderen raken elkaar bovenaan niet op de middenlijn. Er blijft een afstand bestaan van vijf tot zes centimeter. De afstand is vooraan en achteraan groter. Het blad is dus hol gekromd. De bovenrand is wat naar binnen gekruld. Achteraan is die krulling het sterkst. De doornuitsteeksels van het heiligbeen steken over de volle lengte boven de darmbeenderen uit. Boven het heupgewricht kromt het blad naar buiten. Het vormt daar een soort afdakje. De rand daarvan is scherp. Dit diende om de opwaartse kracht uitgeoefend door de achterpoot op te vangen. Het bovenvlak van het dijbeen is de grote trochanter. Daarom wordt zo'n afdakje wel de antitrochanter genoemd. De structuur gaat bij theropoden naar boven over in de crista supracetabularis. Op de binnenkant van het achterblad loopt een richel schuin naar boven. Die is verbonden met de sacrale ribben.

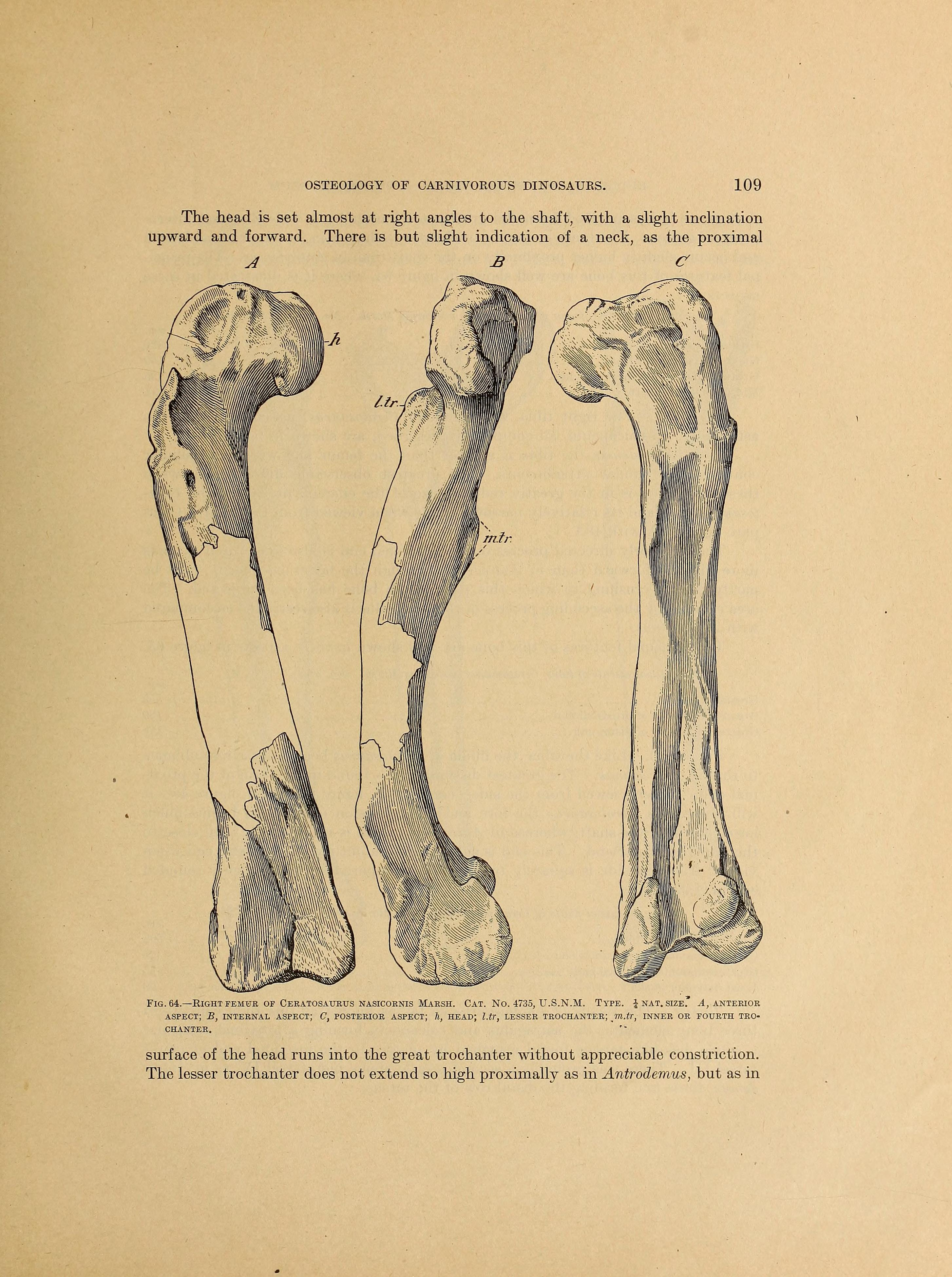
Het rechterdijbeen

De zitbeenderen zijn vrij slank. Ze steken schuin naar achteren en onderen. Ze zijn aan hun achterste uiteinden vergroeid. Boven die vergroeiing raken de schachten elkaar volgens Marsh over de onderste helft. Gilmore had het in 1920 over de onderste driekwart. Het raakvlak met het schaambeen is relatief hoog. Een processus obturatorius ontbreekt. Dat is een uitsteeksel op de voorrand dat veel bij Tetanurae voorkomt. De gepaarde hoofdlichamen van de zitbeenderen buigen onderaan naar elkaar toe. Zo sluiten ze het bekkenkanaal van onderen af. Het uiteinde eindigt in een kleine 'voet'. Daarvan steekt vooral de voorste punt uit. De vorm die Marsh aangeeft is echter niet bij het holotype aanwezig. Het merendeel van de voeten was daar al begin twintigste eeuw verdwenen. Misschien dat het aangetroffen materiaal completer was. 

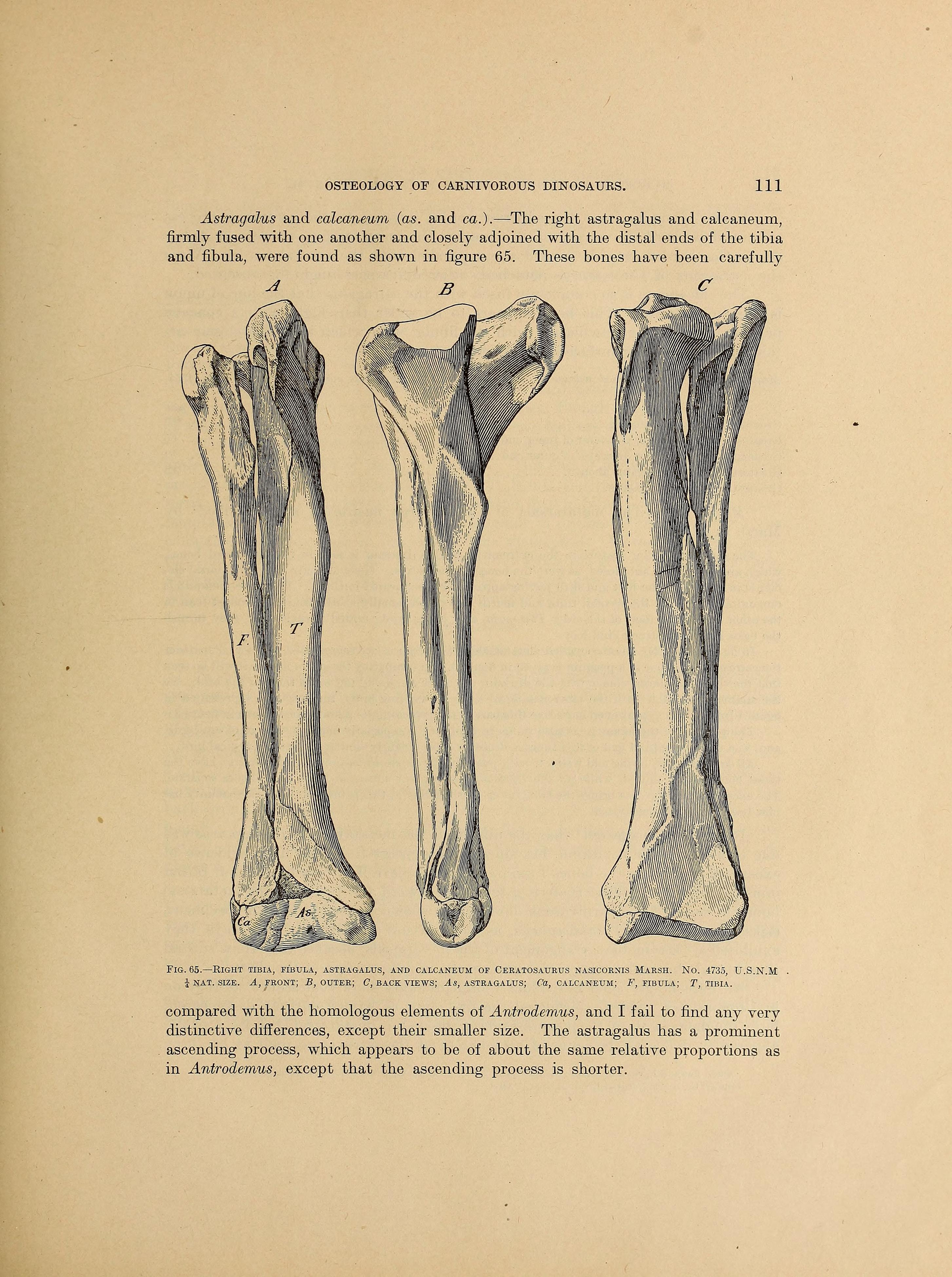
Het rechteronderbeen

De schaambeenderen eindigen onderaan ook in een voet die een stuk groter is. Marsh suggereerde dat daarop gezeten werd. Het dier rustte dan op het bekken terwijl de romp horizontaal gehouden werd. De voeten stonden zo naast de heupen op de grond. Ceratosaurus kon op deze wijze een laag profiel houden en toch in één beweging opstaan. Volgens Marsh lag het dier zo in een hinderlaag om een prooi op te wachten. Paul heeft later de zittende functie van de 'voet' bevestigd. Het hoofdlichaam van het schaambeen wordt doorboord door een ovaal foramen obturatum. Hieronder bevindt zich een diepe inham tussen schacht en hoofdlichaam. In 2000 zag Stephen Brusatte dit als een autapomorfie. Het foramen is aan de onderkant gesloten. Het loopt dus niet door tot in de inham. Het raakvlak met het zitbeen is hoog. De gepaarde schachten van de schaambeenderen krommen naar elkaar toe. Gilmore viel op dat ze daarbij wel een V-vorm in vooraanzicht handhaven. De meeste grote theropoden hebben een Y-vorm. De schachten zijn bij theropoden vaak verbonden via een beenschort. Volgens Gilmore was het holotype te zwaar gerestaureerd om de omvang daarvan te bepalen. Wel meende hij waar te nemen dat een foramen direct boven de symfyse ontbrak. De onderste uiteinden ontbreken bij het holotype. Het is dus niet duidelijk wat de vorm en omvang waren van de 'voeten'. Bij het holotype werden ze gereconstrueerd met Allosaurus als model. De tekening bij Marsh wijkt daar weer iets van af. Gilmore kon in 1920 niet meer bepalen of dat wellicht gebaseerd was op waarneming in het veld van nog onbeschadigde uiteinden.

###### Achterpoten

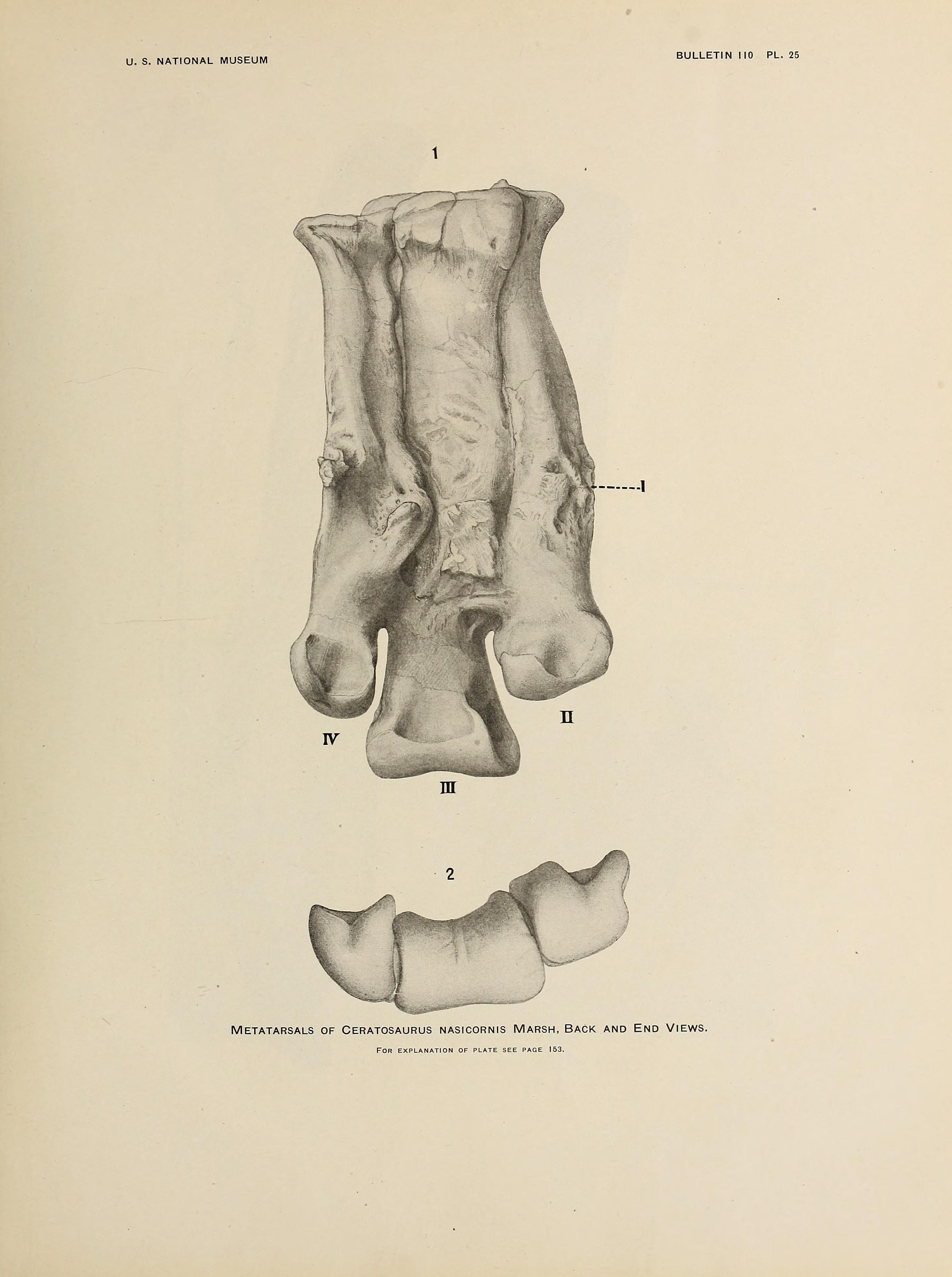
De achterkant en onderkant van de middenvoetsbeenderen

Het dijbeen is gekromd als bij de meeste grote theropoden. De schacht is bol naar voren gekromd. In achteraanzicht is het profiel golvend. De bovenzijde kromt naar binnen. De schacht daaronder is in achteraanzicht recht. De onderzijde kromt naar buiten. Het dijbeen is langer dan het scheenbeen. Dat duidt erop dat Ceratosaurus niet sterk gespecialiseerd was in het rennen. De nek van het dijbeen is vrij kort. Er is vrijwel geen insnoering. De kop staat min of meer haaks op de schacht. Hij is iets naar voren en boven gericht. De trochanter minor is relatief klein en laag. Deze beenstijl was wellicht verbonden met de musculus iliacus. Hij was van de trochanter major gescheiden door een schuine kloof. De trochanter minor steekt daar nauwelijks boven uit. De vierde trochanter is kort. Dit is een uitsteeksel aan de binnenste achterrand. Het diende als aanhechting voor een staartspier, de musculus caudofemoralis longus. Deze retractorspier trok het dijbeen naar achter. De korte vierde trochanter, vergeleken met Allosaurus, kan duiden op een lagere maximumsnelheid. Het kan echter ook samenhangen met het lagere absolute gewicht. Dat wordt bevestigd door de relatief hoge positie. De hoge aanhechting van de pees zou het mogelijk gemaakt hebben de achterpoot in een snelle frequentie te bewegen.

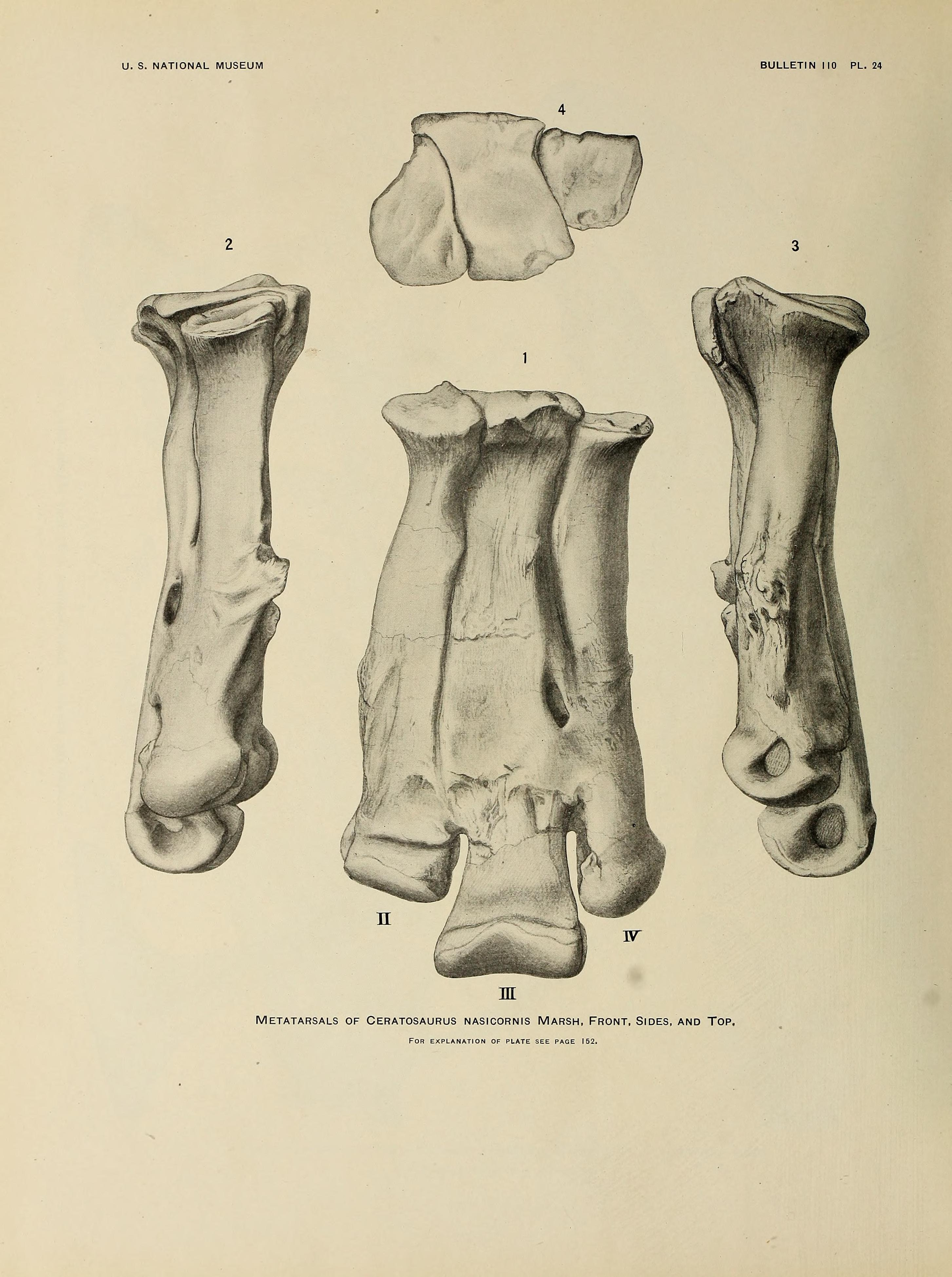
De middenvoetsbeenderen

Bij het scheenbeen is het bovenvlak halvemaanvormig. Het heeft achteraan twee lobben. De binnenste lob is de grootste. Eronder loopt een diepe trog naar beneden. Die trog wordt ten dele overkapt door de richel van de crista fibularis. Vooraan dat bovenvlak steekt de crista cnemialis recht naar voren uit. Die kam is echter naar onder over de schacht maar matig ontwikkeld. Voor onderaan is het aanhechtingsvlak voor de opgaande tak van het sprongbeen kort. De hoogte bedraagt ongeveer de helft van de breedte van de schacht. Het vormt wel een diepe uitholling. Het vlak helt dertig graden naar binnen. De binnenrand is tamelijk recht. De buitenste onderste gewrichtsknobbel steekt verder naar onderen uit. 
Het kuitbeen loopt naar beneden niet sterk taps toe. De onderkant is vierkant afgeschuind, niet afgerond. De enkelbeenderen omvatten twee bovenste botten: het sprongbeen en het hielbeen. Daarmee is het scheenbeen vergroeid. Zo'n gezamenlijk element wordt een tibiotarsus genoemd. Er was vermoedelijk ook een onderste reeks tarsalia. Die hadden bij theropoden de vorm van kleine beenschijfjes. Boven het derde rechtermiddenvoetsbeen is zo'n schijfje aangetroffen. Dat zou dus het derde tarsale kunnen zijn. Gilmore vermoedde dat oorspronkelijk ook een vierde tarsale aanwezig geweest was.
Het sprongbeen en hielbeen zijn hecht vergroeid. De beenderen zijn zo sterk versmolten dat zelfs geen beennaad zichtbaar is. Samen vormen ze een halve cilinder. De opgaande tak van het sprongbeen is kort vergeleken met Allosaurus. Het bovenvlak van deze tak loopt naar achteren naar beneden af. Bij Allosaurus loopt dit vlak evenwijdig aan het ondervlak. De achterrand is hol. De bovenrand is stomp. Het hielbeen ligt naast het sprongbeen, aan de buitenzijde. Het fungeerde niet als een hiel bij de mens. Het was niet verbonden met de voet. Het vormde met het sprongbeen het bovenste gewrichtsvlak van de enkel. Het hielbeen is balkvormig. Het is hoger dan breed. Bovenop heeft het een holte waar het ondereinde van het kuitbeen in paste. Deze depressie is driehoekig van profiel. Een andere uitholling bevindt zich aan de buitenzijde.
De middenvoetsbeenderen zijn over de volle lengte vergroeid tot een metatarsus. Het viel Marsh al op hoe sterk deze toestand leek op die van de vogels. Hij zag dat als een teken van een nauwe verwantschap. Onderzoekers die het daar niet mee eens waren, verklaarden de vergroeiing als een pathologie. Gilmore was het in 1920 duidelijk dat een hechte verbinding de normale toestand is bij theropoden. De versmelting bij het holotype zou het gevolg kunnen zijn van een hoge individuele ouderdom. Marsh nam waar dat het vijfde middenvoetsbeen geheel gereduceerd was. Hij meende dat ook een eerste middenvoetsbeen bij de soort ontbrak. Gilmore zag er echter een aanhechtingsvlak voor op het tweede middenvoetsbeen. Van daar af stak het eerste middenvoetsbeen vermoedelijk wat naar bezijden. Het derde middenvoetsbeen is het centrale bot in de dragende middenvoet. Het bovenvlak ervan is achteraan/onderaan het breedst. Bij Allosaurus is dat andersom.

### Osteodermen

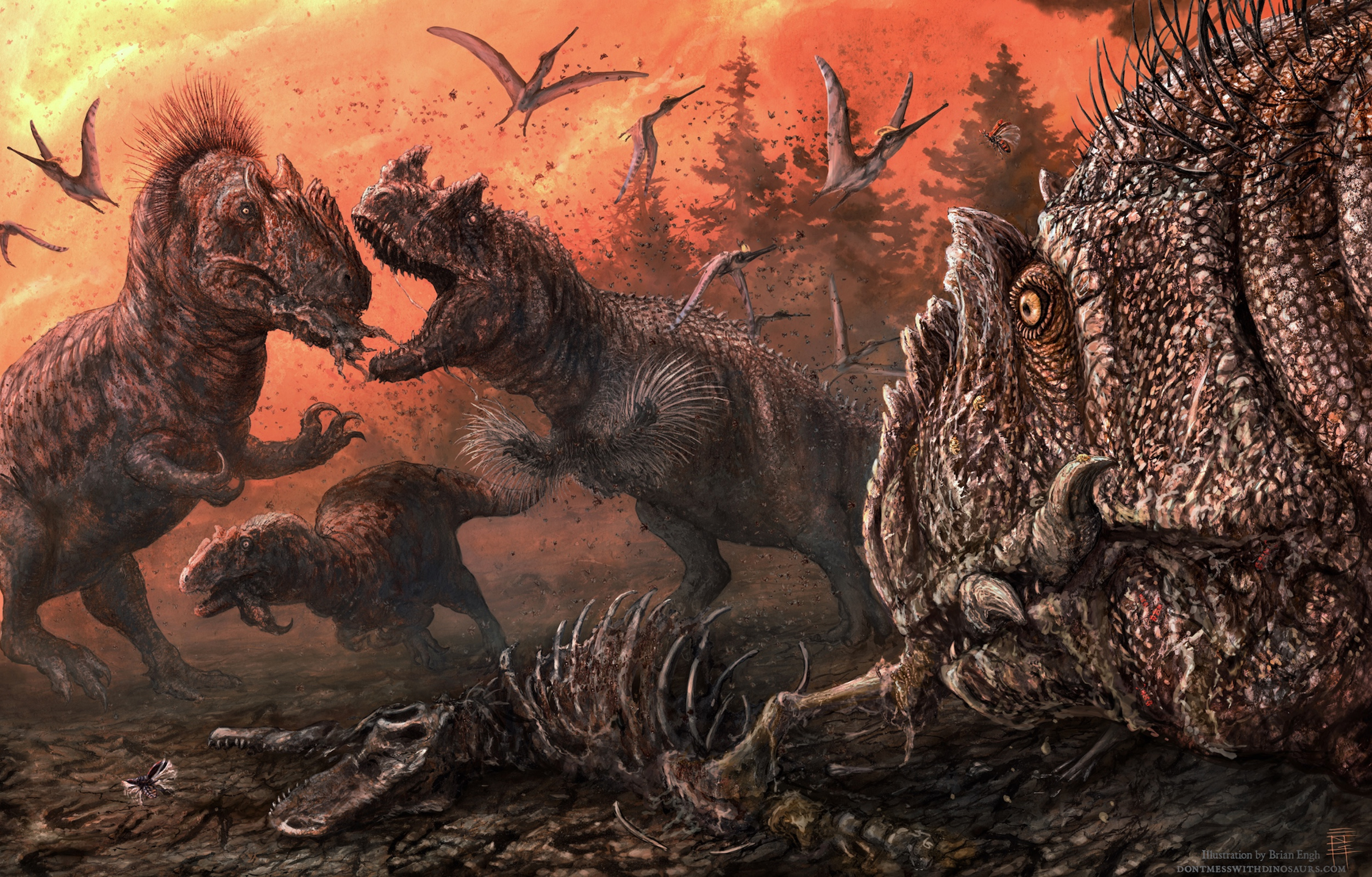
De lichaamsbedekking van Ceratosaurus wordt soms fantasierijk afgebeeld zoals hier bij een exemplaar in gevecht met een allosaurus

Over de rugkam loopt een rij beenplaatjes. Die waren in het Smithsonian in de opstelling meegenomen door ze half in het gips te verzinken. Voor Marsh was het de eerste keer dat hij een theropode tegenkwam met osteodermen. Ook daarna zouden die niet aangetroffen worden zodat Ceratosaurus hierin voorlopig uniek blijft. Een rij met verbeende platen op de middenlijn van de rug was vermoedelijk oorspronkelijk voor de Archosauria en is binnen de Dinosauria ook bekend van de Thyreophora. In beginsel is het mogelijk dat Ceratosaurus een tak vertegenwoordigt die de osteodermen onafgebroken bezat, geërfd van een basale archosaurische voorouder, maar dat is onwaarschijnlijk. Het kan zijn dat Ceratosaurus, of een meer directe voorouder, de osteodermen opnieuw heeft ontwikkeld. Een andere mogelijkheid is dat theropoden een rij hoornstructuren droegen op de middenlijn die alleen bij Ceratosaurus is verbeend. Volgens Marsh bestonden de beenplaatjes uit verbeend kraakbeen. Tegenwoordig worden osteodermen meestal gezien als verbeende diepere huidlagen.

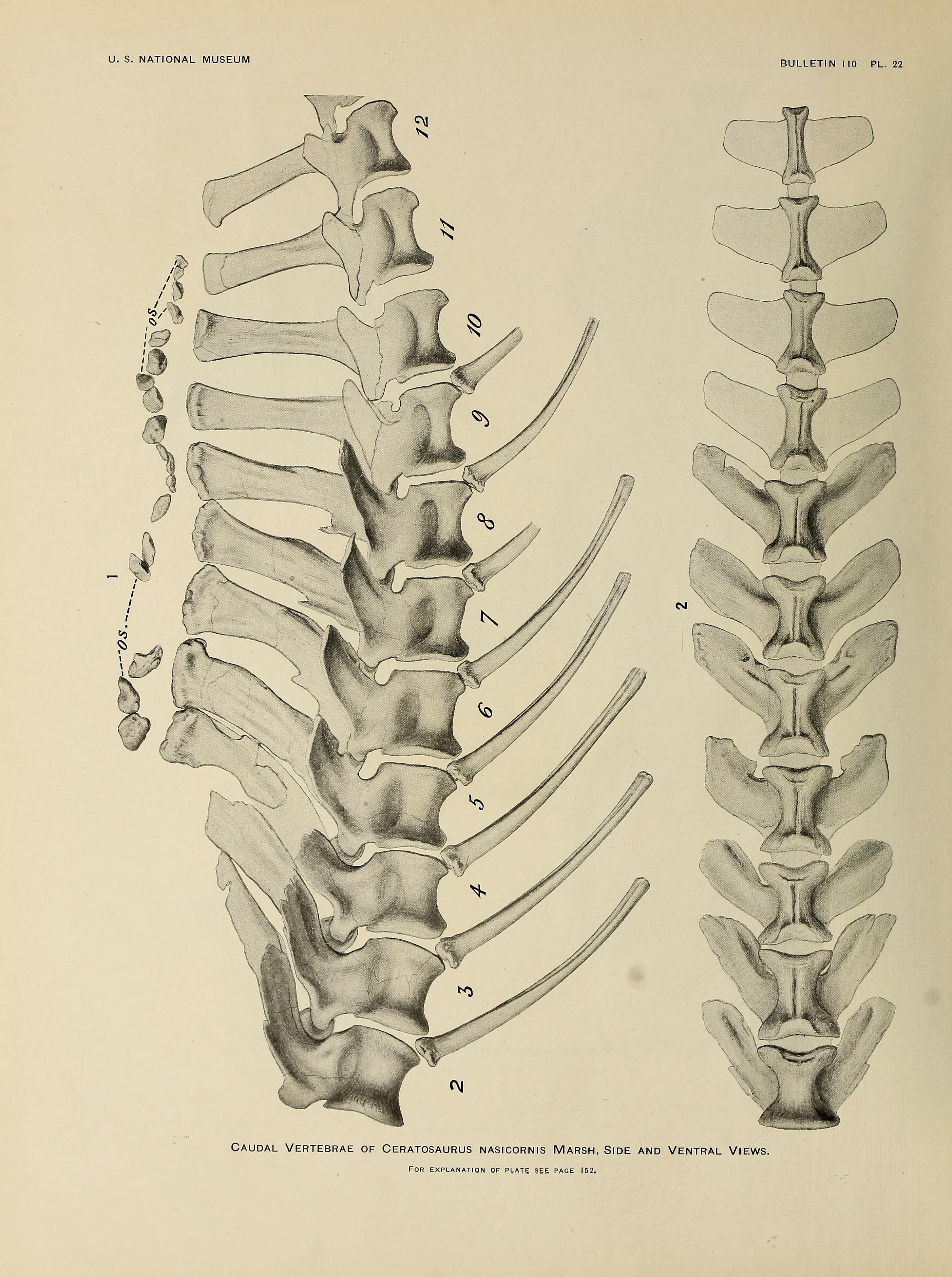
De staartbasis met daarboven de osteodermen

De osteodermen zijn in het omringende gesteente aangetroffen in hun oorspronkelijke positie boven de wervelkolom. Ze lagen boven de vierde en vijfde halswervel en de vierde tot en met tiende staartwervel. Gilmore nam aan dat ze tussen de nek en staart doorliepen, een continue reeks vormend van de achterkant van de schedel af, en zich wellicht over het grootste deel van de staartlengte voortzetten. Bij de halswervels werden de osteodermen direct op de doornuitsteeksels liggend gevonden. Vermoedelijk waren ze naar die positie afgezakt. Bij de staart bevinden ze zich namelijk vijfentwintig tot achtendertig millimeter boven de doornuitsteeksels. Volgens Gilmore vertegenwoordigde dit de dikte van de tussenliggende huid en spierlagen.
Bij de nek lijkt het erop of met iedere wervel één osteoderm overeenkwam. Bij de staart is dat minder duidelijk. Daar liggen boven zeven wervels een vijftiental onregelmatige langwerpige kleine brokken been. Het kan zijn dat dit de restanten vormen van grotere osteodermen. Daar wijst namelijk de bouw van de osteodermen boven de nek op. Die hebben de vorm van een kleine beenlap waarvan de zijden zijwaarts van het doornuitsteeksel afhangen. In het midden vormt zich zo een lage afgeronde richel in de lengterichting. Het kan zijn dat die als basis fungeerde voor een hoge hoornstructuur. De afplatting wijst echter eerder op een beschermende functie door het zijwaarts afbuigen van een beet als het dier aangevallen werd. Ook zo'n afgeplatte schub zou vermoedelijk bedekt zijn geweest door een dikke hoornlaag.
Naast de beenplaten op de rug is ook een osteoderm die wellicht een ander deel van het lichaam beschermde gevonden. De pantserplaat werd in het omringende gesteente aangetroffen, maar Gilmore kon in 1920 al niet meer bepalen wat de oorspronkelijke positie geweest was. Het gaat om een min of meer rechthoekige plaat, zeven centimeter lang en achtenvijftig millimeter breed. De plaat is licht overdwars hol gebogen, waarbij aangenomen wordt dat de holle zijde de onderkant vertegenwoordigt. Dat wijst erop dat zij in de lengterichting van een lichaamsdeel lag. Dat kan op de bovenkant van de romp of staartbasis geweest zijn zodat de positie horizontaal was. Het is ook mogelijk dat de positie verticaal was op het dijbeen. De onderkant van de plaat is tamelijk glad, de bovenkant ruwer. De verruwing van de bovenkant diende vermoedelijk voor de verankering van een dikke hoornlaag. De onderkant toont in het midden een lage zwelling in de lengterichting. De bovenkant toont echter geen enkele speciale ornamentering buiten het verruwd zijn. Dat is eigenaardig omdat grote osteodermen aan de buitenkant meestal een verhoging, stekel of kiel hebben. De plaatvormige osteoderm suggereert dat een groot deel van het lichaam bepantserd was. Het is echter ook geopperd dat de osteoderm helemaal niet van Ceratosaurus afkomstig is. Het skelet werd namelijk vlak naast dat van Stegosaurus gevonden. Pantserplaten zou men eerder van deze thyreofoor verwachten. Daartegen spreekt dat zulke pantserplaten niet van andere Stegosauria bekend zijn.
Naast die van het holotype zijn nog andere osteodermen aan Ceratosaurus toegeschreven. Die toeschrijving is niet helemaal zeker. Ze zijn meestal niet in verband gevonden met skeletelementen. Een uitzondering is een reeks, in 1920 door Gilmore gemeld, die boven de voorste wervels van USNM 4735 lag. Ceratosaurus is echter een plausibele herkomst. Ze verschillen van de pantserplaten van Thyreophora. Het zijn beenlappen. Bovenop is er een dikke richel in de lengterichting. Die is overdwars afgerond. Ze lijken dus op de structuren die bij het holotype in lengterichting op het midden van de rug liggen. Hun botstructuur is poreus. Sommige osteodermen hebben een inventarisnummer: UUVP 25, 93, 102, 113, 208, 236, 351, 361, 367, 469 en 507. Deze groep werd binnen een straal van vijf meter gevonden van ceratosaurusbotten. Ze stammen uit de Cleveland-Lloyd Dinosaur Quarry.

## Fylogenie
Marsh plaatste Ceratosaurus in 1884 in een eigen Ceratosauridae en zelfs in een eigen orde Ceratosauria, mede vanwege de afwijkende amficoele halswervels. Deze indeling werd eerst echter niet algemeen aanvaard. De algemene kennis over theropoden was in die tijd te gering om het belang van zo'n kenmerk correct in te schatten. Marsh's grote rivaal Edward Drinker Cope wilde in 1885 nog wel meegaan in een Ceratosauridae, maar bevestigde geen Ceratosauria. Eenzelfde positie nam dat jaar Louis Dollo in: het was een ceratosauride, maar viel verder niet te determineren dan als Theropoda. Andere paleontologen zagen Ceratosaurus niet als wezenlijk verschillend van andere grote theropoden en Marsh's medewerker Georg Baur zette het dier in 1891 dan ook in de gebruikelijke verzamelbak voor zulke vormen: de Megalosauridae. In 1893 maakte Richard Lydekker van C. nasicornis een Megalosaurus nasicornis, dus zelfs de geldigheid van het geslacht Ceratosaurus ontkennend. Niet iedereen ging in deze trend mee: in 1896 bijvoorbeeld erkende Charles Jean Julien Depéret toch een Ceratosauridae, evenals John Clavell Mansel-Pleydell in 1902 en Gilmore in 1920. Sommige onderzoekers zagen het dier als een zeer afwijkende tak die alleen maar een uiterlijke gelijkenis toonde met grote Theropoda. In 1909 was Friedrich von Huene er niet zeker van dat het überhaupt om een theropode ging en dorst het niet verder te classificeren als Saurischia. In 1911 dacht Karl Alfred von Zittel dat het wel een theropode was, maar niet een megalosauride doch een groot uitgevallen lid van de Coeluridae, een term die toen gebruikt werd om kleine roofsauriërs aan te duiden. In 1914 had von Huene zijn gedachten helemaal de vrije loop gelaten en veronderstelde dat Ceratosaurus behoorde tot een vermeende groep van basale vleesetende Saurischia, de zogenaamde Pachypodosauria, samen met vormen waarvan tegenwoordig wordt begrepen dat het om plantenetende basale Sauropodomorpha gaat zoals Massospondylus en Plateosaurus. In 1923 had Von Huene dit standpunt weer verlaten en sloot zich min of meer bij Von Zittel aan door aan te nemen dat Ceratosaurus een lid was van de Coelurosauria. Hij meende toen een vorm gevonden te hebben die een voorloper zou zijn geweest van Ceratosaurus en die hij daarom Proceratosaurus doopte. In 1926 plaatste hij beide in de Ceratosauridae dat hierdoor het karakter van een echte groep kreeg. De soorten hadden een neushoorn en een lichte bouw gemeen; later onderzoek toonde echter aan dat ze in het geheel niet nauw verwant waren: Proceratosaurus is een lid van de Tyrannosauroidea.

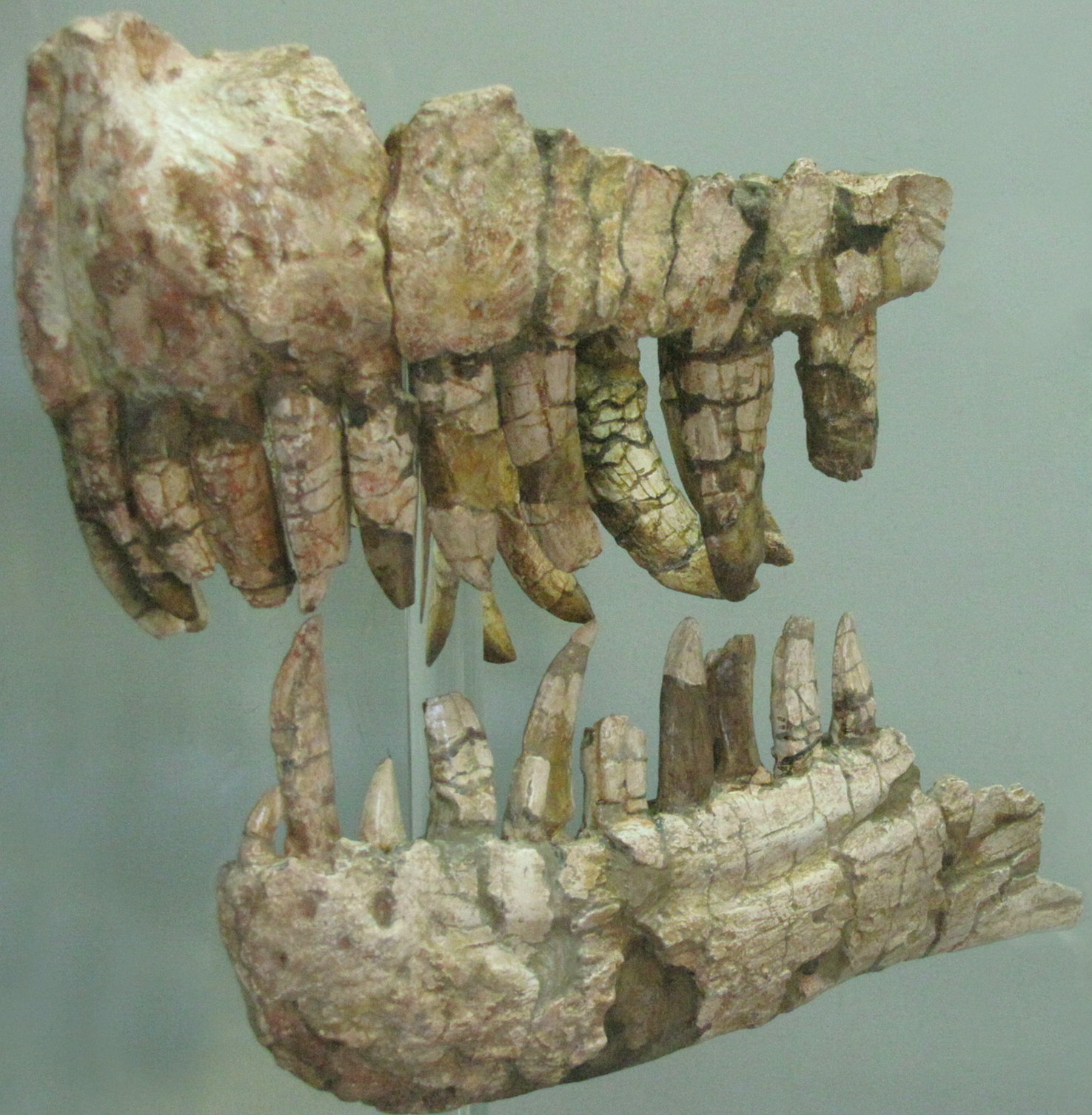
Genyodectes is met zijn grote tanden wellicht een nauwe verwant van Ceratosaurus

In het midden van de twintigste eeuw werden dergelijke taxonomische uitstapjes vergeten en verhardde de systematiek van de dinosauriërs tot een onveranderlijke orthodoxie. Ceratosaurus was daarin weer een lid van de Megalosauridae zoals in het grote standaardwerk van Alfred Sherwood Romer uit 1956. Ook in het handboek van Rodney Steel uit 1970 werd het dier geclassificeerd als een megalosauride. In de jaren zeventig begon men te beseffen dat de hele taxonomie van de Theropoda meer op grootte dan werkelijke verwantschappen gebaseerd was geweest. Na dat decennium wordt Ceratosaurus niet meer bij de Megalosauridae ingedeeld maar enkel nog bij de Ceratosauridae. Waar die dan bij hoorden, was niet meteen duidelijk, maar in de jaren tachtig werd een methode ontwikkeld om de verwantschappen van dieren exact te berekenen: de cladistiek. In 1986 publiceerde Jacques Gauthier een cladistische studie waarin Ceratosaurus zich in een eigen grote aftakking bevond, voor de naam waarvan Gauthier teruggreep op het Ceratosauria van Marsh. Die tak werd als basaal gezien en Ceratosaurus deelde hem met de vroege Coelophysidae. Latere studies wezen er echter op dat die laatste groep een nog meer basale aftakking vormde. Begripsmatig kan dat opgelost worden door de tak van Ceratosaurus de Neoceratosauria te noemen, tot welke klade Ceratosaurus dan per definitie behoort. Die tak bleek van de jaren tachtig af veel soortenrijker te zijn dan eerder vermoed. In Gondwana, of althans de daarvan later afgesplitste continenten als Zuid-Amerika, Afrika en India, werden veel neoceratosauriërs ontdekt. Tot aan het uitsterven van de grote dinosauriërs waren die daar belangrijke roofdieren geweest. Het beeld dat Ceratosaurus in zijn tijd een soort 'levend fossiel' was geweest of een 'mislukt evolutionair experiment', moest dus drastisch worden bijgesteld. Wel vertegenwoordigt Ceratosaurus binnen de Neoceratosauria een vrij basale tak, wat past bij het feit dat hij uit de Jura stamt. Die kleinere klade wordt tegenwoordig weer de Ceratosauridae genoemd. In 2004 stelde Oliver Walter Mischa Rauhut dat Ceratosaurus van die groep niet de enige bekende soort was, Genyodectes uit het Onder-Krijt van Argentinië als basale ceratosauride suggererend. Ceratosaurus is nog steeds de oudste en jongste bekende neoceratosauriër uit Noord-Amerika.
In 2012 vond Rauhut in een cladistische analyse de volgende positie van Ceratosaurus in de evolutionaire stamboom van de Ceratosauria:
|  | Spinostropheus                                               |
|  |                                                              |
|  | \| \| Limusaurus \| \| \| \| \| \| Elaphrosaurus \| \| \| \| |
|  |                                                              |
|  | Limusaurus                                                   |
|  |                                                              |
|  | Elaphrosaurus                                                |
|  |                                                              |

|  | Limusaurus    |
|  |               |
|  | Elaphrosaurus |
|  |               |

|  | Ceratosaurus |
|  |              |
|  | Genyodectes  |
|  |              |

|  | Noasauridae   |
|  |               |
|  | Abelisauridae |
|  |               |

|  | Ceratosaurus |
|  |              |
|  | Genyodectes  |
|  |              |

|  | Noasauridae   |
|  |               |
|  | Abelisauridae |
|  |               |

|  | Spinostropheus                                               |
|  |                                                              |
|  | \| \| Limusaurus \| \| \| \| \| \| Elaphrosaurus \| \| \| \| |
|  |                                                              |
|  | Limusaurus                                                   |
|  |                                                              |
|  | Elaphrosaurus                                                |
|  |                                                              |

|  | Limusaurus    |
|  |               |
|  | Elaphrosaurus |
|  |               |

|  | Ceratosaurus |
|  |              |
|  | Genyodectes  |
|  |              |

|  | Noasauridae   |
|  |               |
|  | Abelisauridae |
|  |               |

|  | Ceratosaurus |
|  |              |
|  | Genyodectes  |
|  |              |

|  | Noasauridae   |
|  |               |
|  | Abelisauridae |
|  |               |

|  | Spinostropheus                                               |
|  |                                                              |
|  | \| \| Limusaurus \| \| \| \| \| \| Elaphrosaurus \| \| \| \| |
|  |                                                              |
|  | Limusaurus                                                   |
|  |                                                              |
|  | Elaphrosaurus                                                |
|  |                                                              |

|  | Limusaurus    |
|  |               |
|  | Elaphrosaurus |
|  |               |

|  | Ceratosaurus |
|  |              |
|  | Genyodectes  |
|  |              |

|  | Noasauridae   |
|  |               |
|  | Abelisauridae |
|  |               |

|  | Ceratosaurus |
|  |              |
|  | Genyodectes  |
|  |              |

|  | Noasauridae   |
|  |               |
|  | Abelisauridae |
|  |               |

|  | Spinostropheus                                               |
|  |                                                              |
|  | \| \| Limusaurus \| \| \| \| \| \| Elaphrosaurus \| \| \| \| |
|  |                                                              |
|  | Limusaurus                                                   |
|  |                                                              |
|  | Elaphrosaurus                                                |
|  |                                                              |

|  | Limusaurus    |
|  |               |
|  | Elaphrosaurus |
|  |               |

|  | Ceratosaurus |
|  |              |
|  | Genyodectes  |
|  |              |

|  | Noasauridae   |
|  |               |
|  | Abelisauridae |
|  |               |

|  | Ceratosaurus |
|  |              |
|  | Genyodectes  |
|  |              |

|  | Noasauridae   |
|  |               |
|  | Abelisauridae |
|  |               |

Het kan echter ook zijn dat Ceratosaurus minder basaal geplaatst was. In 2017 publiceerde Wang Shuo een analyse waarin de Ceratosauridae de zustergroep waren van de Abelisauridae. In 2018 benoemde Rafael Delcourt hun klade als de Etrigansauria. Ceratosaurus viel nog steeds uit als een nauwe verwant van Genyodectes. Volgens Wang is de basale positie van Ceratosaurus als een aparte tak gebaseerd op vijf kenmerken. Het quadratojugale is vergroeid met het quadratum. Bij het dentarium ligt de achterzijde van de onderste achterste tak recht onder de bovenste. Bij de achterste ruggenwervels liggen de parapofysen duidelijk onder het niveau van de diapofysen. Het schaambeen raakt de processus obturatorius van het zitbeen. Bij het dijbeen bevindt zich boven de onderste gewrichtsknobbels een dwarsrichel.
Bedacht moet worden dat zulke analyses altijd slechts voorlopig zijn. Nieuwe fossielen en een betere bestudering van oude fossielen zullen de stamboom doen veranderen. Vooral de verwantschap met Genyodectes is onzeker gezien de beperkte resten die van die soort gevonden zijn. Recente analyses hebben soms tot resultaat gehad dat Genyodectes een basaal lid van de Abelisauridae was in plaats van een ceratosauride.

## Levenswijze

Ceratosaurus is kleiner dan Allosaurus wat de vraag heeft opgeroepen of hij een andere niche bezette

Ceratosaurus was een roofdier. Hij leefde in de VS in een gebied met een warm klimaat. Er was een nat en een droog seizoen. Het landschap was halfopen met kleine riviertjes. Ceratosaurus was niet het enige grote roofdier in zijn leefgebied: hij deelde die rol met Allosaurus en Torvosaurus. Ook de ceratosaurustanden uit Uruguay zijn samen met tanden van Torvosaurus gevonden. Dat heeft de vraag opgeroepen hoe de niches verdeeld werden. Gregory S. Paul stelde in 1988 dat de opvallend lange tanden van Ceratosaurus een aanpassing waren om extra grote prooi te kunnen bejagen, bijvoorbeeld wat grotere Sauropoda. Het zou ook kunnen zijn dat Ceratosaurus solitair joeg — en dus individueel meer 'slagkracht' nodig had — terwijl Allosaurus in jachtgroepen te werk ging.

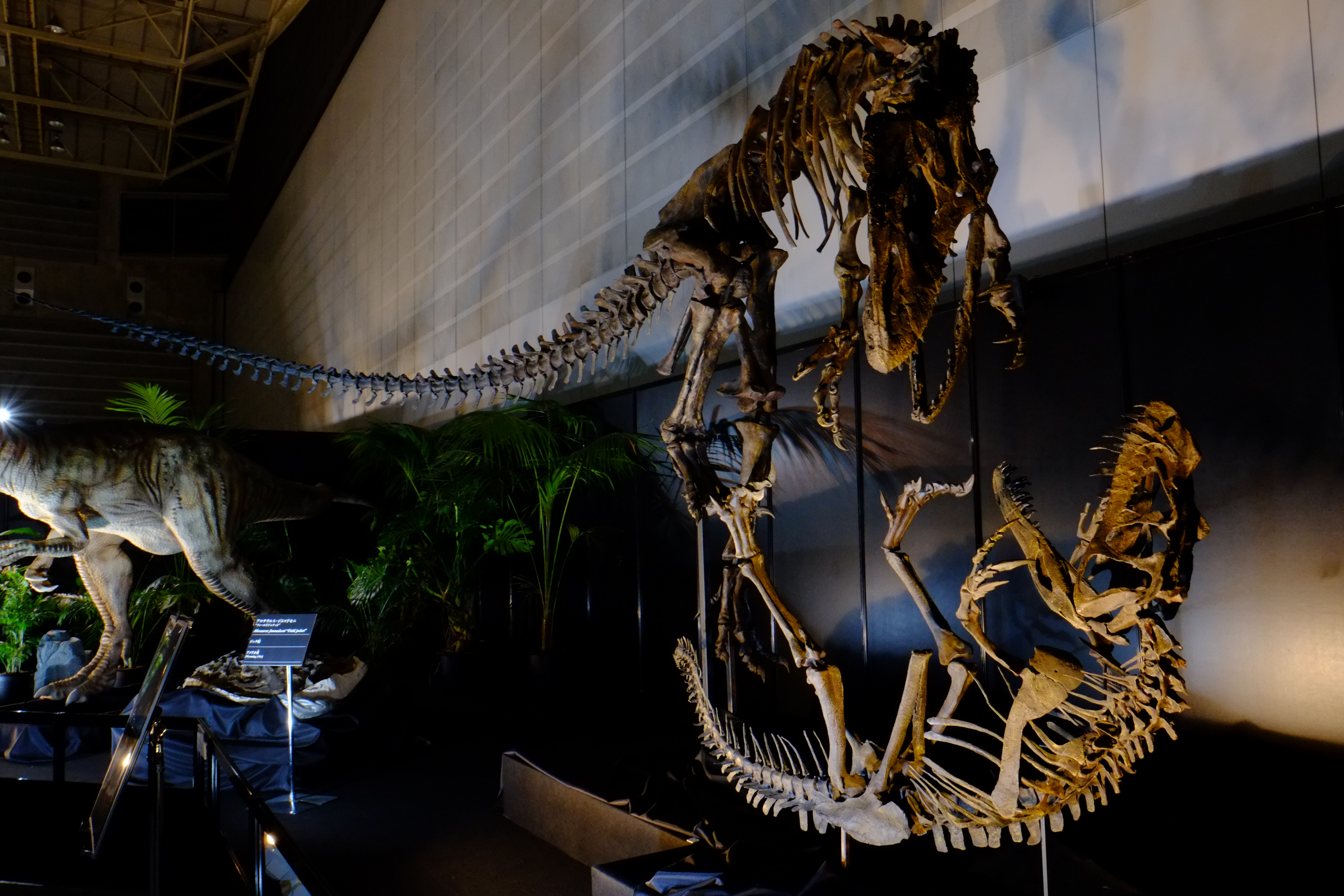
De gedachte dat Ceratosaurus en Allosaurus met elkaar vochten, heeft altijd tot de verbeelding gesproken

In 1998 werd een andere analyse van het probleem gegeven door Donald Henderson. Deze meende dat Allosaurus in twee morfen voorkwam, een met een lange snuit en een met een kortere schedel. Een theropode met een kortere schedel zou een grotere bijtkracht bezeten hebben aan de snuitpunt en bezat kennelijk een andere jachttactiek dan de langschedelige vorm die zijn prooi uitschakelde door het toebrengen van vele lange ondiepe wonden. Omdat Ceratosaurus ook een relatief lange schedel heeft, zou het een concurrent geweest zijn van de morfe met de lange kop. Dat verklaarde volgens Henderson waarom in de Cleveland Lloyd Dinosaur Quarry, waar deze vorm in groot aantal gevonden is, slechts schamele resten van Ceratosaurus te vinden zijn: die werd er weggeconcurreerd. Daarentegen zou in de Dry Mesa Dinosaur Quarry de allosaurusvariant met de korte kop te vinden zijn wat weer verklaart waarom er meer ceratosaurusfossielen opduiken. De concurrentie of selectiedruk door de langsnuitige morfe zou ook verklaren waarom Ceratosaurus langere tanden heeft dan Allosaurus: de evolutie zou de kant opgegaan zijn van het verwerven van een eigen niche doordat de grotere tanden een ruimere variatie aan mogelijke prooien mogelijk maakten — of bij het leegpikken van kadavers zouden met de lange premaxillaire tanden misschien bepaalde organen eenvoudiger bereikt hebben kunnen worden. Daarom ook zou Ceratosaurus vrij groot geweest zijn onder zijn directe verwanten: grotere dieren kunnen naast kleine dieren ook grote prooien buitmaken. Andere functies van de tanden zag Henderson in het soortonderscheid of in het intimideren van vijanden.

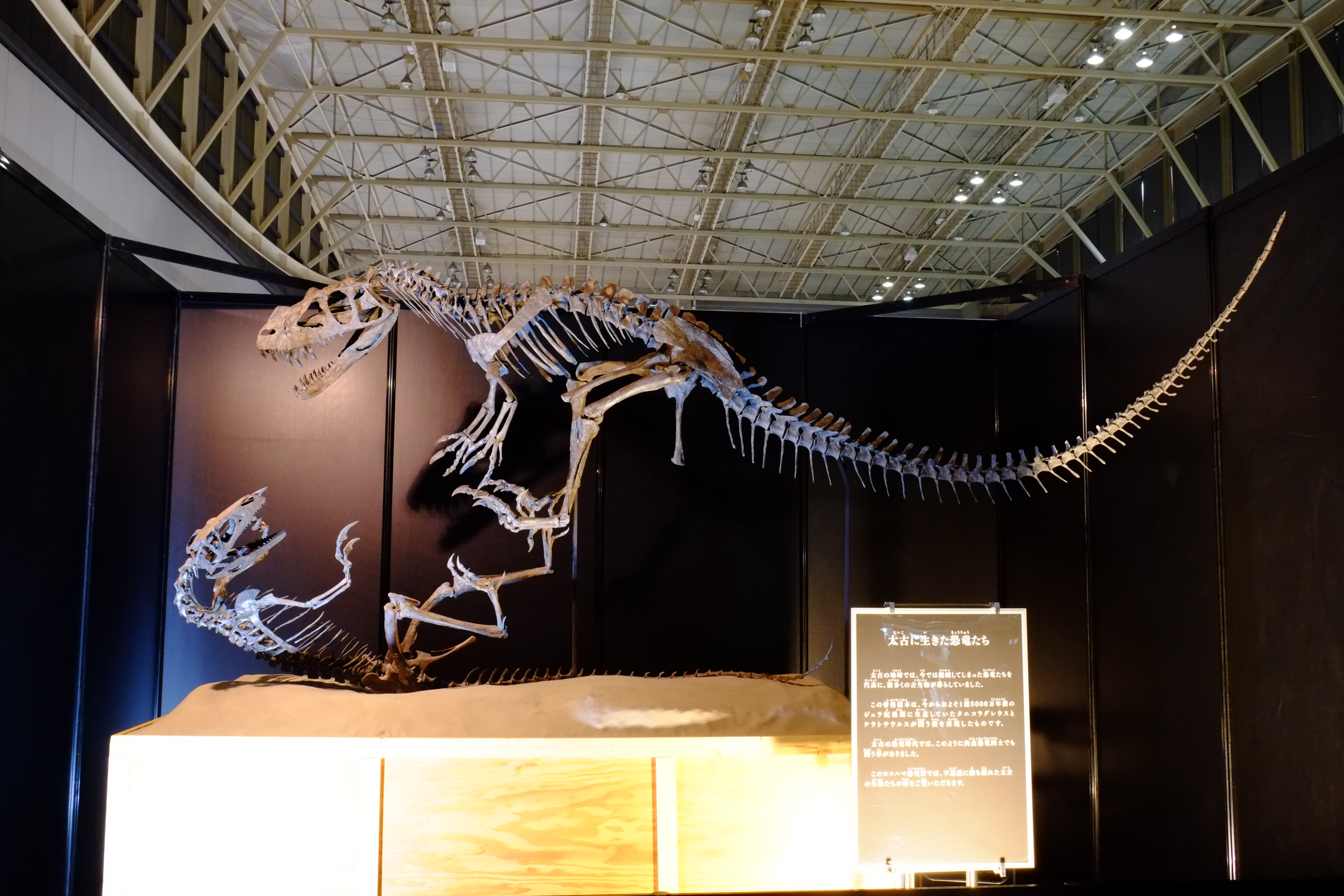
Hier is Ceratosaurus in gevecht afgebeeld met Tanycolagreus

Een groot probleem voor Hendersons conclusies is dat later duidelijk werd dat de vermeende kortschedelige morfe van Allosaurus, die ook wel gezien is als een aparte soort A. atrox, vermoedelijk helemaal niet bestaan heeft. De korte schedels zijn het gevolg van foute reconstructies. Er is ook geen eenduidig verband tussen hun lengte en de vindplaatsen. Dat Ceratosaurus op sommige locaties zeldzamer lijkt, kan dus niet veroorzaakt zijn door een verschillende concurrentie van die aard. De suggestie dat Ceratosaurus met een verlenging van de tanden de richting opging van een andere jachttechniek, blijft echter plausibel, hoewel bedacht moet worden dat we niet weten hoe lang de tanden van zijn directe voorouders waren want die laatste zijn niet bekend — het is dus onzeker of zo'n verlenging door concurrentie met Allosaurus tot stand kwam of met een eerdere langschedelige theropode. Omdat de langste maxillaire tanden meer naar achteren in de kaak geplaatst waren, zou hun verlenging overigens de bijtkracht vergroot hebben zodat het juist Ceratosaurus zou zijn geweest die de niche van een 'kortschedelige' vorm bezette. Overigens wees G. Mazzetta er in 1998 op dat bij Ceratosaurus de bijtkracht over de lengte van de onderkaak heen veel meer geleidelijk afnam dan bij een echte kortschedelige vorm als Carnotaurus — waarvan de bijtkracht trouwens niet zo groot was.

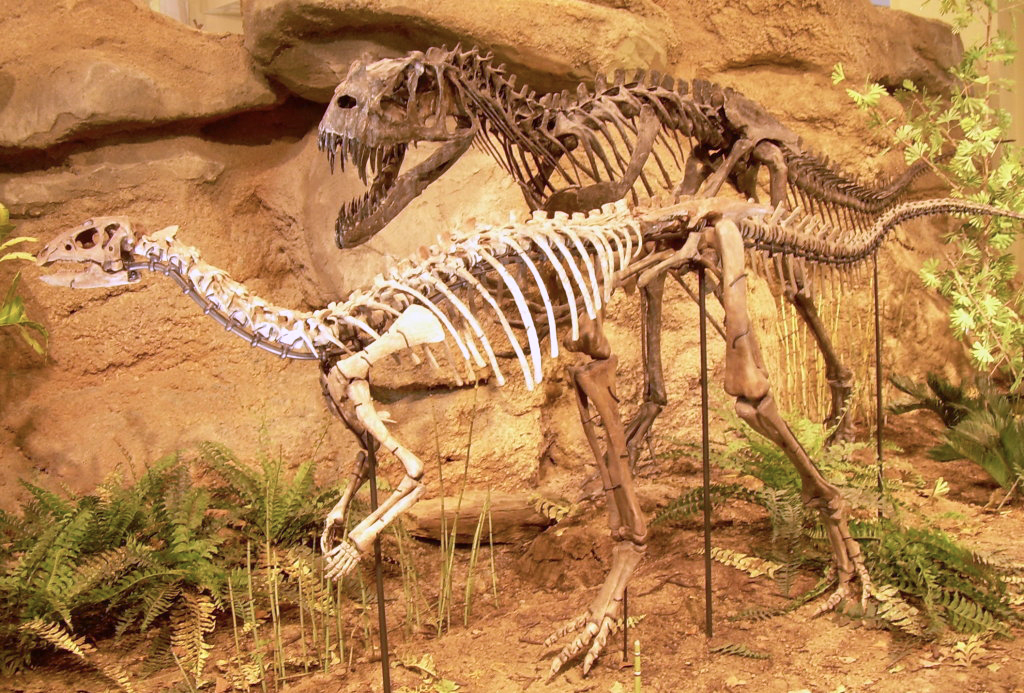
Dryosaurus wordt soms gezien als een typische prooi van Ceratosaurus

De studie van Henderson beklemtoont dat Ceratosaurus überhaupt veel zeldzamer schijnt te zijn geweest dan Allosaurus. Dat beeld kan echter vertekend zijn door de enorme aantallen allosaurusfossielen die in de Cleveland Lloyd Dinosaur Quarry zijn aangetroffen. Vroeger werd Ceratosaurus, omdat hij van de vroegste theropoden zekere kenmerken bewaarde die de Tetanurae verloren hadden, wel als een basaal dier gezien dat gedoemd was uit te sterven, van welk proces de Morrison dan de eindfase toonde. De ontdekking van een hele tak Ceratosauria die het tot het eind van het Krijt uithield en in Zuid-Amerika juist de verwanten van Allosaurus verdrong, laat het gevaar zien van een dergelijke simplistische schematisering. De bekende gegevens laten zich ook verenigen met de hypothese dat Ceratosaurus aan een opmars bezig was.
In 2004 stelden Robert Thomas Bakker en Gary Bir dat Ceratosaurus vooral bij riviertjes leefde en joeg op longvissen, krokodillen en schildpadden. De tanden van Ceratosaurus zouden namelijk vooral, en relatief vaker dan die van Allosaurus, in rivierafzettingen gevonden zijn. Er is een oververtegenwoordiging van 7,5. Al eerder had Bakker gemeend dat de hoge kam diende om de flexibele staartbasis tot voortstuwingsorgaan in het water te maken. Dit zou bevestigd worden door een vrij soepele romp en de lange chevrons. Ook deze hypothese is niet algemeen aanvaard. Zij werd verworpen door een studie van Yun Changyu uit 2019. Zoals alle bekende basale theropoden moet Ceratosaurus redelijk in staat geweest zijn om te zwemmen. Er is echter geen duidelijke samenhang tussen lange doornuitsteeksels en een zwemmende levenswijze. Gespecialiseerde zwemmende Tetrapoda hebben een kam in het midden van de staart, niet aan de basis. Daarbij zijn bij waterbewoners de doornuitsteeksels staafvormig, niet afgeplat. De chevrons zijn niet langer dan bij andere theropoden. Ze tonen ook geen speciale aanpassingen aan een zijdelingse beweging. Een onderste verbreding overdwars bijvoorbeeld, ontbreekt. Inderdaad zijn romp en staart door kortere gewrichtsuitsteeksels soepeler dan bij de Tetanurae, maar dat geldt voor alle Ceratosauria en dat zullen niet allemaal viseters geweest zijn. Ook wordt de staart nog verstijfd door een hyposfeen-hypantrum-complex. Daarbij zijn de staartwervels amficoel. Dat wijkt af van de procoele wervels bij krokodillen, die een soepeler zijwaartse beweging toestaan. Eenduidige aanpassingen aan een semi-aquatische levenswijze ontbreken. De oogkassen liggen niet boven het niveau van het schedeldak. Evenmin is dat het geval bij de neusgaten. Ceratosaurus kon dus niet direct onder het wateroppervlak zwemmend zijn prooi observeren. De romp is niet speciaal verlengd. Een kronkelbeweging om zich voort te stuwen kon er niet mee worden uitgevoerd. De achterpoten zijn niet verkort. Dat belemmert een hoge slagfrequentie die effectief is om mee te zwemmen. Yun moest toegeven dat er enkele mogelijke aanpassingen aan het eten van vis zijn. De premaxillaire tanden hebben een wat rondere doorsnede. Ook hebben ze cannelures. Hiermee lijken ze op de tanden van Spinosauridae. Die worden vaak als viseters gezien. Daarbij zijn de neusbeenderen vergroeid. Dat zou de torsie uitgeoefend door een spartelende vis kunnen opvangen. De meeste eigenschappen van de schedel wijzen echter niet op het eten van vis. De schedel is hoog, niet breed. Dat belemmert een zijwaartse beweging van de kop in het water. Ook is er geen verbeend secundair verhemelte. Dat zou het toegestaan hebben met de neusgaten te ademen terwijl de muil zich onder het wateroppervlak bevond. Yun concludeerde dat het hoogstens plausibel was dat Ceratosaurus zijn dieet meer dan andere theropoden aanvulde met vis. Wegens concurrentie met krokodillen was dat maar een marginale niche. Dat zou dan de relatieve zeldzaamheid kunnen verklaren. Yun beklemtoonde echter dat dit alles hoogst onzeker was.
De meeste roofdieren zijn opportunisten, dus Ceratosaurus zal een longvis of krokodil niet versmaad hebben als de gelegenheid zich voordeed er een te verschalken. Het gebit van Ceratosaurus is echter niet gespecialiseerd in het vangen van vissen: de maxillaire tanden zijn niet kort en kegelvormig. Ze hebben de normale dolkvorm om grote prooien te verwonden. Daarom veronderstelde Bakker dat het ontwikkeld was voor het kraken van een pantser als van een krokodil of schildpad, of van een harde modderbol waarin longvissen het droge seizoen plegen te overleven. Dat komt echter niet overeen met bekende aanpassingen van durofage soorten die typisch korte brede tanden hebben met een platte kroon bedekt met een dikke emaillaag. Dat Ceratosaurus vooral bij riviertjes leefde, kan niet sterk empirisch ondersteund worden door de tandvondsten want daarvan zijn er te weinig, maar als het zo was, zou het ook verklaard kunnen worden door het feit dat hij joeg op plantenetende dinosauriërs die juist daar voorkwamen. In dat geval zou Ceratosaurus volgens Bakker met zijn nauwe schedel en gedrongen lichaam in het dichter begroeide terrein bij een rivier meer manoeuvreerbaar zijn geweest dan Allosaurus. Ceratosaurus zal bij gelegenheid ook aas gegeten hebben waaronder kadavers van andere theropodensoorten: in 2000 beschreef Daniel Chure een schaambeen van Allosaurus waarvan de 'voet' afgeknaagd leek te zijn door een roofdier met grote tanden, waarvoor Ceratosaurus de meest waarschijnlijke kandidaat is. Zulke knaagsporen van Ceratosaurus zijn overigens niet zeldzaam en wijzen erop dat de soort algemener zou kunnen zijn geweest dan de vrij zeldzame skeletresten doen vermoeden.
Reeds Marsh meende in 1884 dat de hoorn op de neus als een most powerful weapon for offense and defense bij de jacht en gevechten met andere soorten gebruikt zou kunnen worden en Gilmore viel hem daarin bij. David Bruce Norman in 1985 en Paul in 1988 begrepen echter dat de overdwars smalle hoorn daar veel te zwak voor was en ook een penetrerende punt ontbrak — Marsh was dat laatste overigens ook al opgevallen, maar hij dacht dat de hoorn trenchant was, dus met een snijrand. Ze meenden echter dat de hoorn gebruikt zou zijn bij gevechten tussen mannetjes om rivalen een pijnlijke, maar niet dodelijke klap te verkopen. Timothy Rowe beklemtoonde in 1990 een andere interpretatie. Ook andere grote theropoden hebben vaak, zij het wat kleinere, hoorns op de neus en boven de ogen. Rowe zag de overeenkomstige structuren bij Ceratosaurus als pronkorganen, mede nuttig om te dreigen en intimideren. Kennelijk speelde dat in het gedrag van Ceratosaurus een grote rol en had hij daarom langere uitsteeksels. Misschien werd die functie versterkt door de rugkam en de lange tanden. Als pronkorganen waren de hoorns wellicht fel gekleurd. Gilmore had in 1920 al een rol vermoed in de seksuele selectie.
Over de voortplanting is weinig bekend. Nesten noch eieren zijn gevonden. De enige informatie over de groei kwam van het in 1999 gemelde jonge dier. Dat is nog niet vergroeid in de wervelbogen en de neushoorn en slechts gedeeltelijk vergroeid in het bekken. Het is het enige bekende exemplaar waarvan de neushoornhelften niet tot één geheel versmolten zijn. De neushoorn is bij dit specimen ook proportioneel kleiner. Dit zou erop kunnen wijzen dat de hoorn fungeerde als een teken dat een dier geslachtsrijp werd. Een studie uit 2025 concludeerde uit de groeilijnen dat de groei zeer snel was, vergelijkbaar met huidige grote vogels en negenmaal sneller dan bij Ceratosauria uit jet Krijt.
Bij fossielen die aan Ceratosaurus zijn toegewezen, heeft men soms aanwijzingen gevonden voor ziekte of slijtage. Een losse gebroken tand toont sporen die op heling wijzen, alsof er al tijdens het aanmaken van de tand een fractuur optrad; een reeds uitgebroken tand zal wel niet geheeld zijn, ook omdat tanden in een rap tempo gewisseld werden. Bij het holotype zijn het tweede en vierde middenvoetsbeen van de linkervoet gedeeltelijk vergroeid. Een medewerker van Marsh, Georg Baur, verklaarde dat al in 1890 als het gevolg van een trauma, iets wat latere onderzoekers bevestigd hebben. Daarbij werd ook vastgesteld dat de middenvoet van Ceratosaurus kleine scheurtjes toont die een gevolg zijn van de belasting tijdens het rennen; dit is een normaal verschijnsel dat bij de meeste grote theropoden aangetoond kan worden.

## Perceptie bij het grote publiek

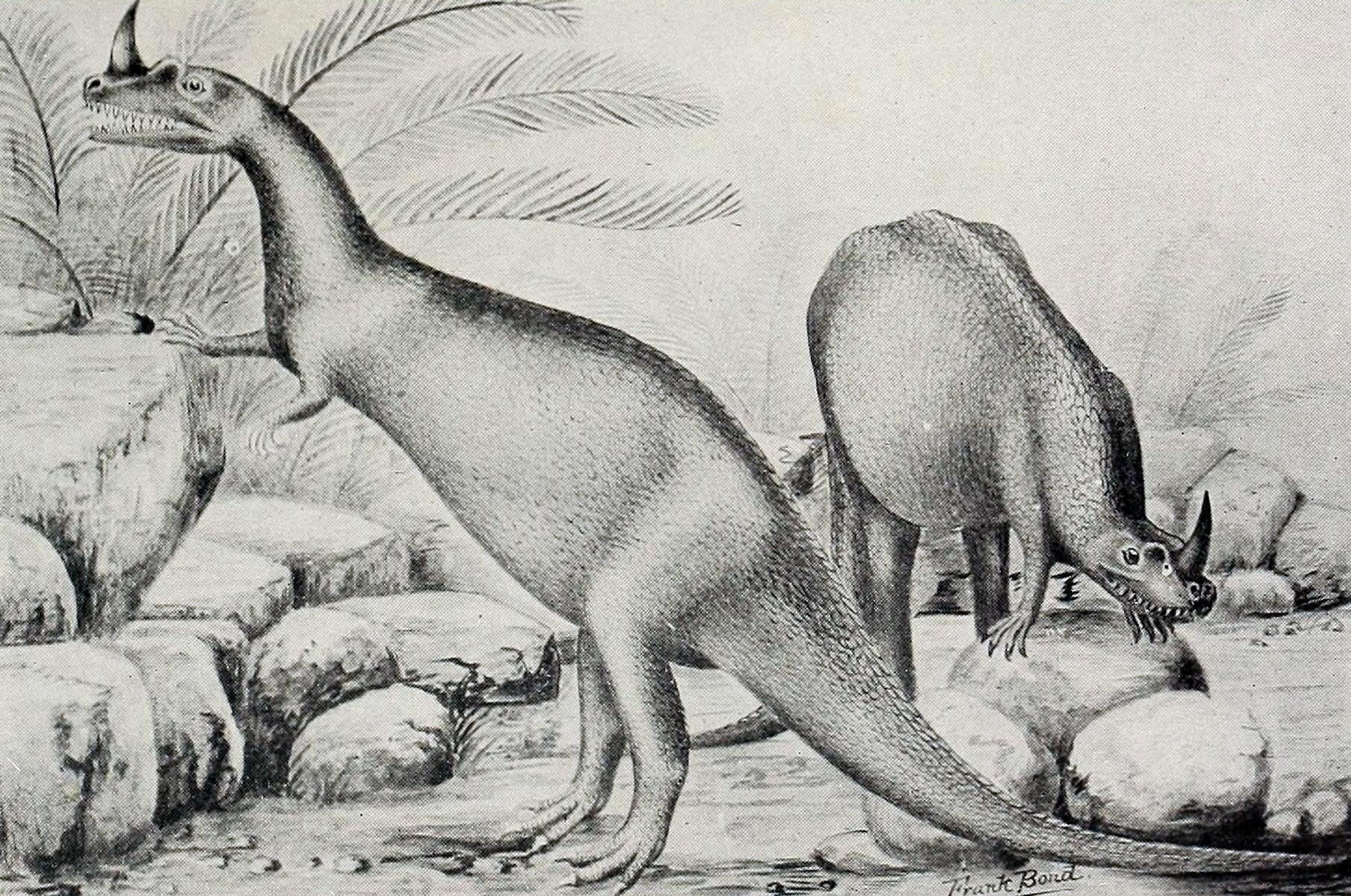
De eerste illustratie, door Bond

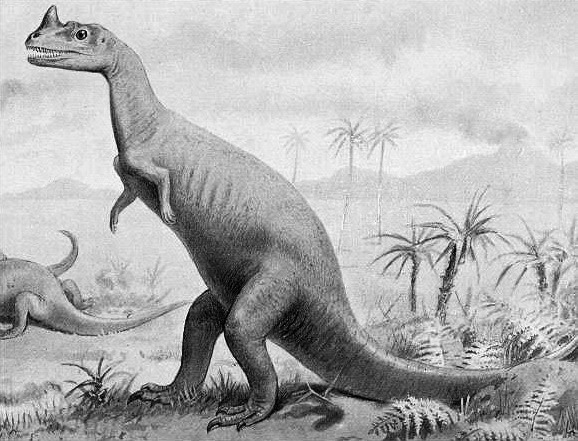
Smit had volgens Gilmore gewoon het skelet uit Marsh (1896) overgetrokken

Ceratosaurus is een van de bekendere dinosauriërs. Dat komt voornamelijk omdat het een Amerikaanse soort is, die daarbij al in de negentiende eeuw ontdekt werd en dus alle tijd kreeg uit te groeien tot een van de klassieke oertijddieren die standaard in populair-wetenschappelijke boeken opduiken. Ook de veel bezochte opstelling in het Smithsonian heeft daaraan bijgedragen, mede doordat de dinosauriërzaal daar in het begin weinig andere skeletten telde. Zijn markante hoorns en rugkam gaven het dier een aansprekend 'draakachtig' uiterlijk dat eenvoudig in het geheugen bleef hangen.

### Illustraties

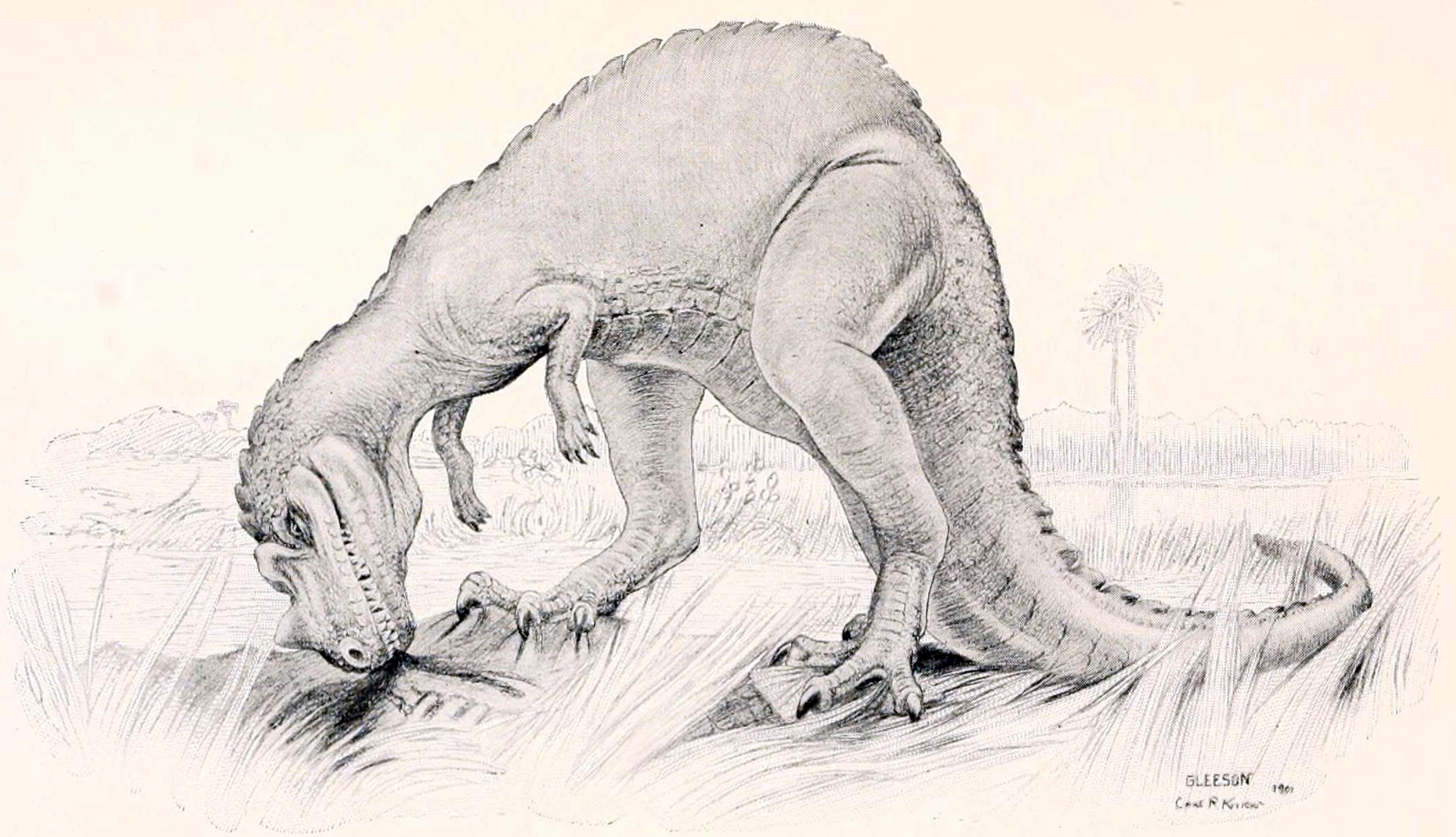
Gilmore vond de tekening door Gleeson het best getroffen

Een eerste tekening van hoe het dier er bij leven zou hebben kunnen uitgezien, werd in 1899 gemaakt door Frank Bond, onder aanwijzingen van professor Wilbur Clinton Knight. Deze illustratie werd echter pas in 1920 door Gilmore gepubliceerd. In 1901 bracht Frederic Augustus Lucas een populair-wetenschappelijk boek over uitgestorven dieren uit, Animals of the Past, waarin een prent was opgenomen door de bekende kinderboekenillustrator Joseph Michael Gleeson. Deze had daartoe informatie ingewonnen bij de paleontologisch illustrator Charles Knight. Volgens Gilmore was dit de meest geslaagde reconstructie. Hij liet die ook ophangen bij het museumskelet. In 1911 verscheen Extinct Monsters and Creatures of Other Days: a popular account of some of the larger forms of ancient animal life door dominee Henry Neville Hutchinson. Dit boek voor het grote publiek bevatte een ceratosaurusafbeelding van de hand van de Nederlander Joseph Smit. Deze vond Gilmore veel minder omdat ze duidelijk was gebaseerd op de foute reconstructie uit Marsh (1896). In 1915 maakte Gilmore zelf een kleimodel van Ceratosaurus.
Na de jaren twintig was het beeld van Ceratosaurus lange jaren gefixeerd. Illustratoren tekenden Gleeson of Smit na en geleidelijk verloren de afbeeldingen iedere gelijkenis met het werkelijke dier. Daarin kwam in de jaren zeventig abrupt verandering door het werk van G.S. Paul die een moderne interpretatie gaf van Ceratosaurus als actieve, in een horizontale houding lopende rover, zich baserend op een persoonlijke observatie van het skelet van het holotype. Een tekening van een Ceratosaurus die, balancerend op zijn staart, twee allosauri met de achterpoten afweert, werd iconisch voor de new look van paleontologische illustraties. Een andere bekende tekening van Paul toonde twee vechtende individuen die elkaar met hun hoorn in de flank probeerden te stoten, overeenkomstig zijn hypothese over de functie van die structuur. De interpretatie van Paul zou in de jaren negentig dominant worden.

### Verhalen

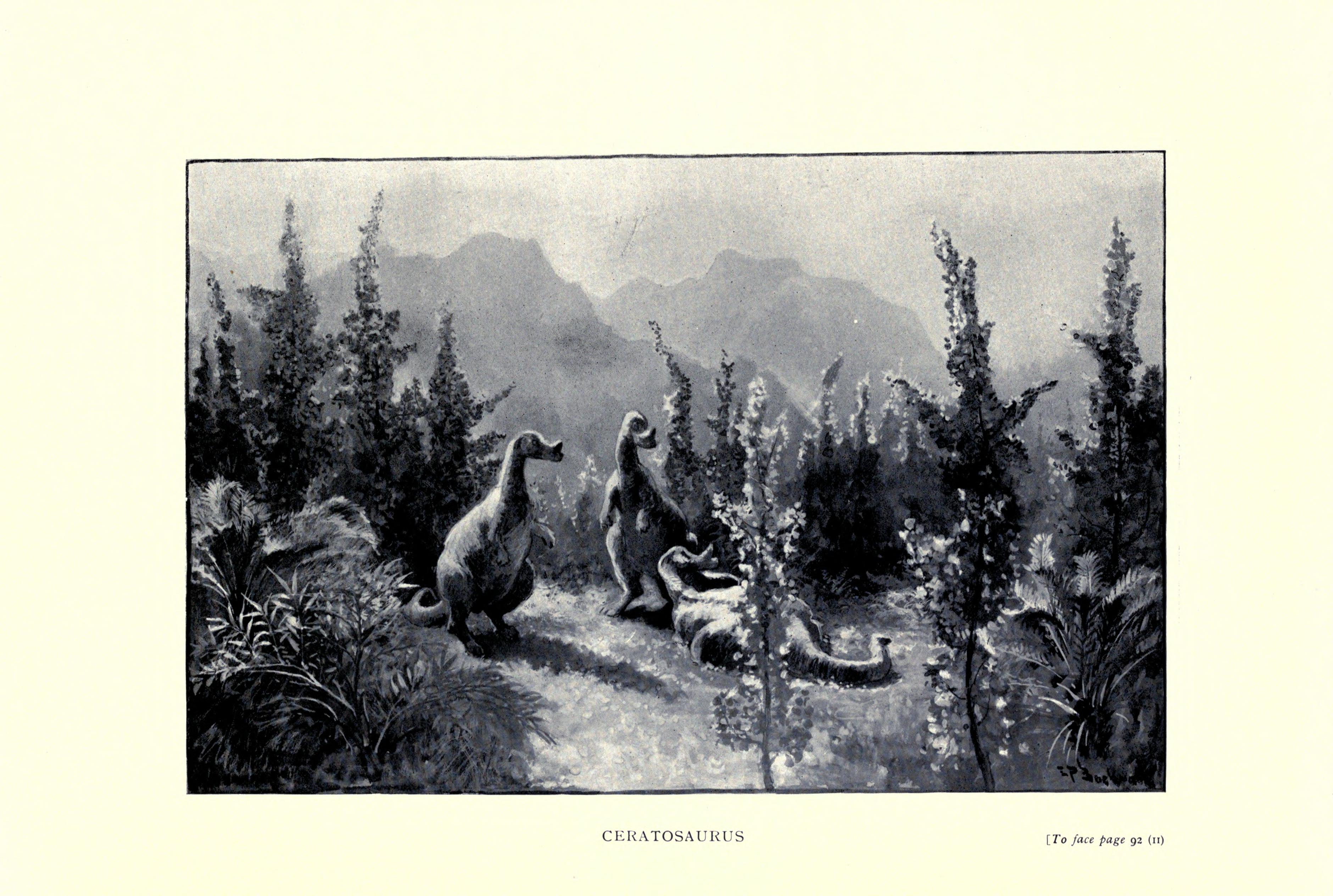
Gedurende de twintigste eeuw zouden de meeste illustraties van slechte kwaliteit blijven

In 1924 wordt Ceratosaurus opgevoerd in een fantasyroman, The Land That Time Forgot van Edgar Rice Burroughs. Het speelt op een mysterieus eiland waar dieren individueel de hele loop van de evolutie doormaken.
Ceratosaurus vond ook zijn weg naar de bellettrie. In de novelle l'Uccisione del drago (Het Doden van de Draak) uit 1942, van de hand van de Italiaanse romanschrijver Dino Buzzati, trekt een groep mensen erop uit om een draak te doden. Het wordt de lezer gesuggereerd dat het in feite om de laatste overlevende ceratosaurus moet gaan, een wijfje dat met een klaaglijk gebrul de ondergang van haar soort bejammert. De keuze van Buzatti voor Ceratosaurus is gemotiveerd door het draakachtige uiterlijk van die dinosauriër, maar weerspiegelt ook de in de populair-wetenschappelijke boeken gangbare thematiek dat Ceratosaurus als basale vorm al in het Laat-Jura tot uitsterven gedoemd was.

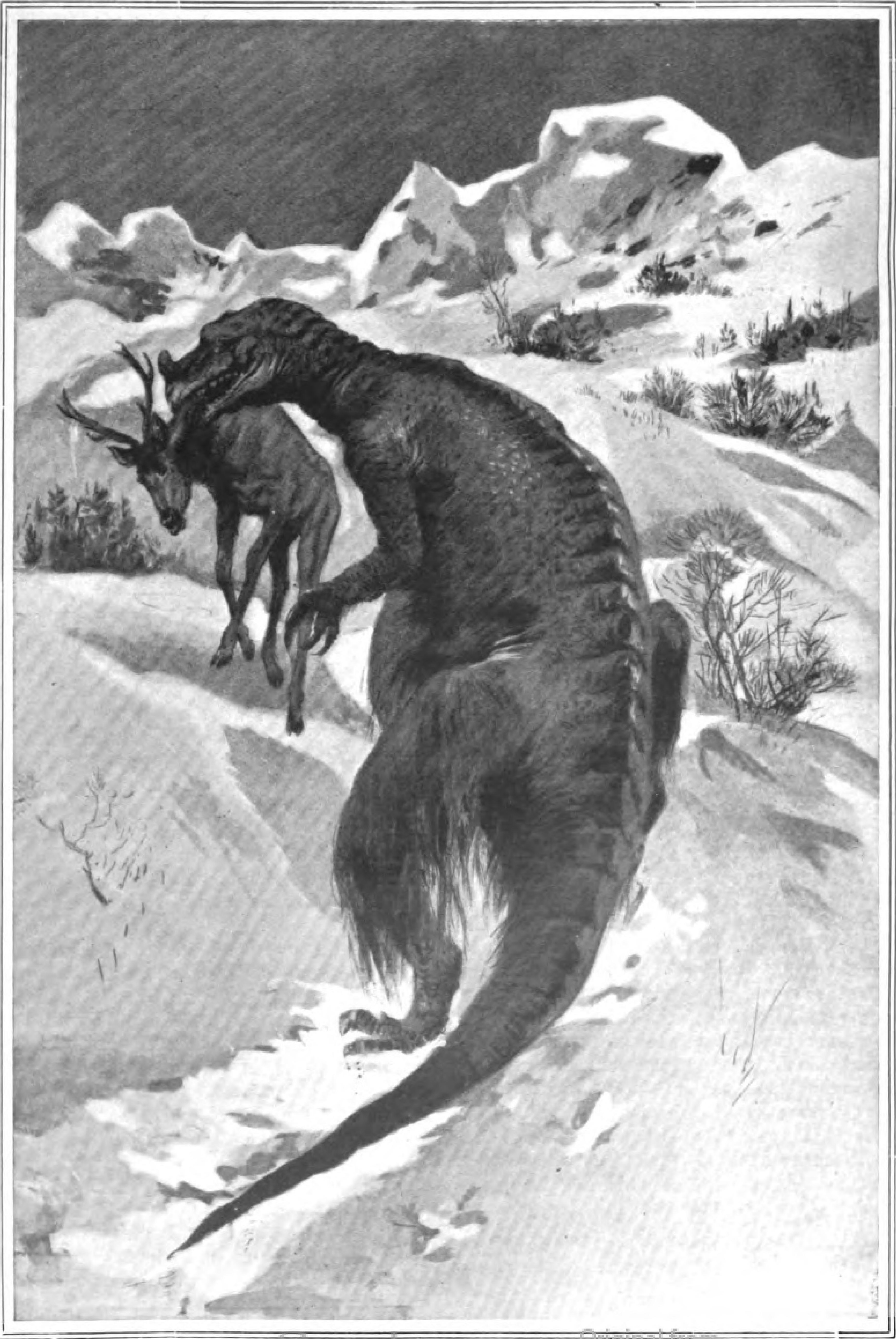
Het Partridge Creek Beast

Overigens was er in het begin van de twintigste eeuw een kryptozoölogische melding geweest van een wezen dat een echte ceratosauriër zou vertegenwoordigen. In 1908 meldden Georges Dupuy en Pierre Lavagneux in de winter van 1903 en op 24 december 1907 in de Yukon Territory een tweevoetig monster van vijftien meter lengte geobserveerd te hebben. Wegens een hoorn op de neus vergeleek Lavagneux het zelf met Ceratosaurus. Tegenwoordig noemt men deze cryptid het Partridge Creek Beast. Kryptozoöloog George M. Eberhart stelt in zijn Mysterious Creatures dat het vermoedelijk om een sterk verhaal gaat, erop wijzend dat de echte Ceratosaurus een stuk kleiner is, dat diens naam een grote bekendheid genoot en dat geen enkele echte dinosauriër, warmbloedig of niet, de felle koude in het gebied zou hebben overleefd. Een opmerkelijk detail in dit verband is dat het monster bedekt zou zijn met korte borstelharen, die pas op het eind van de twintigste eeuw bij grote theropoden aanwezig werden verondersteld.

### Films en documentaires
Ceratosaurus is ook in verschillende films te zien geweest. Een van de eerste films waarin prehistorische dieren optreden, het in 1913 geschoten en in 1914 uitgebrachte Brute Force van D.W. Griffith, toont Ceratosaurus als een van de voorhistorische monsters die een stam holenmensen bedreigen. Het verhaal weerspiegelt de voor de popular culture typische simplistische schematisering van de wereldgeschiedenis waarin de hele Oertijd op één hoop gegooid wordt: Ceratosaurus was natuurlijk geen tijdgenoot van de mens. Voor de film werd in een meervoudige belichting gebruik gemaakt van een klein model met een mechaniekje erin. Brute Force wordt vaak genoemd als de eerste 'realistische' film waarin een dinosauriër optreedt. Ceratosaurus is ook te zien in een beroemde tekenfilm, Walt Disneys Fantasia uit 1940. Op de muziek van Igor Stravinskys Le sacre du printemps vallen ceratosauri Stegosaurus en sauropoden aan die vastzitten in de modder. In 1948 werd Ceratosaurus getoond in een reguliere kleurenfilm, Unknown Island van Jack Bernhard. De film is gebaseerd op het thema van een lost world, in dit geval een eiland waarop nog prehistorische dieren leven. De schurk van het verhaal, kapitein Tarnowski, doodt een ceratosauriër met een handgranaat terwijl in een andere scène een ceratosauriër het gevecht met een reuzenluiaard niet overleeft. De dieren worden gespeeld door mannen in pakken. In 1966 was Ceratosaurus opnieuw in kleur te zien in de film One Million Years B.C. door Don Chaffey. Een overmaats exemplaar wordt verslagen in een gevecht met Triceratops; deze dieren waren in feite geen tijdgenoten. De ceratosauriër kon bewegen door een stop-motion uitgevoerd door Ray Harryhausen. Ceratosaurus vocht opnieuw met Triceratops in The Land That Time Forgot, een film uit 1975 door Kevin Connor met een script van Michael Moorcock op basis van het gelijknamige boek van Burroughs. De dinosauriërs werden bewogen als handpoppen. In de vervolgfilm The People That Time Forgot uit 1977 worden twee ceratosauri verdreven met rookbommen. In de duurste direct to video film, Theodore Rex, uitgebracht door Jonathan Betuel in 1995, is Ceratosaurus een van de dinosauriërs die door de gestoorde professor Elizar Kane gekloond worden. Het dier werd gespeeld door een man in een pak. In een komische scène uit Jurassic Park III, een rolprent uit 2001, komt Ceratosaurus ook voor: als de protagonisten Mr. Kirby, Mrs. Kirby, Alan Grant en Eric Kirby in de verteerde resten van een door Spinosaurus verslonden mens naar een satelliettelefoon aan het zoeken zijn, worden ze door een roze ceratosauriër verstoord, maar het dier verwaardigt zich niet ze op te eten omdat ze door het wroeten in de uitwerpselen te veel stinken. Ten opzichte van vorige films was het realisme van de ceratosaurus flink verhoogd door het toepassen van digitale animatie. Van zulke computer generated images maakte ook de film Age of Dinosaurs – Terror in L.A. uit 2013 gebruik; Ceratosaurus is hier een van de vele dinosauriërs die met DNA-technieken weer tot leven is gebracht.
Behalve in zulke fantasierijke uitbeeldingen, is Ceratosaurus ook ingezet voor meer educatieve doeleinden. Van de documentaire film The Animal World uit 1956 door Irwin Allen maakte ook een reeks scènes met dinosauriërs deel uit, door middel van stop-motion door Harryhausen verbeeld. Een ceratosauriër valt zijn tijdgenoot Stegosaurus aan; daarna vechten twee ceratosauri met elkaar en vallen van een rotswand. Harryhausen maakte er nogal een slachtpartij van; al te bloederige gedeelten werden er later door Allen uitgeknipt. In 2001 was Ceratosaurus te zien in de derde aflevering van de televisiedocumentaire When Dinosaurs Roamed America. Een exemplaar, tot leven gebracht door CGI, weet een Dryosaurus te verschalken, maar later wordt er een het slachtoffer van Allosaurus. In aflevering vier en zes van de televisieserie Jurassic Fight Club uit 2008 strijdt Ceratosaurus met Allosaurus, nu als een meer evenwaardige tegenstander.